# مسيحيون
المَسِيحيون أو النَصارى هم أتباع الديانة المسيحية. الجذر اللغوي لكلمة مسيحيين ومسيحية يأتي من كلمة مسيح.
المسيحية وهي الديانة التي يمارسها المسيحيون تعتبر إحدى الديانات الإبراهيمية والتي يُعتبر يسوع المسيح الشخصية الأسَاسية فيها، والمؤسس لها. تعتبر المسيحية أكثر الديانات أتباعَا في العالم يليها في ذلك الإسلام، فعدد أتباع الديانة المسيحية يبلغ حوالي 2.5 مليار مسيحي أي حوالي ثلث سكان الأرض. جذور المسيحية تأتي من اليهودية، التي تتشارك معها في الإيمان بكتاب اليهودية المقدس (التوراة، الذي يدعى في المسيحية العهد القديم). يشكل العهد القديم القسم الأول من الكتاب المقدس لدى المسيحيين في حين يعتبر العهد الجديد القسم الثاني والعهد الجديد هو مجموعة التعاليم التي أتى بها يسوع المسيح ونشرها بين أتباعه ثم قام (رسل المسيح الإثنا عشر) وتلاميذ المسيح بكتابة هذه التعاليم ونشرها في الأصقاع.
يتنوع المسيحيون لاهوتيًا وجغرافيًا. وفقًا لدراسة أعدها مركز بيو للدراسات لعام 2012 وجدت أنّ نصف المسيحيين هم من الكاثوليك، في حين يشكل البروتستانت نسبة 37%، وأتباع الكنائس الأرثوذكسية فنسبتهم 12%. ويمثّل «المسيحيون الآخرون»، مثل «المورمون» و«شهود يهوه» ما نسبته 1% من مجمل المسيحيين. جغرافيًا يتوزع المسيحيين بالتساوي في أنحاء العالم، يتواجدون في كل مناطق العالم، حوالي 25.7% من مسيحيي العالم يقطنون في القارة الأوروبية والتي تحوى على أكبر تجمع مسيحي على مستوى العالم، في حين أن 24.4% من مسيحيي العالم يقطنون في أمريكا اللاتينية، و23.3% يتواجدون في القارة الأفريقية، و13.2% يقطنون في آسيا، ويتمركز في أمريكا الشمالية 12.3% من مسيحيي العالم أمّا في أوقيانوسيا فتمركز فيها 1.19% من مسيحيي العالم. يشكل المسيحيين الغالبية السكانيّة في كل من الأمريكتين وأوروبا والتي هي عمليًا جزءًا من العالم المسيحي، فضلًا عن أوقيانوسيا وأفريقيا جنوب الصحراء.
على مر العصور ساهم كل من رجال الدين والعلمانيين المسيحيين على حد سواء مساهمات كبيرة في تطوير الحضارة الإنسانيّة، كما ويُذكر أن هناك المئات من المسيحيين البارزين الذين ساهموا في الحضارة الإنسانية والمجتمع الغربي من خلال تعزيز وتطوير العلوم والتكنولوجيا، والطب، والفن، والموسيقى، والأدب، والمسرح، والفلسفة،:15 والعمارة، والإقتصاد والسياسة. وقد ذكرت في قائمة المائة شخصية الأكثر تأثيرًا في تاريخ البشرية في كتاب الخالدون المئة، 75 شخصية مسيحية من مختلف المجالات. كما ذكر كتاب ذكرى 100 عام لجائزة نوبل أنَّ حوالي (65.4%) من الحاصلين على جائزة نوبل بين الأعوام 1901- 2000 كانوا من المسيحيين.

## أصل الكلمة
كلمة مسيحي (باليونانية Χριστιανός وأيضاً χρηστιανός) هي نسبة إلى المسيح "، والمسيح في العربية هو الممسوح وربما تكون مشتقة من الكلمة الآرامية السريانية (ܡܫܝܚܐ) (مشيحا) والآرامية هي لغة المسيح، وكلمة مسيحي في معظم اللغات الهندوأوروبية مشتقة من الكلمة اليونانية "كريستوس" بمعنى المسيح.
كلمة «مسيح» في اللغة العبرية هي «ماشيح - מָשִׁיחַ» من الفعل «مشح» أي «مسح» ومعناها في العهد القديم الممسوح بالدهن المقدس، ونقلت كلمة «ماشيح» إلى اللغة اليونانية كما هي ولكن بحروف يونانية «ميسياس -Мεσσίας» ومن ثم ترجمت ترجمة فعلية «خريستوس -Хριτός» من الفعل اليوناني «خريو -chriw» أي يمسح؛ وجاءت في اللاتينية «كريستوس ـ Christos» ومنها في اللغات الأوربية " Christ"؛ إن عملية المسح تتم في العهد القديم بواسطة الدهن المقدس الذي كان يصنع من زيت الزيتون مضافًا إليه عددًا من الطيوب (سفر الخروج 22:30-31)، وقد ظل هذا التقليد حتى أيامنا هذه في المسيحية في سر الميرون؛ وكان الشخص أو الشيء الذي مسح يصبح مقدساً ومكرساً للرب؛ وحصر استخدامه للكهنة، الملوك والأنبياء (خروج 30:30)؛ ولهذا دعوا بمسحاء الرب (المزامير 15:105)، ومفردها «مسيح الرب» (صموئيل الثاني 1:23)، ويصفهم الله بمسحائي (أخبار الأيام الأول 22:16)؛ لكن الوحي الإلهي في أسفار العهد القديم يؤكد أن هؤلاء «المسحاء» جميعاً؛ كانوا ظلاً ورمزاً للآتي والذي دعي منذ داود فصاعداً بـ «المسيح»، وكانوا جميعاً متعلقين بمسيح المستقبل الذي سيأتي في ملء الزمان ودعاه دانيال النبي المسيح الرئيس (دانيال 24:9)، و«المسيح» و«قدوس القدوسين» (دانيال 25:9)، لأنه سيجمع في شخصه الصفات الثلاث: الكاهن والنبي والملك؛ وهذا الشخص وفق العقيدة المسيحية هو يسوع، بينما لا تزال الديانة اليهودية تنتظر قدومه.

## تاريخ استخدام الكلمة

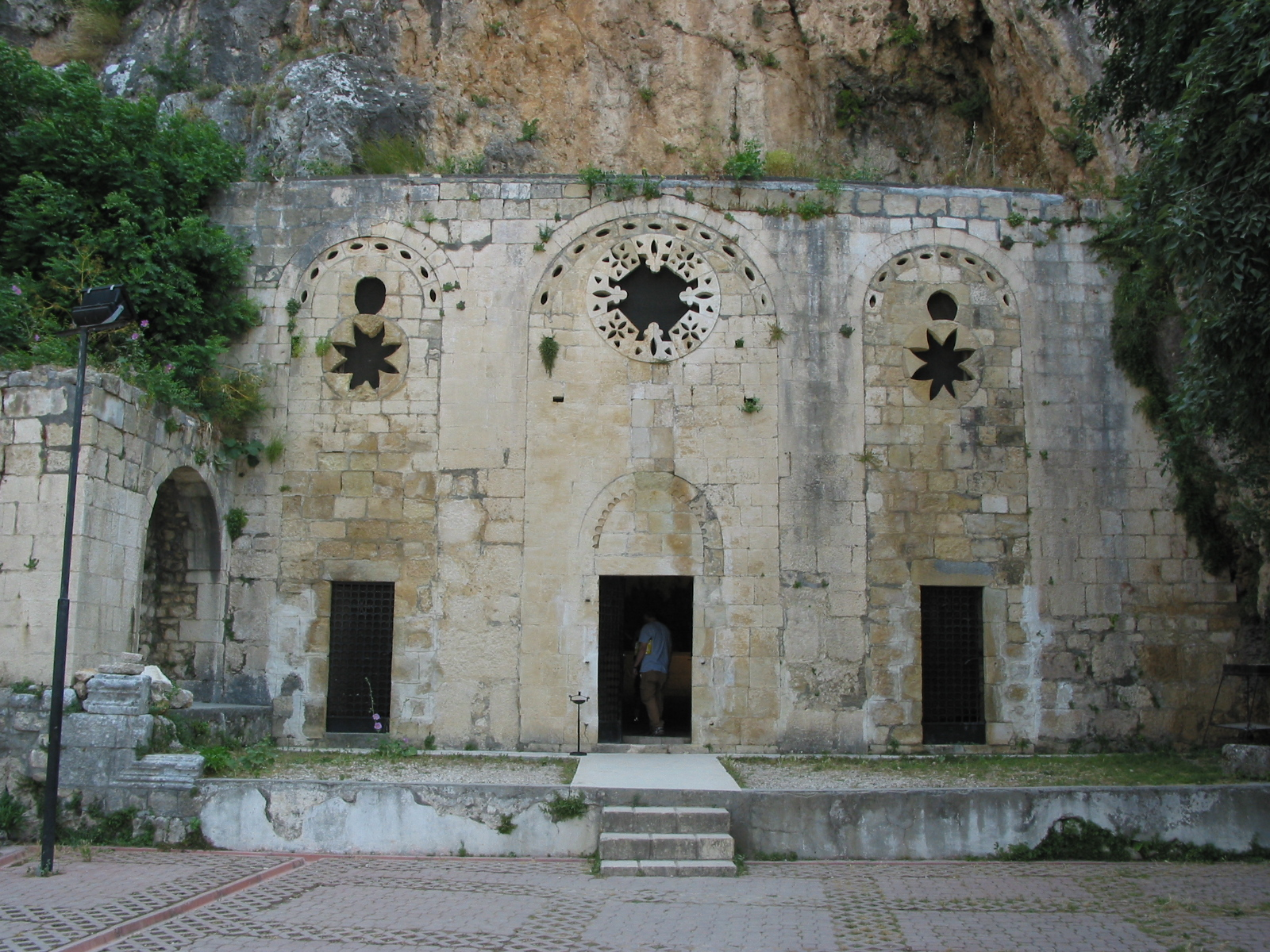
كنيسة القديس بطرس في أنطاكية، وفي هذه المدينة إتخذ أتباع يسوع لقب مسيحيين.

الراجح أن يسوع وأتباعه الأوائل - طبقاً للكتاب المقدس - لم يبتدعوا اسماً يميزون به أنفسهم عن سائر اليهود، فالمسيح لما طلب من المرأة السامرية أن تعطيه يشرب استنكرت عليه ذلك وقالت: «كَيْفَ تَطْلُبُ مِنِّي لِتَشْرَبَ، وَأَنْتَ يَهُودِيٌّ وَأَنَا امْرَأَةٌ سَامِرِيَّةٌ؟» ومع ذلك لم يبد أي اعتراض على نعتها إياه بيهودي بل استطردا في حديثهما إلى أن قال لها: «أَنْتُمْ تَسْجُدُونَ لِمَا لَسْتُمْ تَعْلَمُونَ، أَمَّا نَحْنُ فَنَسْجُدُ لِمَا نَعْلَمُ. لأَنَّ الْخَلاَصَ هُوَ مِنَ الْيَهُودِ». وعلى هذا فهو يرى نفسه كواحدٍ من اليهود، وكذلك فإن شاول الطرسوسي المعروف ببولس لم يجد حرجاً في أن يعتبر نفسه يهوديًا بالرغم من تنصره واتباعه للمسيح، وليس أدل على أن التلاميذ استمروا في استخدام مصطلح يهود مما رواه بولس في رسالته إلى أهل غلاطية حيث قال:
| مسيحيون | قُلْتُ لِبُطْرُسَ قُدَّامَ الْجَمِيعِ: «إِنْ كُنْتَ وَأَنْتَ يَهُودِيٌّ تَعِيشُ أُمَمِيًّا لاَ يَهُودِيًّا، فَلِمَاذَا تُلْزِمُ الأُمَمَ أَنْ يَتَهَوَّدُوا؟» | مسيحيون |

وقد ظهر استخدام كلمة مسيحي لأول مرة بين سنتي 42 - 43 م، وأقدم نص مكتوب يذكر كلمة «مسيحي» ورد بكتابات المؤرخ تاسيتس (ولد سنة 56 ميلادي)، ويبدو أن كلمة «مسيحي» في الأصل أطلقت على أتباع يسوع الأوائل بهدف التوبيخ والتحقير من شأنهم، ولكن شاع استخدامها فيما بعد وأقرها المسيحيون فيما بينهم، حيث تقول دائرة المعارف الكتابية تحت مادة «مسيح - مسيحيون»:
| مسيحيون | ... ولعلها (أي كلمة مسيحي) كانت تنطوي أساساً على نوع من التهكم، ويبدو أن المسيحيين أنفسهم لم يتقبلوا هذا الاسم بصدر رحب في البداية، ولكنه على توالي الأيام، التصق بهم وصاروا يعرفون به" | مسيحيون |

ويذهب كاتبو قاموس الكتاب المقدس لنفس الرأي فيقولون تحت مادة «مسيحي»:
| مسيحيون | دعي المؤمنون مسيحيين أول مرة في أنطاكية (اع 11: 26) نحو سنة 42 أو 43 م. ويرجّح أن ذلك اللقب كان في الأول شتيمة (1 بط 4: 16)..." | مسيحيون |

## استعمال حديث

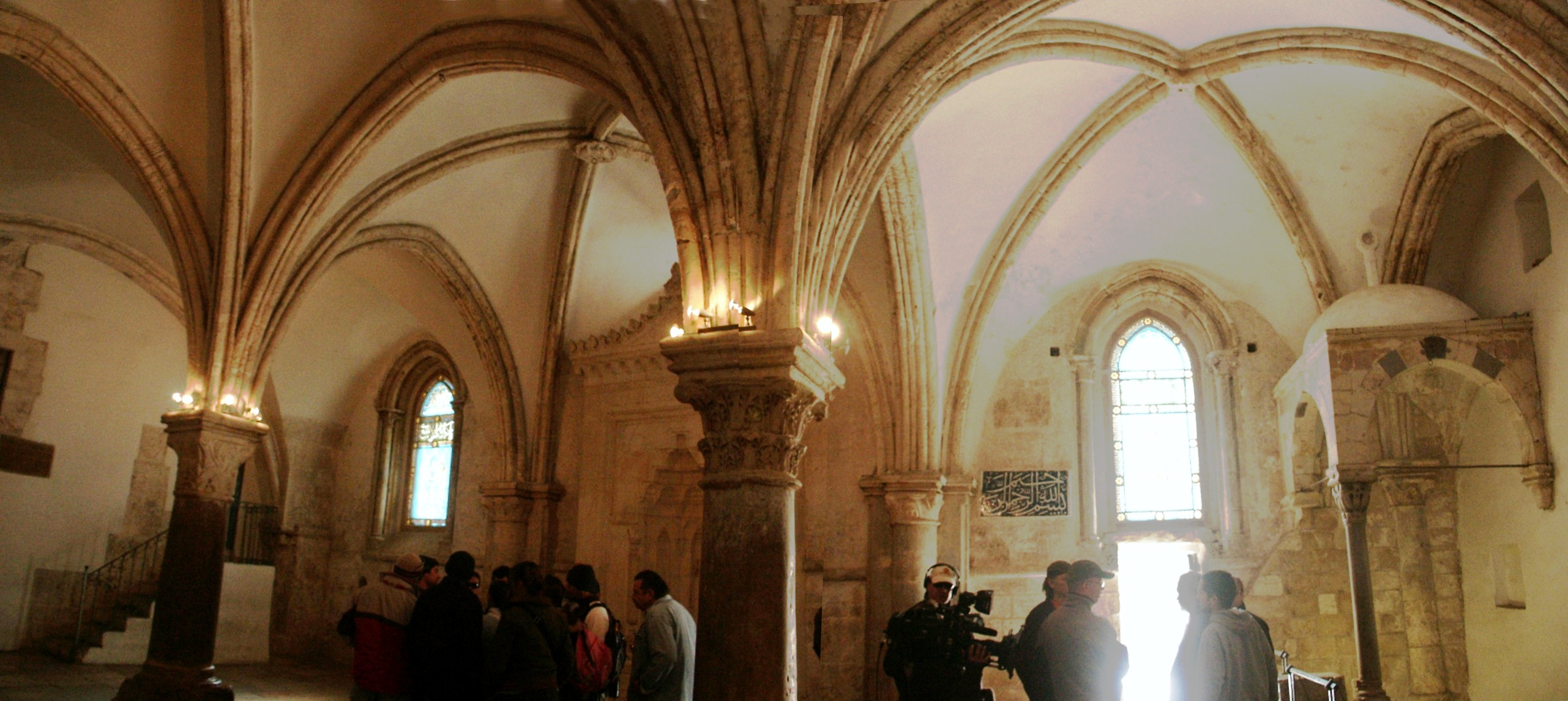
عليّة صهيون، حيث تم العشاء الأخير والعنصرة، وكانت مركز المسيحية المبكرة الأول.

بالإمكان العثور على مجموعة واسعة من المعتقدات والممارسات في جميع أنحاء العالم بين هؤلاء الذين يعتبرون أنفسهم مسيحيين. لا يوجد تعريف موّحد بين الطوائف والمذاهب حول تعريف «المسيحية». على سبيل المثال، يشير تيموثي بيل التفاوت من المعتقدات بين أولئك الذين يعرفون أنفسهم كمسيحيين في الولايات المتحدة على النحو التالي:
| مسيحيون | على الرغم من أن الجذور التاريخية لهذه الطوائف تعود إلى كل من اللاهوت المسيحي والتقاليد المسيحية. إلاّ أن هناك البعض قد لا يعتبر فئات أخرى ضمن تصنيف أكبر وهو المسيحية؛ على سبيل المثال معظم المعمدانيين والأصوليين المسيحيين، لا يعتبرون المورمونية أو العلم المسيحي أنهم ضمن العائلة المسيحية. في الواقع، فإن ما يقرب من 77 في المئة من الأميركيين يعرّفون نفسهم بأنهم مسيحيون وينتمون إلى مجموعة متنوعة من التقاليد المسيحية. | مسيحيون |

حاولت ليندا هولم تقديم تعريف شائع حول من هم المسيحيين مشيرة إلى أنّ «حول أيًا كان قد يختلف حوله المسيحيين؛ على الأقل هناك اتفاق في الاعتقاد بأن يسوع له أهمية فريدة من نوعها». الفيلسوف مايكل مارتن، في كتابه القضية ضد المسيحية' يقيّيم ثلاثة عقائد مسيحية تاريخية (قانون الإيمان الرسوليّ والنيقاوي والأثانسياوسي) لوضع مجموعة من الافتراضات الأساسية والتي تشمل الاعتقاد والإيمان بالله، وتاريخية يسوع، وسر التجسد، والخلاص من خلال الإيمان بيسوع، والإيمان في يسوع باعتباره قدوة أخلاقية.

### المصطلح العبري

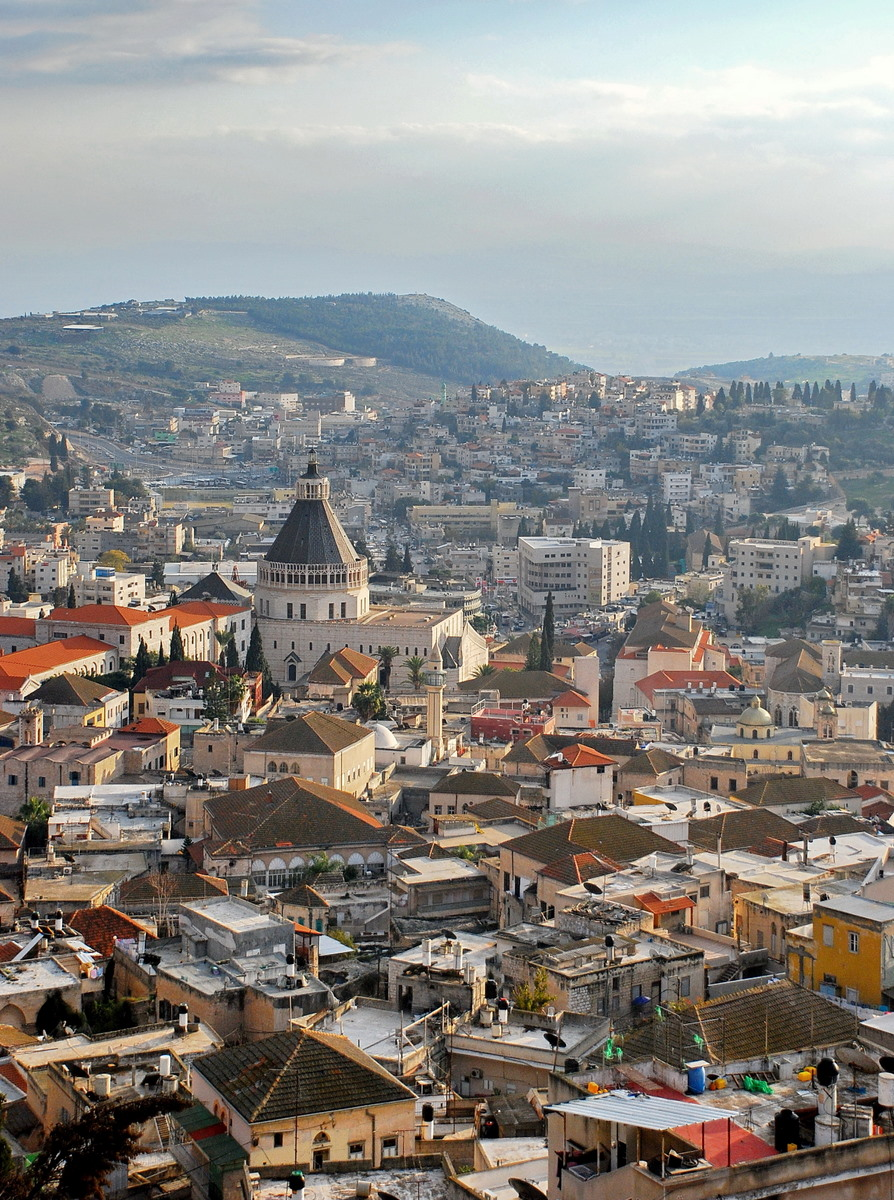
مدينة الناصرة، المدينة التي نشأ فيها يسوع ومن اسم المدينة أشتقت كلمة نصرانية بحسب عدد من الباحثين.

اعترض اليهود على يسوع ورفضوا ادعاءه بأنه هو المسيح المنتظر، ولا يؤمن اليهود بالإنجيل وحتى الآن هم بانتظار الماشيح الذي على حد إيمانهم لم يظهر بعد. وبالتالي فإن المصطلح التلمودي للمسيحيين في اللغة العبرية هو (بالعبرية: נוּצְריְם) ويعني أتباع الناصري، وتلفظ كلمة مسيحية (بالعبرية: נָצְרַוּת) نَتسْروت وهي من جذر يقابل الجذر العربي ن.ص.ر. والكلمة مشتقة من مدينة الناصرة (بالعبرية: נָצְרַת)، والناصرة هي مدينة في شمال إسرائيل، والتي فيها نشأ يسوع. في حين يشار إلى اليهود المسيحيين أو اليهود الميسانيين في اللغة العبرية الحديثة باسم (بالعبرية: יְהוּדִים מָשִׁיחַיים).

### المصطلح العربي
يشيع في الثقافة العربية استخدام كلمتين للتعبير عن المسيحيين منها لفظ «نصارى» وهو اللفظ الذي يُستخدم في الكتب والأدبيات الإسلامية بشكل عام بحيث يطلق على الديانة المسيحية مصطلح نصرانية إذ جاء في القرآن:﴿يَا أَيُّهَا الَّذِينَ آمَنُوا كُونُوا أَنْصَارَ اللَّهِ كَمَا قَالَ عِيسَى ابْنُ مَرْيَمَ لِلْحَوَارِيِّينَ مَنْ أَنْصَارِي إِلَى اللَّهِ قَالَ الْحَوَارِيُّونَ نَحْنُ أَنْصَارُ اللَّهِ فَآمَنَتْ طَائِفَةٌ مِنْ بَنِي إِسْرَائِيلَ وَكَفَرَتْ طَائِفَةٌ فَأَيَّدْنَا الَّذِينَ آمَنُوا عَلَى عَدُوِّهِمْ فَأَصْبَحُوا ظَاهِرِينَ ۝١٤﴾ [الصف:14]. وقد ورد لفظ نصارى في القرآن 13 مرة. وقد تعود أيضًا كلمة «نصارى» إلى مدينة الناصرة. في حين مصطلح «مسيحي» ذات الأصول السريانية هو المصطلح الأكثر انتشارًا ويعني أتباع المسيح.

### المصطلحات الآسيوية

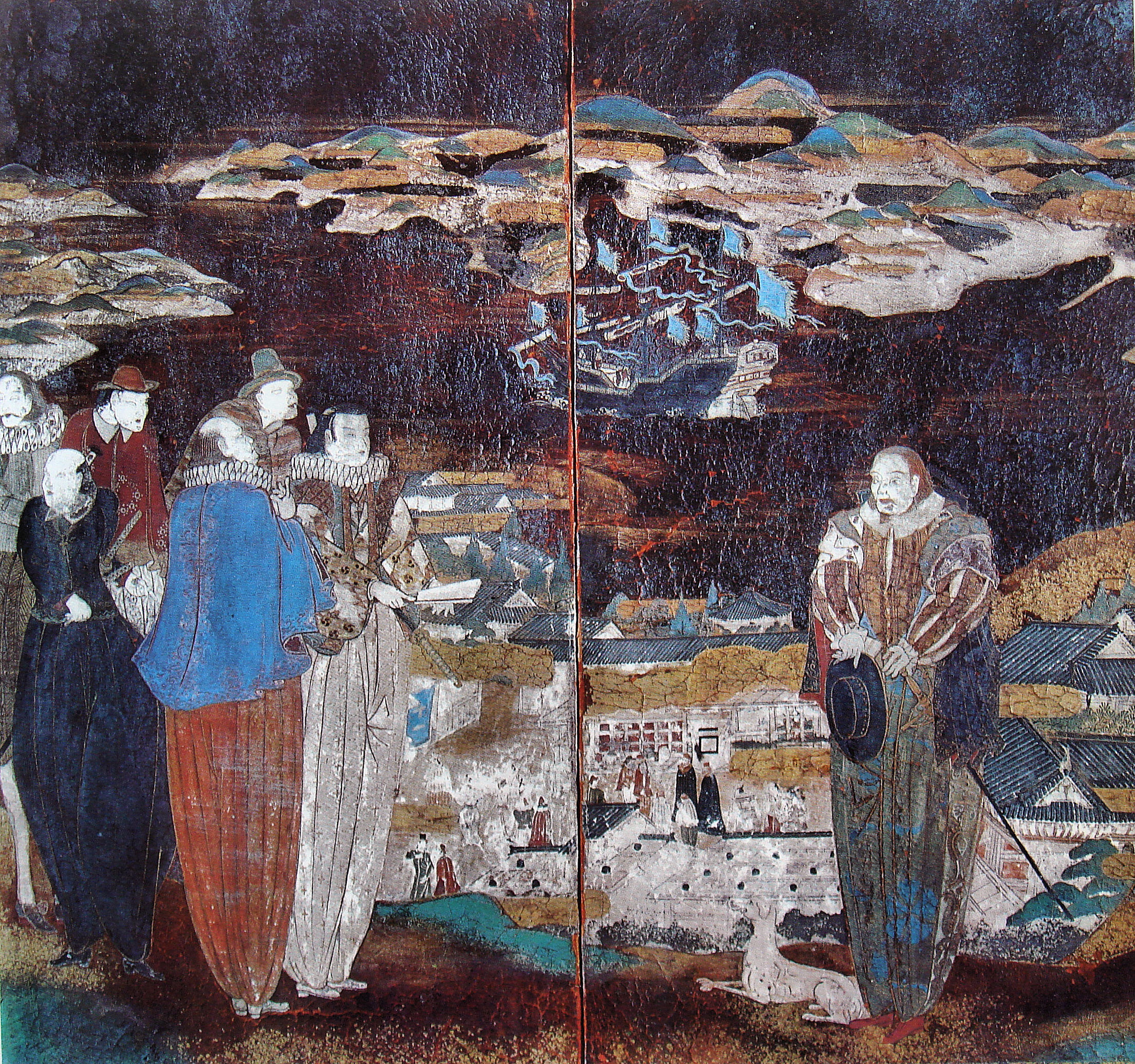
رسم لمسيحيين من اليابان في القرن السابع عشر.

المصطلح السرياني «ناصري» يطلق غالبًا على مسيحيين القديس توما في ولاية كيرالا، الهند. كما يَطلق المسيحيين في شبه القارة الهندية، على أنفسهم «عيساي» (بالهندية: ईसाई) و (بالأردوية: عیسائی) وهي الكلمة الشائعة أيضًا لوصفهم من قبل اصحاب الديانات الأخرى. ويعود مصدر الكلمة إلى عيسى مسيح أي يسوع المسيح. في الماضي، استخدم الملايو مصطلح «سيراني» لغة ملاوية (بالملاوية: Serani) لتسمية البرتغاليين ومصدر الكلمة من اللغة العربية من كلمة نصراني. اليوم يتم استخدام مصطلح سيراني لتسمية المجتمع المسيحي من الكريول في ماليزيا.
الكلمة الصينية المستخدمة لوصف المسيحيين هي جيدو تو وهي حسب نظام بينيين تكتب jīdū tú (بالصينية: 基督徒) تعني حرفيًا أتباع المسيح. في فيتنام يستخدم أيضًا مصطلح أتباع المسيح (بالفيتنامية: tín đồ Cơ đốc giáo) لوصف المسيحيين. المصطلح الياباني لوصف المسيحيين هو كيريشتن (باليابانية: キリシタン) وهو مصطلح مماثل (للكلمة البرتغالية: cristão) والتي تعني حرفيًا أتباع المسيح. وقد شاع المصطلح أولًا للإشارة إلى أتباع الكنيسة الرومانية الكاثوليكية في القرن 16 و17 وذلك قبل حظرها من قبل توكوغاوا شوغن.

## الديانة

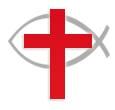
الصليب وسمكة المسيح، وهي واثنين من أكثر الرموز المسيحية استخدمًا من قبل المسيحيين لتمثيل دينهم.

العقيدة الدينية والديانة التي يمارسها المسيحيين هي «الديانة المسيحية» وهي إحدى الديانات الإبراهيمية والديانات التوحيدية؛ الجذر اللغوي لكلمة مسيحية تأتي من كلمة مسيح موجد المسيحية هو يسوع وهو بحسب العقيدة المسيحية المسيح، ابن الله، الله المتجسد، المخلص وغيرها من التسميات الأخرى؛ المسيحية تعتبر أكبر دين معتنق في الأرض  ويبلغ عدد أتباعها 2.2 مليار أي حوالي ثلث سكان الكوكب من البشر، كذلك فالمسيحية دين الأغلبية السكانية في 120 بلدًا من أصل 190 بلدًا مستقلاً في العالم.
نشأت المسيحية حوالي العام 27 من جذور مشتركة مع الديانة اليهودية ولا تزال آثار هذه الأصول المشتركة بادية إلى اليوم من خلال تقديس المسيحيين للتوارة والتناخ والتي يطلقون عليها إلى جانب عدد من الأسفار الأخرى اسم العهد القديم الذي يشكل القسم الأول من الكتاب المقدس لدى المسيحيين في حين يعتبر العهد الجديد القسم الثاني منه؛ يعتقد المسيحيون أن النبؤات التي دونها أنبياء العهد القديم قد تحققت في شخص المسيح، وهذا السبب الرئيس لتبجيل التوراة أما العهد الجديد فهو بشكل عام قصة حياة المسيح وتعاليمه، التي تشكل أساس العقائد المسيحية.
تؤمن أغلب الطوائف المسيحية أن يسوع هو المسيح والابن أي الأقنوم الثاني في الثالوث الأقدس، وبالتالي فهو إله كامل. وقد ولد من عذراء بطريقة إعجازية. وخلال حياته الأرضية اجترح العجائب والمعجزات، ثم صلب ومات تكفيرًا عن خطايا البشرية، وقام من الموت في اليوم الثالث وصعد إلى السماء متحدًا مع الله الآب، بيد أنه أرسل الروح القدس ثالث الأقانيم الإلهية، وسيعود في اليوم الأخير لإدانة البشرية ومنح الحياة الأبدية في ملكوت السموات للصالحين والمؤمنين.
تتألف المسيحية من ستة طوائف أو ستة عائلات كبيرة، وتتفرع عن كل طائفة منها مجموعة من الكنائس أو البطريركيات التي هي ذات نظام إداري مستقل أو شبه مستقل عن سائر الكنائس أو البطريركيات؛ إنما في أمور الإيمان فهي تتبع العائلة الكبرى التي تنتمي إليها؛ وغالبًا ما يكون الاختلاف بين الكنائس المنتمية لطائفة واحدة هو في ظاهر الطقوس، لكون الطقوس ترتبط بشكل أساسي بثقافات الشعوب وحضارتها، أكثر من كونها ترتبط بالعقائد.

## تاريخ

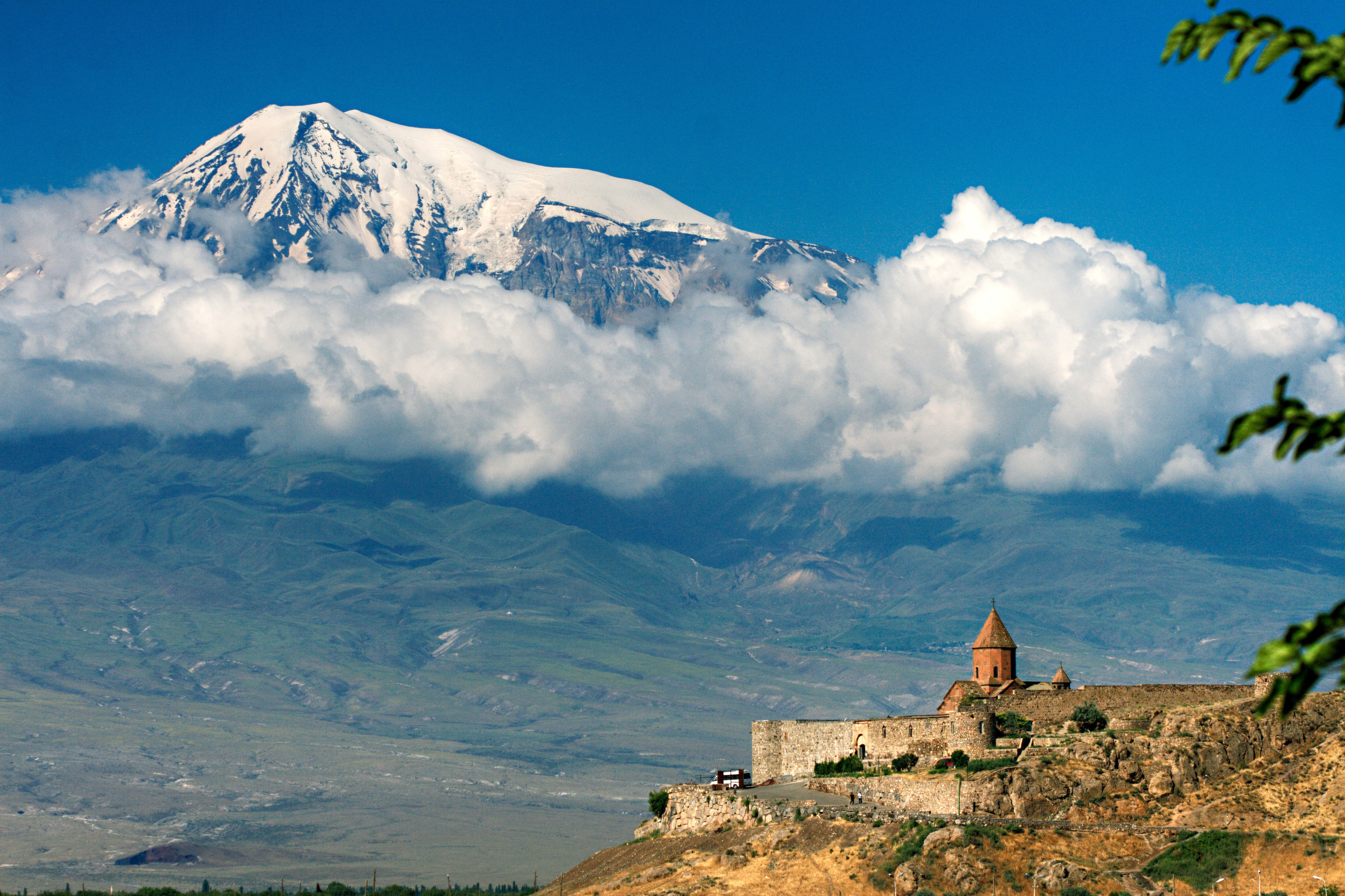
أحد الأديار الأرمنية القديمة من القرن السابع مقابل جبل أرارات، تعتبر أرمينيا أول الممالك التي تحولت بالكامل إلى المسيحية.

من خلال نظرة تاريخية للانتشار الديموغرافي للمسيحية، فمن المعروف أن المسيحية قد انطلقت من القدس وتمركزت في المدن الكبرى على الساحل الشرقي للبحر الأبيض المتوسط كأنطاكية وجبيل وقبرص ومن ثم انتشرت في اليونان وتركيا وروما؛ وكانت النقطة الفاصلة في تاريخها صدور مرسوم ميلانو عام 313، نتيجة تكاثر عدد المسيحيين المطرد اضطرت الإمبراطورية الرومانية للاعتراف بالمسيحية كدين من أديان الدولة، منهية بذلك حقبة طويلة من الاضطهادات، وأخذت المسيحية تتسارع إبانها بالنمو؛ ومن ثم أعلنت المسيحية دين الإمبراطورية الرومانية الوحيد خلال عهد الإمبراطور قسطنطين ما أدى إلى تحولها من موقع الدفاع إلى موقع الهجوم؛ وأخذت المناطق التي ظلّت عصيّة على حركة التبشير المسيحية خصوصًا في القرى والأرياف التحول من الأديان الوثنية السائدة نحو المسيحية. أما في أوروبا فإن المسيحية لم تدخل إلى شمال القارة قبل القرنين السابع والثامن وذلك بنتيجة عاملين أولهما حركة التبشير النشطة ويمكن أخذ تجربة القديس باتريك في بريطانيا وإيرلندا كمثال على ذلك، والحروب التي شنها القوط الشرقيون وغيرهم من الأقوام المسيحية، تجاه الأقوام الوثنية في الشمال؛ وكان لاعتناق روسيا المسيحية أواخر القرن التاسع دور بارز في انتشار المسيحية في الشمال الأوروبي. ويعود إلى تنصير الشعوب السلافية مثل البلغار والصرب وباقي شعوب أوروبا الشرقية إلى كيرلس وميثوديوس. أما في آسيا، فمع استثناء الشرق الأوسط حيث كانت القاعدة الأساسية للمسيحية، فإن حركات التبشير استطاعت اجتذاب عدد من سكان الصين والهند وأفغانستان نحو المسيحية، وقد تأسست أبرشيات ناشطة في تلك الأصقاع، لكنها اندثرت بشكل تدريجي بعيد القرن السابع بنتيجة التحولات الهامة في الشرق الأوسط ممثلة ببروز الإسلام؛ غير أن الحال في أفريقيا كان مواتيًا بشكل أكبر للمسيحيين، إذ حافظت عدد من الدول على ذاتها المسيحية ومنها أثيوبيا وأرتيريا.

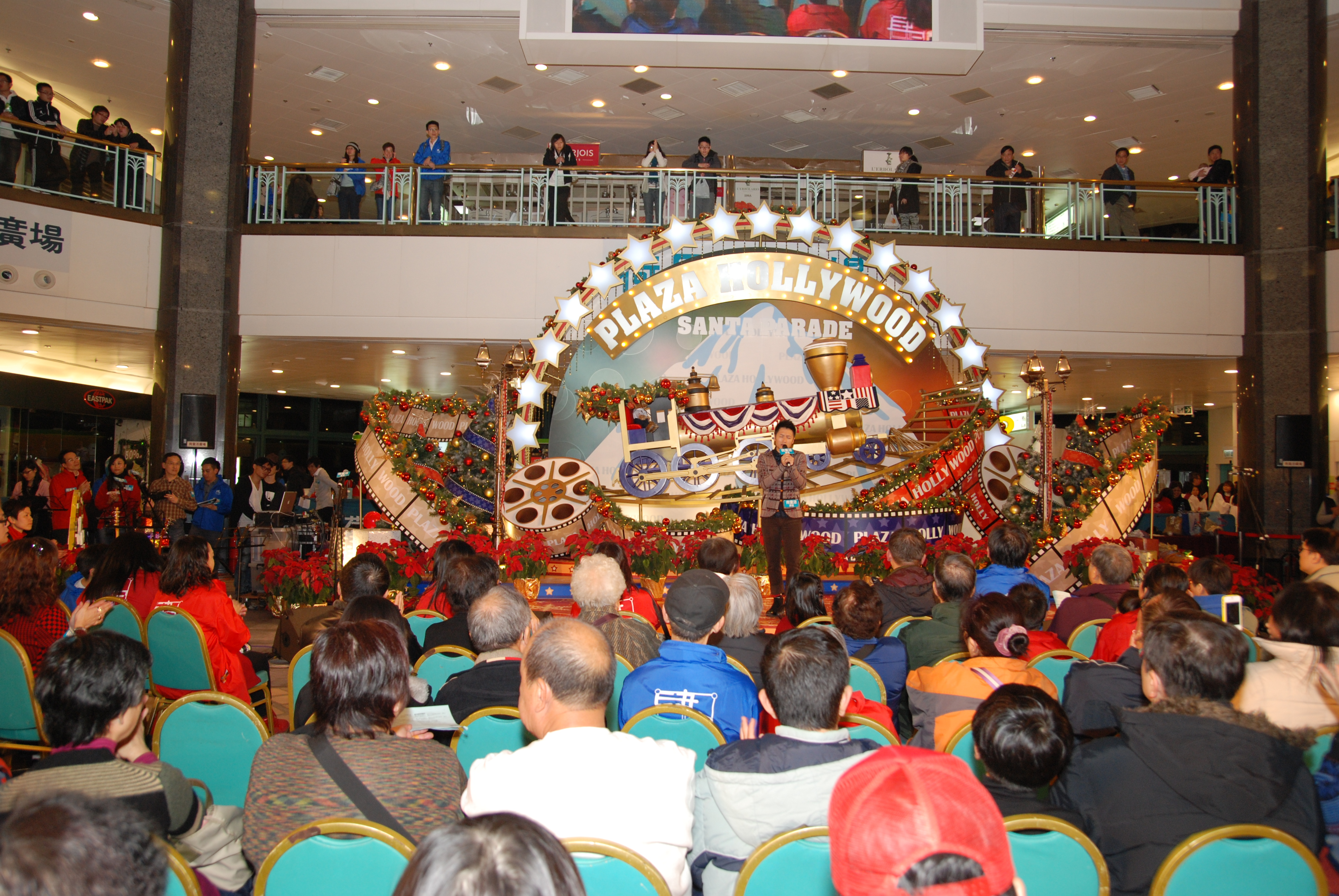
مسيحيون صينيون خلال أحد أمسيات عيد الميلاد.

حركات التبشير والاستيطان النشطة إبان عصر النهضة والاكتشافات في أوروبا ساهمت في نقل المسيحية نحو أمريكا الشمالية وأمريكا الجنوبية والتي تحولت إلى قارات مسيحية وذلك بفضل الإرساليّات التبشيرية خاصًة من اليسوعيين، كذلك بنشر المسيحية من جديد في آسيا والمناطق المكتشفة حديثًا في أفريقيا، وقد اصطدمت في بعض الأحيان بالظروف السياسية كمنع الصين للمسيحية في القرن الخامس عشر إثر توتر العلاقات بين الإمبراطور والرهبنة اليسوعية التي رفضت إدخال بعض الطقوس القادمة من الديانات الصينية التقليدية، ومنها إكرام الإمبراطور، ضمن الطقوس المسيحية الرسمية. وقد حققت الإرساليات البروتستانتية انتشارًا واسعًا في أفريقيا وأوقيانوسيا وآسيا خاصًة الكنيسة المشيخية والأبرشانيون توّج ذلك في بتأسيس جمعية لندن التبشيرية التي كان لها أثر هام في وصول البروتستانية إلى الشرق الاقصى وأوقيانوسيا، وكان للإرساليات البروتستانتية الأثر الأكبر في ادخال الطب الحديث للصين خاصًة من خلال المبشرين أمثال الجراح روبرت موريسون والقس جون ليفينغستون.
أما في الشرق الأوسط فقد ظلّ للمسيحيين حضور فاعل طوال العصر الأموي والعباسي، لكنه أخذ بالتقهقر بنتيجة الاضطهادات الدينية التي تزامنت مع انهيار الدولة العباسية وأدت إلى حصر المسيحيين في بعض المناطق النائية كطور عابدين أو سهل نينوى أو معلولا أو جبل لبنان، على أن الوجود المسيحي لم يندثر يومًا من المدن الكبرى كحلب أو دمشق أو بيروت. وفي العصر الحالي، فإن المشرق يعاني من نسب هجرة مرتفعة بين مواطنيه المسيحيين وهي ظاهرة أخذت بالانتشار منذ نهاية القرن التاسع عشر؛ يقابلها هجرة من مختلف دول العالم بما فيها المسيحية نحو الدول النفطية الغنية في الخليج العربي.
تشهد في الآونة الأخيرة كل من أفريقيا وآسيا خاصًة في الصين، الهند،  كوريا الجنوبية، اليابان  وسنغافورة فإن وضع الكنيسة في نمو، فالحركات التبشيرية تكتسب مزيدًا من المتحولين إلى المسيحية سنويًا. في العالم الغربي
هناك بعض التراجع في عدد المنخرطين في سلك الكهنوت ونسبة المداومين على حضور الطقوس يعتبران من أكبر المشاكل؛ رغم ذلك فإن هذه المشاكل تنحصر في مناطق معينة، كفرنسا، ألمانيا وأستونيا أما في مناطق أخرى كإيرلندا، إسبانيا، إيطاليا، اليونان والبرتغال فضلاً عن أمريكا اللاتينية والولايات المتحدة الإمريكية لا تزال هذه النسب مرتفعة. يذكر أّن عدد من دول أوروبا الشرقية شهدت مع سقوط الإتحاد السوفياتي والأنظمة الشيوعية صحوة دينية كبرى منها روسيا ممثلة بالعلاقة الوثيقة بين الكنيسة الروسية الأرثوذكسية وفلاديمير بوتين، بولندا، صربيا، رومانيا وبلغاريا.

## التعداد السكاني والانتشار

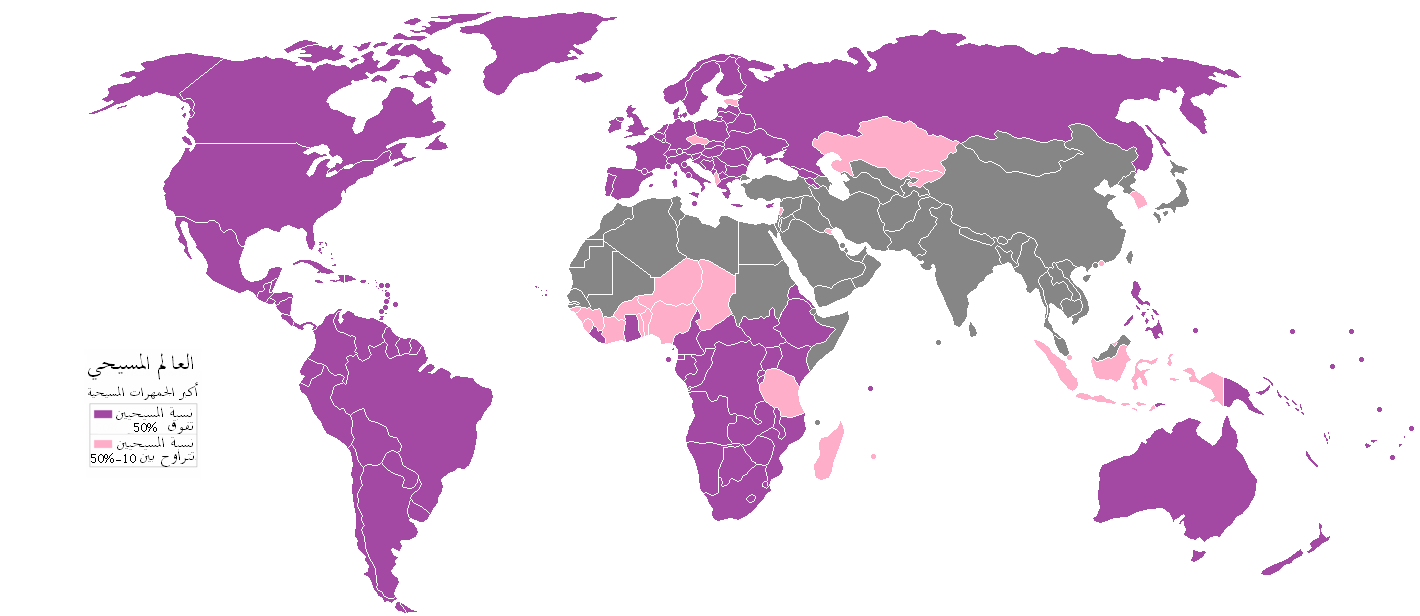
الدول التي يشكل فيها مسيحيون أكثر من نصف السكان، ويظهر باللون الوردي الدول التي يشكل فيها المسيحيين بين 10-49% من مجموع السكان.

إن كتاب حقائق وكالة الاستخبارات الأميركية عن العالم بنسخته الصادرة العام 2011 يشير إلى أن المسيحية هي أكثر ديانات العالم انتشارًا، إذ يعتنقها 2.2 مليار نسمة أي 33.32% من البشرية.
تعتبر المسيحية ديانة كونية، إذ ينتشر المسيحيون في جميع القارات والدول ولا توجد دولة في العالم لا تحوي على المسيحيين؛ المسيحية هي الديانة السائدة في أمريكا الشمالية وكذلك في الكاريبي، أمريكا الوسطى والجنوبية إضافة إلى وسط أفريقيا وجنوب أفريقيا، إلى جانب أوروبا وأوقيانوسيا؛ في حين تعتبر الفيليبين الثقل الأساسي للمسيحية في آسيا، القارة الوحيدة التي لا يشكل المسيحيون أغلب سكانها مع وجود مناطق شاسعة كالفيلبين وروسيا والقوقاز ذات غالبية مسيحية، كما يوجد في آسيا الوسطى والشرق الأوسط والشرق الأقصى تجمعات كبيرة للمسيحيين. وعلى الرغم من أن المسيحيين يمثلون ثلث سكان العالم، إلا أنهم يشكلون أغلبية سكان 120 دولة و38 كيان ذي حكم ذاتي، أي ما نسبته ثلثي دول العالم وكياناته.
أما من ناحية التوزيع القاري فيُشكّل المسيحيون في الأمريكتين نسبة 86.0% من السكان، أمّا في أوروبا فيُشكّل المسيحيين نسبة 76.2% وفي أوروبا يتواجد أكبر تجمع مسيحي في العالم، أما في القارة الأسترالية فُيشكّل المسيحيون نسبة 73.36% من تعداد السكان وفي القارة الأفريقية حيث تشهد المسيحية انتشارًا كبيرًا فيُشكّل المسيحيون نسبة 47.60% من سكانها، أي أن عددهم يصل إلى أكثر من 516,470,000 مليون نسمة، أما في القارة الآسيوية فيُشكّل المسيحيون نسبة 12.6% من سكانها، وتتراوح أعدادهم بين 285,120,000-364,780,000 مليون نسمة.
ولا تزال المسيحية الديانة المهيمنة في العالم الغربي؛ إذ يشّكل المسيحيين حوالي 70% من سكان العالم الغربي. ويعيش اليوم 39% من مسيحيي العالم في أوروبا وأمريكا الشمالية وأوقيانوسيا، بينما يعيش 61% من المسيحيين في أمريكا الجنوبية وأفريقيا وآسيا، يذكر أن مناطق جنوب الكرة الأرضية تشهد ازدياد في معدل نمو المسيحية.
استنادًا إلى تقرير لمركز الأبجاث بيو يعيش 87% من مسيحيي العالم في دول ذات أغلبية مسيحية، أي في  العالم المسيحي
، ويٌشكّل المسيحيين أغلبيّة سكانيّة في 46 من أصل 50 دولة في أوروبا، و34 دولة من أصل 51 دولة في أفريقيا جنوب الصحراء، وفي جميع دول الأمريكيتين، وفي 27 دولة من أصل 60 دولة في آسيا وأوقيانوسيا.
بالمقابل يعيش 13% من مسيحيين العالم كأقليات في دول غير مسيحية، وبحسب التقرير أكبر أقليات مسيحية تتواجد في نيجيريا؛ الصين، الهند واندونيسيا. يعيش بين 139-144 مليون مسيحي في العالم الإسلامي. وأكبر التجمعات المسيحية في العالم الإسلامي موجود في نيجيريا وإندونيسيا ومصر. وتصل أعداد المسيحيّين في الدول ذات الأغلبيّة اللادينيّة إلى 77.1 مليون نسمة؛ ويعيش في الثلاثة دول ذات الأغلبية الهندوسية 32.3 مليون مسيحي؛ وحسب جدول معهد بيو تصل أعداد المسيحيّين في الدول ذات الأغلبيّة البوذية إلى 6 ملايين نسمة. وتُعتبر إسرائيل الدولة الوحيدة في العالم ذات الأغلبيّة اليهودية؛ ويبلغ عدد المسيحيين فيها 166,000. وحسب جدول معهد بيو تصل أعداد المسيحيّين في الدول بلا أغلبيّة دينيّة واضحة حوالي 35 مليون نسمة.

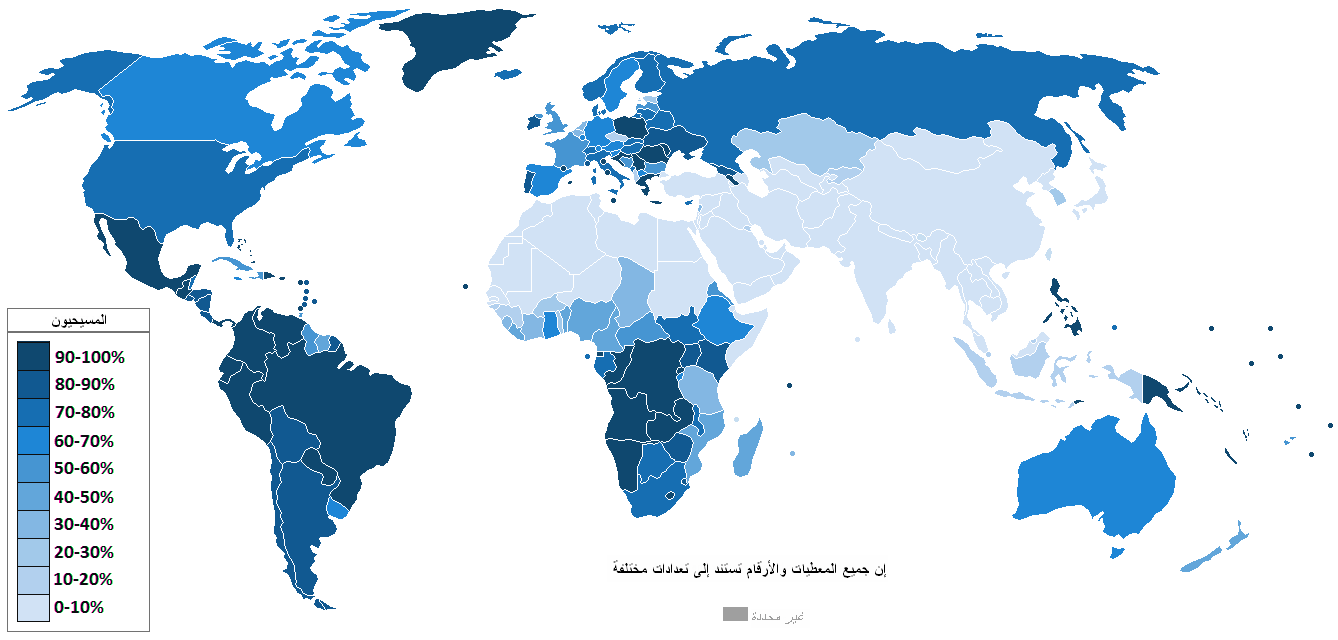
المسيحية بحسب انتشارها في دول العالم.

| الدولة                      | عدد المسيحيين | % نسبة المسيحيين |
| --------------------------- | ------------- | ---------------- |
| الولايات المتحدة            | 243,186,000   | 78.4%            |
| البرازيل                    | 174,700,000   | 90.4%            |
| المكسيك                     | 105,095,000   | 94.5%            |
| روسيا                       | 99,775,000    | 70.3%            |
| الفلبين                     | 90,530,000    | 92.4%            |
| نيجيريا                     | 76,281,000    | 48.2%            |
| جمهورية الكونغو الديمقراطية | 68,558,000    | 95.6%            |
| الصين                       | 66,959,000    | 5.0%             |
| إيطاليا                     | 55,070,000    | 91.1%            |
| إثيوبيا                     | 54,978,000    | 64.5%            |
| ألمانيا                     | 49,400,000    | 71.9%            |
| المملكة المتحدة             | 44,522,000    | 71.8%            |
| كولومبيا                    | 44,502,000    | 97.6%            |
| أوكرانيا                    | 41,973,000    | 91.5%            |
| جنوب إفريقيا                | 39,843,000    | 79.7%            |
| الأرجنتين                   | 37,561,000    | 92.7%            |
| بولندا                      | 36,526,000    | 95.7%            |
| إسبانيا                     | 35,568,000    | 77.2%            |
| فرنسا                       | 35,014,000    | 70.5%            |
| كينيا                       | 34,774,000    | 85.1%            |

## المجموعات الإثنيّة

### أوروبا

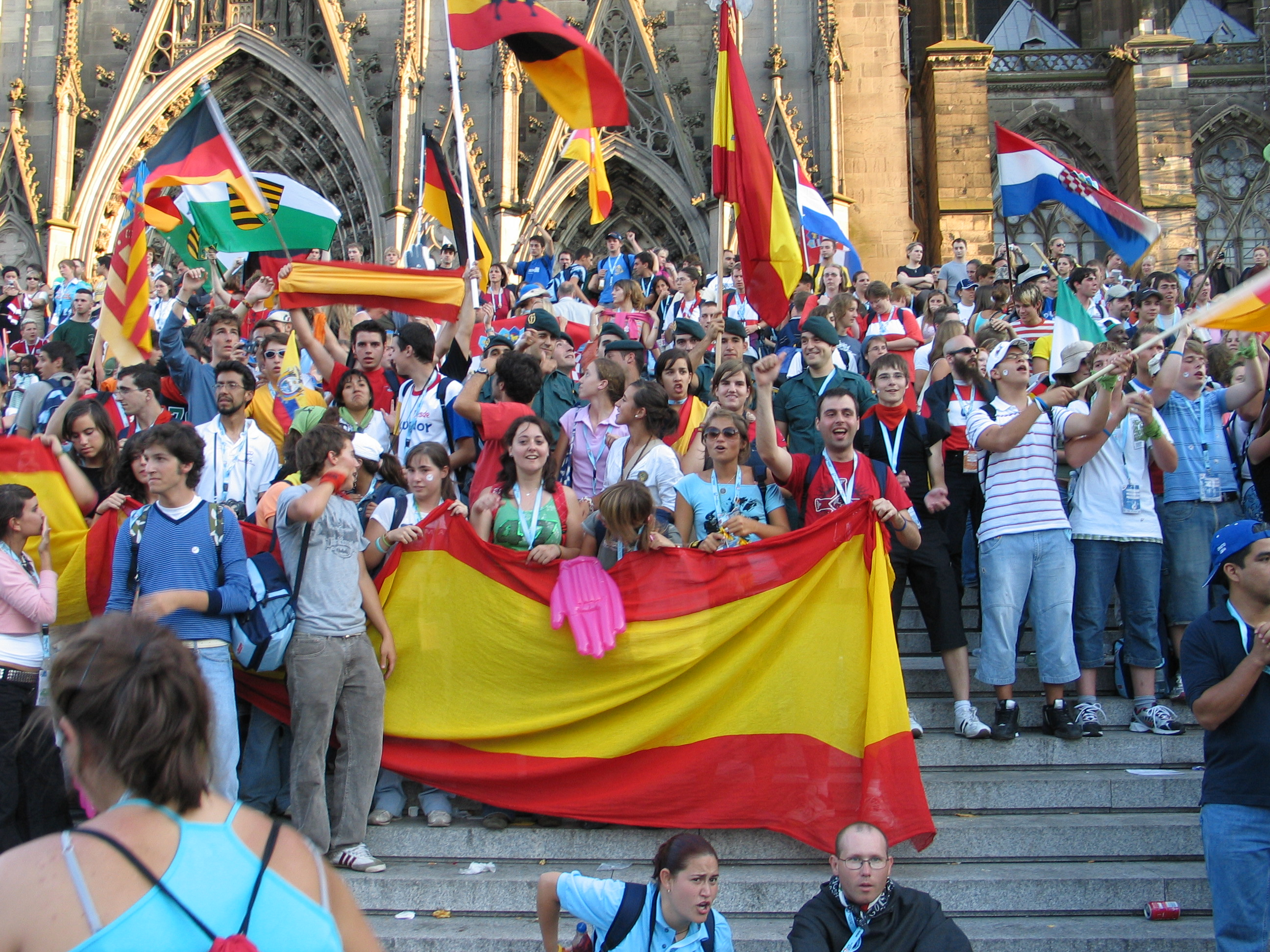
مسيحيين أوروبييّن مجتمعين خلال يوم الشبيبة الكاثوليكية العالمي، في كولن، ألمانيا 17 أغسطس 2005.

يعتنق أغلب الأوربيين المسيحية ديناً، إذ يُعرِّف 76.2% من الأوروبيين أنفسهم كمسيحيين وتصل أعدادهم إلى 565,560,000 نسمة، وبالتالي يتواجد في أوروبا أكبر تجمع مسيحي في العالم. وتأوي روسيا أكبر التجمعات المسيحية في أوروبا من حيث عدد السكان، تليها في ذلك إيطاليا، وألمانيا، والمملكة المتحدة، وفرنسا، وأوكرانيا، وإسبانيا، وبولندا، ورومانيا واليونان. وتعتبر هذه مجتمعة موطنًا لحوالي 20% من مسيحيين العالم. المسيحية هي الديانة السائدة في 50 بلدًا وإقليمًا أوروبيّاً، باستثناء الشعب الألباني والبوشناق والأتراك حيث أنّ المسيحيبن يعدون أقليّة بينهم؛ بالمقابل فإنّ غالبيّة شعوب وعرقيّات أوروبا تعتنق المسيحيّة دينًا. ويُعتبر مسيحيي أوروبا وفقًا لدراسة معهد بيو المجموعة المسيحيّة الأكبر سنًّا إذ أنّ متوسط العمر العمر هو 42.
تأتي الكاثوليكية في مقدمة الطوائف المسيحية إذ يشكّل أتباعها ويُشّكل أتباعها 46.3% من مجمل مسيحيّي أوروبا، الكاثوليكية هي الديانة السائدة قي غرب وجنوب غرب القارة ومن العرقيّات والأمم الكاثوليكية الطليان، البرتغاليين، الإسبان، الفرنسيين، الفلمنِك، الإيرلنديّون، الشعب النمساوّي، الهنغاريين، الكروات، الشعب السلوفياني، السلوفاكييّون، التشيك، البولنديّون، الليثوانيّون، المالطيّون، ألمان ليختنشتاين، اللوكسمبورغيّون، السلوفانيّون، الباسكيّون، الكتالان، الأندلسيّون كما وتتواجد أقليات كاثوليكية كبيرة في إنجلترا وويلز وبعض مناطق أيرلندا الشمالية وجنوب هولندا وجنوب ألمانيا وجنوب سويسرا وغرب أوكرانيا ورومانيا وبعض مناطق لاتفيا ولتوانيا.
تشكّل الكنيسة الأرثوذكسية الشرقية 35.4% وتهيمن بشكل خاص على شرق وجنوب شرق القارة، ومن الشعوب والعرقيّات الأرثوذكسيّة الأرمن، البيلاروس، البلغار، اليونانيّون، القبارصة اليونانيّون، المقدونيّون، المونتينيغريُّون، الأوسيتيانيّون، الرومانيّون، الرُوس، الصِرب، الأوكرانيّون، الجورجيّون. تأتي في مقدمة المجموعات العرقيّة الأرثوذكسيّة في أوروبا السلاف حيث أنّ الأرثوذكسية هي السائدة بين السلاف الشرفيين والجنوبيين ومن ثم الشعب الروماني واليوناني.
نسبة البروتستانت من مجمل مسيحيي أوروبا هي 17.8% وذلك على الرغم من كون أوروبا منشأ البروتستانتية؛ وهم الغالبيّة في شمال القارة. من العرقيّات والأمم البروتستانتيّة الأوروبيّة الإنجليز، الاسكتلنديون، الأنجلو إيرلنديين، الويلزيّون، السويديّون، الفنلنديّون، النرويجيّون، الدنماركيّون، الألمان، الهولنديّون، السويسريّون، الآيسلنديّون، الإستونيّون، اللاتفيّون فضلًا عن كونها مكوّن ديني رئيسي لشعوب هولندا وسويسرا واسكتلندا.
تاريخياً، عاش أغلبية المسيحيين في دول غربيَّة، وبيضاء، والتي غالباً ما تم تصويرها على أنها حضارة "أوروبية مسيحية". وتَمتلك أوروبا ثقافة مسيحية غنيَّة بوجود العديد من القديسين والشهداء فضلًا عن كون الغالبيّة العظمى من الباباوات هم من الأوروبيين. المسيحيين الأوروبيين كان لهم أكبر الأثر في صقل الديانة المسيحية، حيث بشّر الأوروبيين بالمسيحية في العالم الجديد، أفريقيا جنوب الصحراء وأوقيانوسيا وكان لهم الأثر في دخول سكانها للمسيحية. فضلًا عن ذلك أعطت شعوب أوروبا البصمة الحضارّية والثقافيّة للمسيحية العالميّة.

### أمريكا اللاتينية

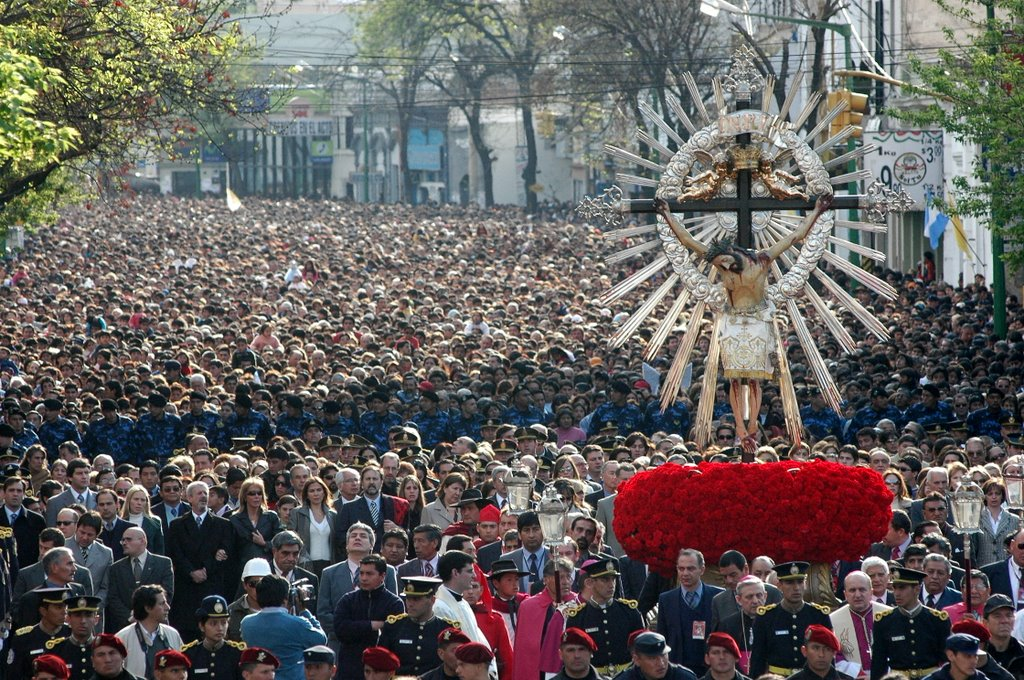
موكب ديني كاثوليكي في مدينة سالتا، الأرجنتين.

الغالبية العظمى من سكان أمريكا اللاتينية (93%) هم من المسيحيين، ومعظمهم من أتباع الكنيسة الرومانية الكاثوليكية، وحوالي 70% من سكان أمريكا اللاتينية يعرّفون أنفسهم ككاثوليك. أفادت دراسة عام 2012 أجراها مركز بيو الاميركي للأبحاث حول الديانات إلى أنّ عدد المسيحيين في اميركا اللاتينية وجزر الكاريبي يصل إلى 531,280,000. في منطقة الكاريبي ينقسم شعوب المنطقة بين الكاثوليكية والبروتستانتية، الكاثوليكية هي الديانة السائدة في جزر الأنتيل الكبرى، والدول الناطقة بالفرنسية؛ بينما البروتستانتية هي السائدة في الدول الناطقة بالإنكليزية. ويعتنق الديانة المسيحيّة 95.6% من سكان دول أمريكا الوسطى؛ الغالبيّة العظمى منهم تنتمي للكنيسة الرومانيّة الكاثوليكيّة (84%).
يُعتبر مسيحيي أمريكا الجنوبية من المجموعات المسيحيّة الشابة والأصغر سنًّا فمتوسط العمر لدى المسيحيين اللاتينيين هو 27. تحوي أمريكا اللاتينية ثاني أكبر تجمع مسيحية وأكبر تجمع كاثوليكي في العالم، وكثيرًا ما يطلق عليها بالقارة الكاثوليكية، كون غالبية السكان من الكاثوليك، كذلك فإن 40% من كاثوليك العالم يعيشون في أمريكا اللاتينية. في الآونة الاخيرة ازدادت أعداد ونمو البروتستانتية خاصًة الكنائس الإنجيلية والخمسينية في أمريكا الجنوبية، الجدير بالذكر أن في البرازيل وحدها يصل أعداد البروتستانت إلى 40 مليون. ويعتبر أعضاء الكنائس البروتستانتية خاصًة الخمسينية والإنجيلية المجموعات الأكثر نموًا وانتشارًا في أمريكا اللاتينية الآن.
وتؤوي البرازيل أكبر التجمعات المسيحية في أمريكا اللاتينية من حيث عدد السكان، وهي أيضًا أكبر دولة كاثوليكية في العالم. تليها في ذلك المكسيك، وكولومبيا، والأرجنتين، وفنزويلا، والبيرو وتشيلي. يُذكر أنّ مدينة ساو باولو البرازيلية ومدينة مكسيكو تُعد أكبر التجمعات الحضرية الكاثوليكية والمسيحيّة في العالم.
يَعود حضور المسيحية بين شعوب القارة إلى البعثات التبشيريّة الإسبانيّة والبرتغاليّة والفرنسيّة التي أرسلت الكهنة خاصًة من اليسوعيين من أجل تحويل السكان الأصليين للكاثوليكية، وقد تعزز الوجود المسيحي خاصًة في الأرجنتين والأوروغواي وتشيلي وجنوب البرازيل بفضل الهجرة الكبيرة من الدول الأوروبية إلى القارة حيث هاجر الملايين إليها بشكل خاص من الأصول الإيطالية والإسبانية والبرتغالية. وتشمل كذلك أصول أوروبية أخرى كالألمانية والآيرلندية، والفرنسية، والكرواتية والإنكليزية غالبية هؤلاء المهاجرين كانوا من خلفية دينية كاثوليكية وحملوا معهم الثقافة الكاثوليكية وتقاليدها إلى القارة اللاتينية.
كما أن كثيرًا من الذين ينتمون إلى أصول هندية أو إفريقية بشكل خاص يمزجون الشعائر الكاثوليكية مع العقائد الروحية لثقافاتهم التقليدية. مما أدّى إلى نشأة ثقافة كاثوليكية مميزة خاصًة في البرازيل والبيرو حيث دمج الأفارقة الذين وصلوا القارة كعبيد وحررّوا من ذلك فيما بعد والشعوب الأصليّة والمستيزو في القارة تقاليدهم الدينية مع الكاثوليكية.

### أفريقيا

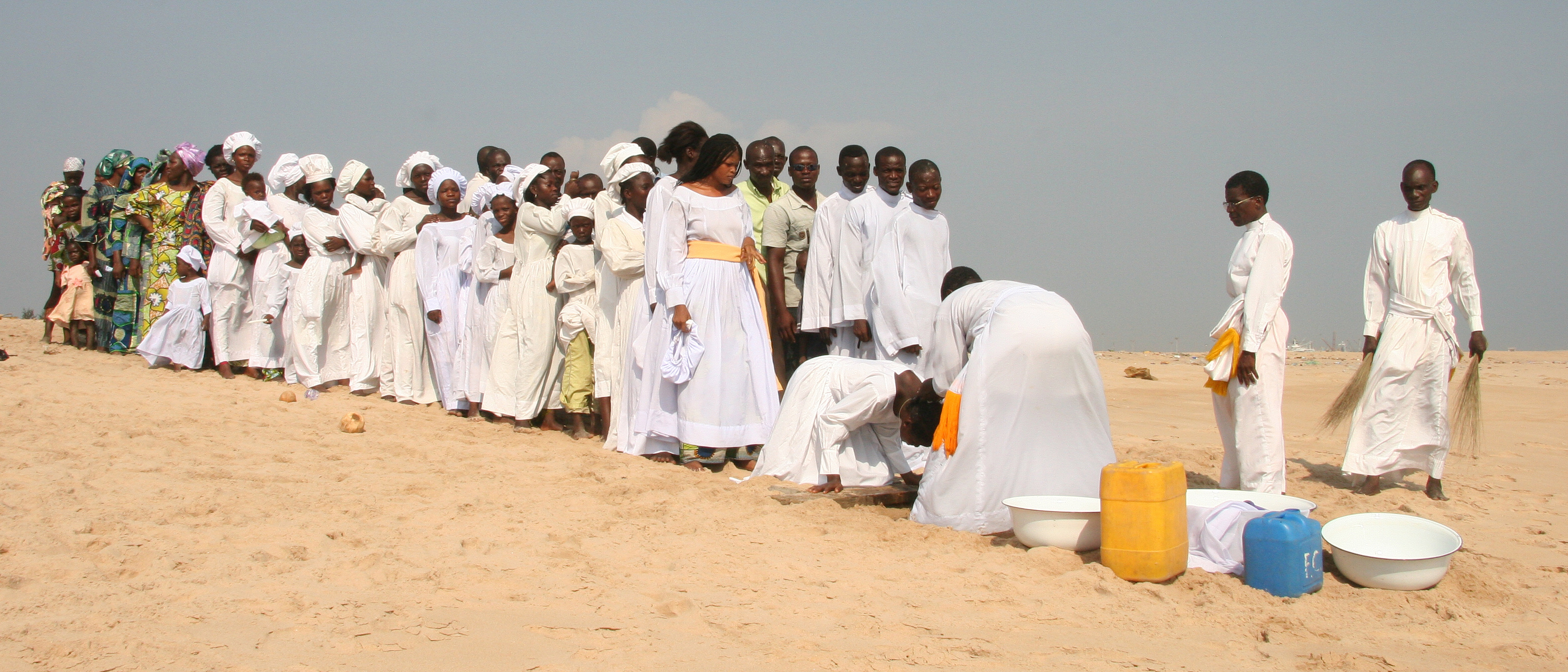
مسيحيين أفارقة في طقس ديني في بينين.

تؤوي أفريقيا جنوب الصحراء ثالث أكبر تجمّع مسيحي عالمي، حوالي 23.8% من مسيحيي العالم موجودين في أفريقيا. يشكلّون 63.2% من سكان القارة وذلك حسب احصائية مركز البحاث الاميركي بيو في حين يٌشّكل البروتستانت حوالي (57.2%) من مجمل مسيحيين أفريقيا، بينما تصل نسبة الكاثوليك 34.1% والأرثوذكس 7.8% من مجمل المسيحيين في أفريقيا. على من الرغم من أن الشعب الإثيوبي يُعتبر واحد من أقدم الأمم المسيحيّة في العالم وقد كان له ثقافة مسيحية خاصًة ومميزّة وفريدة من نوعها. فإن غالبيّة شعوب أفريقيا جنوب الصحراء دخلت المسيحية حديثًا نسبيًّا وذلك من خلال جهود البعثات التبشيريّة. وتؤوي نيجيريا أكبر التجمعات المسيحية في أفريقيا من حيث عدد السكان، تليها في ذلك الكونغو الديمقراطية، وأثيوبيا، وجنوب أفريقيا، وكينيا، وأوغندا، وتنزانيا، وأنغولا، وغانا وزامبيا. يعتبر مسيحييّ أفريقيا المجموعة المسيحية الأكثر شبابًا والأصغر سنًا فمتوسط العمر لدى الأفارقة المسيحيين هو 19.
وفي دراسة أخرى للباحث الإيطالي ماسيمو انتروفيني عام 2012، وجدت أن المسيحية أصبحت الدين الأول في أفريقيا، حيث أصبح عدد المسيحيين أكبر من عدد المسلمين في القارة الأفريقية، إذ يشكل المسيحيين نسبة 53.46% من سكان أفريقيا، مقارنة مع المسلمين الذين يشكلون نسبة 46.40% من سكان أفريقيا. وقد أشارت الدراسة أيضًا إلى أن هناك أغلبية مسيحية في 31 دولة أفريقية مقابل أغلبية إسلامية في 21 دولة وأغلبية لأتباع الأديان التقليدية في ست دول أفريقية.

### آسيا

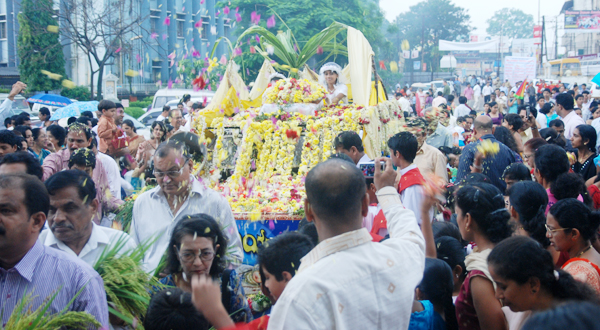
مسيحيون هنود يؤدون طقوس تقليدية لتكريم مريم العذراء.

تحوي آسيا على 13% من مجمل المسيحيين في العالم، وتتراوح نسبتهم في القارة الآسيويّة بين 7%-12%، وقد قدرّت دراسة قامت يها معهد بيو سنة 2010 أعداد المسيحيين في آسيا بحوالي 285,120,000 مليون نسمة (بلا احتساب مسيحيو الشرق الأوسط)؛ في حين قدرّت دراسة قامت بها مركز البحوث للمسيحيّة العالميّة لسنة 2010 عدد المسيحيين الآسيويين بحوالي 341,566,079؛ بالمقابل قدرّت دراسة نشرتها الموسوعة البريطانية سنة 2013 أعداد المسيحيون في آسيا بحوالي 364,780,000 مليون نسمة. يُشّكل البروتستانت نصف مسيحيي آسيا أي حوالي 49%، والكاثوليك 46.1%، والأرثوذكس 4.2% من مجمل المسيحيين في آسيا. يُعتبر مسيحيي آسيا مجموعة شابة نسبيًا فمتوسط العمر هو 27.
من الأمم المسيحية في القارة شعب فلبينيين والروس وشعوب القوقاز منها أرمينيا (93%) وجورجيا (82%). الفلبين هي واحدة من دولتين حيث تغلب عليهما الكاثوليكية في آسيا (93%)، الأخرى هي تيمور الشرقية (98%). كما يوجد في آسيا الوسطى والشرق الأقصى تجمعات كبيرة للمسيحيين وان كانت أقليّات. يشكل المسيحيين أقلية سكانيّة هامة في كل من كوريا الجنوبية (29.2%)، كازاخستان (26%)، سنغافورة (18.3%) وقيرغيزستان (17%) فضلاً عن الصين (5%)، الهند (3%)، إندونيسيا (9%) وفيتنام (7 ملايين)، وماليزيا (2.6 مليون)، واليابان (3 مليون)، وباكستان (2.5 مليون)، وأوزبكستان (2.5 مليون)، وبورما (1.9 مليون)، وسريلانكا (1.5 مليون) وتايوان (مليون نسمة)، فضلًا عن تايلندا، هونغ كونغ وغيرها من الدول، وتُعتبر الأقليات المسيحية في هذه الدول كبيرة العدد ويعود ذلك بسبب العدد السكانيّ الكبير لهذه الدول. تؤوي الفلبين أكبر تجمع مسيحي آسيوي وهي أيضًا أكبر أمّة مسيحية في القارة تليها ذلك الصين، والهند، وإندونيسيا، وكوريا الجنوبية، وكازاخستان، وفيتنام، وجورجيا، وأرمينيا وباكستان.
وفقًا لدراسة قامت بها مركز بيو للأبحاث عام 2016 تضم آسيا على عدد من المجتمعات المسيحيَّة المختلفة والتي يملك مسيحييها على أعلى نسب من حيث التوجه للتعليم العالي والحصول على الشهادات الجامعيَّة؛ ويتصدرها كل من مسيحيي سنغافورة (67%)، يليهم مسيحيين إسرائيل (63%)، ومسيحيين جورجيا (57%)، ومسيحيين كوريا الجنوبية (40%)، ومسيحيين منغوليا (35%).

### أمريكا الشمالية
يعتنق أغلب شعوب أمريكا الشماليّة المسيحية ديناً، إذ يُعرِّف 77.4% من سكّان أمريكا الشمالية أنفسهم كمسيحيين. ويَصل أعداد المسيحيون في أمريكا الشمالية إلى نحو 266,630,000 مليون وبالتالي يشكلون 12.3% من مجمل مسيحيي العالم.
تنقسم الطوائف المسيحية في أمريكا الشمالية إلى الكنيسة الرومانية الكاثوليكية حيث يعتنقها ما يقرب من 24% من سكان الولايات المتحدة؛ وأكثر من 40% من الكنديين. والبروتستانتية والتي يعتنقها معظم سكان الولايات المتحدة، حيث أنّ نصف السكان من البروتستانت، فضلًا مع ما يزيد قليلًا عن ربع سكان كندا. يُعتبر مسيحيي أمريكا الشمالية من المجموعات المسيحية الأكبر عمرًا فمتوسط العمر لدى مسيحيي القارة هو 39.
يُعتبر مسيحيي أمريكا الشمالية من المجموعات المسيحية الأكثر ثراءً في العالم. حيث كشف تقرير جديد نشرته مؤسسة «نيو ورلد ويلث» سنة 2015 المتخصصة في أبحاث الثروة العالمية عن سيطرة المسيحيين خصوصًا مسيحيي أمريكا الشمالية على السواد الأعظم من الثروات العالميّة، وأوضح التقرير أن إجمالي الثروات التي يمتلكها المسيحيون تصل إلى 107.280 مليار دولار، ما يمثل أكثر من 55% من الثروات العالمية.
كما ويُعتبر مسيحيي أمريكا الشمالية المجموعة المسيحية الأكثر تعليمًا مع معدل سنوات دراسة يصل إلى 12.7 سنة، ويُعتبر مسيحيين أمريكا الشمالية من الفئة العمرية بين 25-34 المجموعة المسيحية الشابة الأكثر تعليمًا مع معدل سنوات دراسة يصل إلى 13.0 سنة. كما أنه لدى مسيحيين أمريكا الشمالية أعلى نسب من حيث التوجه للتعليم العالي والحصول على الشهادات الجامعيَّة (38%). ولدى أتباع الكنيسة الأسقفية الأمريكية والكنيسة المشيخية في أمريكا أعلى نسب من الحاصلين على شهادات جامعية وشهادات في الدراسات العليا بين الطوائف المسيحية في القارة الأمريكيَّة، حيث أنَّ حوالي 81% من أتباع التوحيدية المسيحية و76% من أتباع الكنيسة الأسقفية الأمريكية و64% من أتباع الكنيسة المشيخية في أمريكا يملكون شهادة جامعية.

### أوقيانوسيا

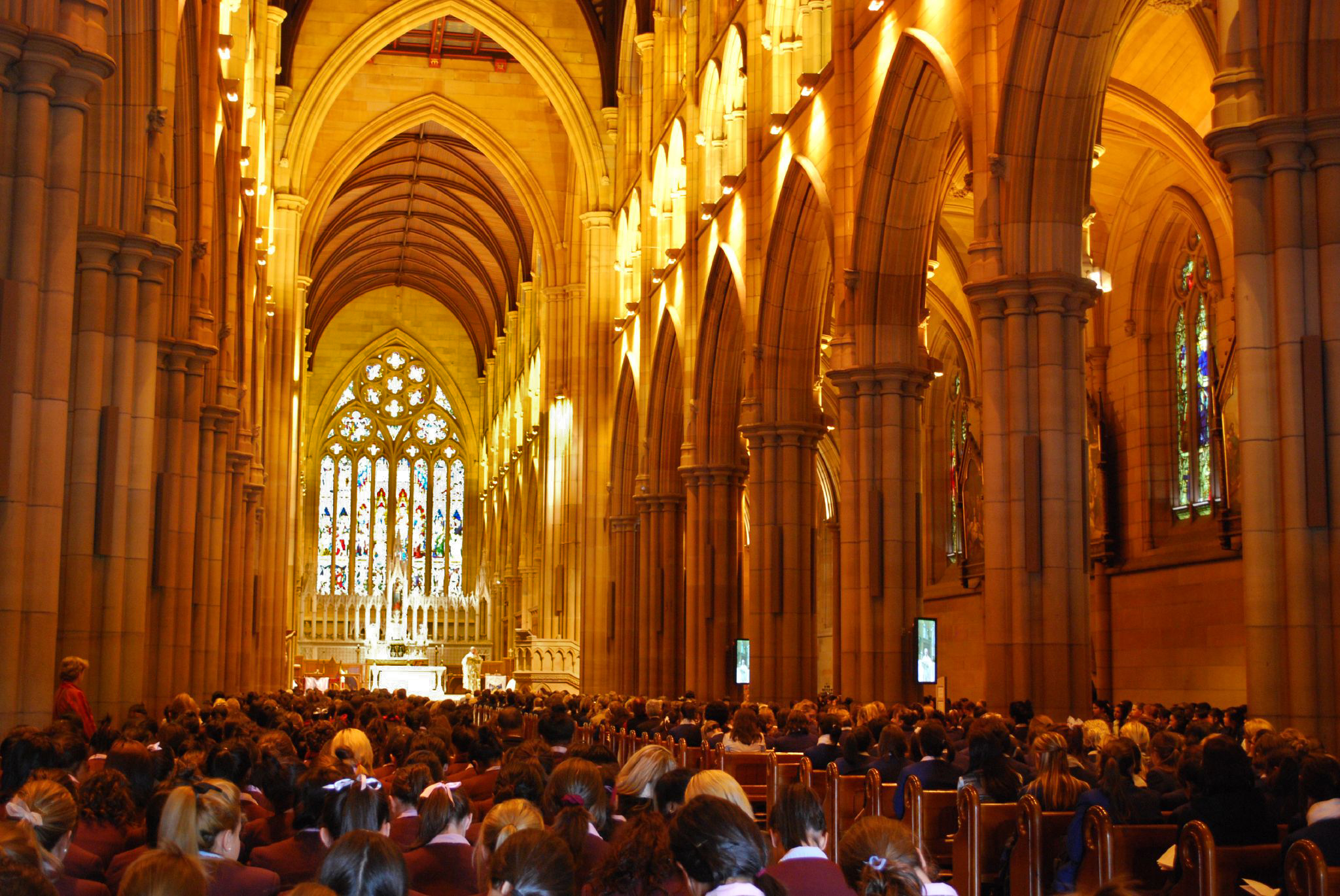
مسيحيين أسترالييّن يؤدون الصلوات في كاتدرائية مريم العذراء في سيدني، أستراليا 2008.

المسيحيين هم المجموعة الدينية الأكبر في أوقيانوسيا وتصل أعدادهم إلى 25,754,000 نسمة ويشكلون حوالي 73.36% من سكان أوقيانوسيا، و1.19% من مسيحيي العالم، المسيحيون في أوقيانوسيا يتناصفون بين كاثوليك وبروتستانت. أكبر الدول مسيحية في أوقيانوسيا هي أستراليا، بابوا غينيا الجديدة ونيوزيلاندا.
غالبيّة شعوب المنطقة من السكان الأصليين دخلت المسيحية حديثًا وذلك بجهود الإرساليّات التبشيرية. أمّا في أستراليا ونيوزيلاندا فقد تعزز الوجود المسيحي بفضل موجات المهاجرين الإنكليز والاسكتلندين والألمان والإسكندنافيين والإيطاليين والأيرلنديين وغيرهم من الشعوب المسيحية الأوروبية التي هاجرت إلى هذه الدول.
يعتنق 70.1% من سكان أستراليا ونيوزيلاندا الديانة المسيحيّة؛ تاريخيّا كانت الكنيسة الأنجليكانية أكبر الكنائس في أستراليا ونيوزيلاندا وذلك بسبب ارتباط الدولتين إثنيًا وثقافيّا وتاريخيّا ولغويّا مع المملكة المتحدة؛ ولدى كل من أستراليا ونيوزيلاندا أقليّة كبيرة من أتباع الكنيسة الرومانية الكاثوليكية من ناحية العدد والنسبة ويعود أصول أغلب كاثوليك أستراليا ونيوزيلاندا إلى أصول إيرلنديّة وإسكتلنديّة وإيطاليّة.
يعتنق 92.1% من سكان جزر ميلانيزيا الديانة المسيحيّة؛ وتتصدر المذاهب البروتستانتيّة كأكبر الطوائف المسيحيّة في جزر ميلانيزيا ويُعتبر مذهب الميثوديّة أكبر المذاهب المسيحيّة في جزر ميلانيزيا. وتشكّل المسيحيّة نسبة 93.1% من السكان في مجموعة جزر مايكرونيزيا، أكثر من نصف المسيحيين (60%) في مجموعة جزر مايكرونيزيا هم من الكاثوليك في حين أن النسبة الباقية هي من نصيب الطوائف البروتستانتيّة. ويعتنق 96.1% من سكان مجموعة جزر بولنيزيا الديانة المسيحية؛ أكثر من نصف المسيحيين (52.6%) في مجموعة جزر بولنيزيا هم من البروتستانت بالأخص أتباع مذهب الأبرشانيّ في حين أنّ النسبة المتبقيّة من نصيب الكنيسة الرومانية الكاثوليكية.

### الشرق الأوسط وشمال أفريقيا

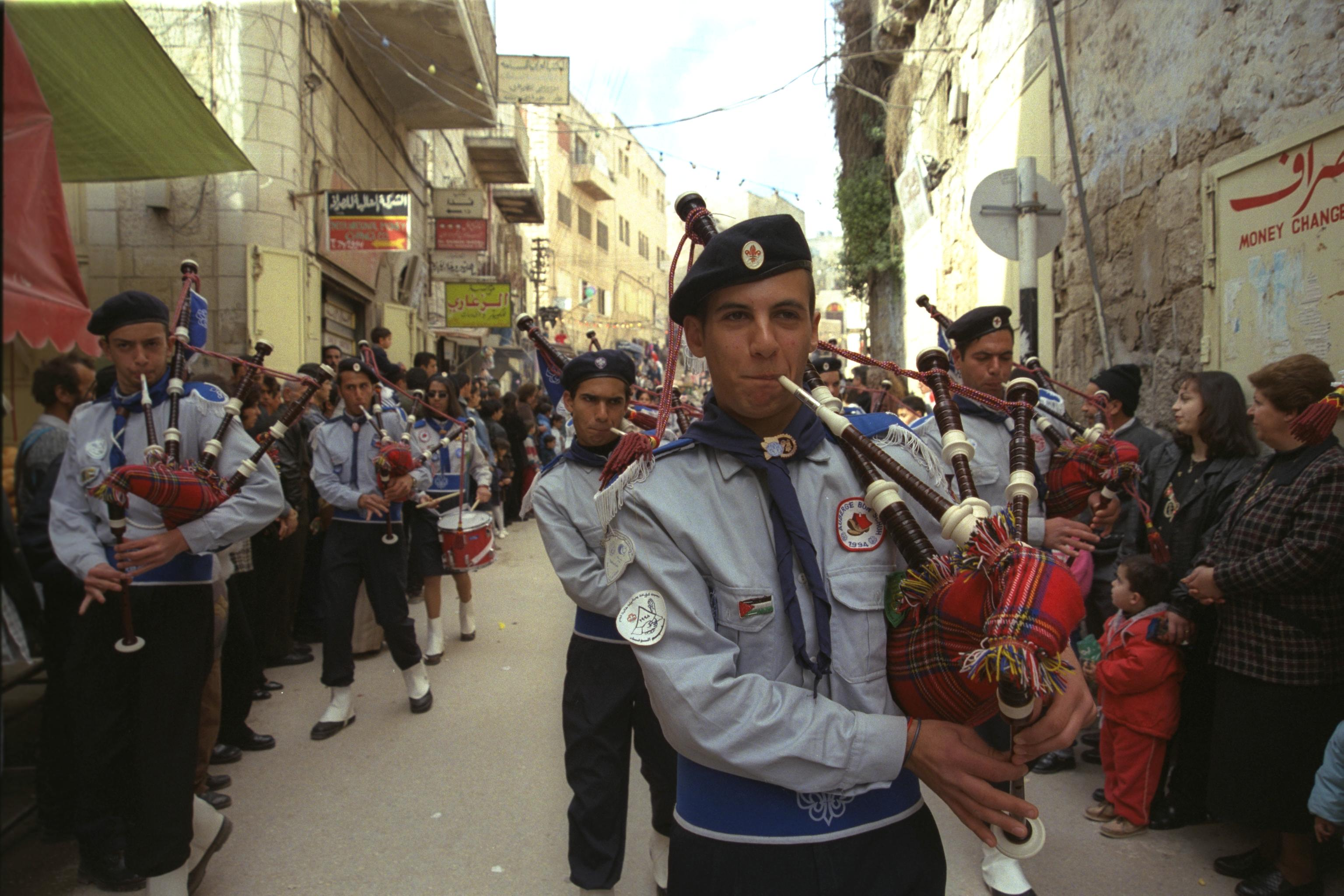
مسيحيون فلسطينيون في بيت لحم؛ وهم من أقدم الجماعات المسيحية في العالم.

تعتبر منطقة الشرق الأوسط مهد المسيحية، وكانت هي الديانة الرئيسية في المنطقة منذ القرن الرابع وحتى الفتوحات الإسلامية. اليوم تصل نسبة المسيحيين حوالي 5% وذلك مقارنة ب20% في أوائل القرن العشرين.
يعيش اليوم في الشرق الأوسط وشمال أفريقيا مسيحيين عرب سواءً عن طريق النسب العربي أو بحكم انتشار العروبة كلغة وثقافة وهوية، بالإضافة أيضًا إلى الوجود التاريخي لكل من السريان والأرمن والوجود الحديث للأثيوبيين والإريتريين والهنود وسواهم من الجاليات الوافدة سيّما على دول الخليج العربي.
وتشكل مصر أكبر تجمّع داخل الوطن العربي في حين يشكل لبنان التجمع الأعلى من حيث النسبة؛ هناك تواجد ملحوظ للمسيحيين في سوريا والأردن وفلسطين والعراق كما تضم بعض البلدان المجاورة مثل إسرائيل وتركيا وإيران تجمعات من المسيحيين، كما ويوجد أكثر من مليوني مسيحي في جنوب السودان، لكن لا يحسب هؤلاء ضمن سكان الشرق الأوسط. ويتواجد أيضًا في بعض دول الخليج العربي مثل الكويت والبحرين أقليات مسيحية من السكان المحليين كما ويتواجد في كافة دول الخليج العربي جاليات مسيحية كبيرة وفدت للعمل، وكذلك الأمر في دول المغرب العربي في شمال أفريقيا، حيث تتواجد تجمعات من المسيحيين غالبيتهم من أصول أوروبية، بالإضافة إلى تواجد جماعات مسيحية محليّة وهي إما عربية أو أمازيغية أكثرها من معتنقو المسيحية.

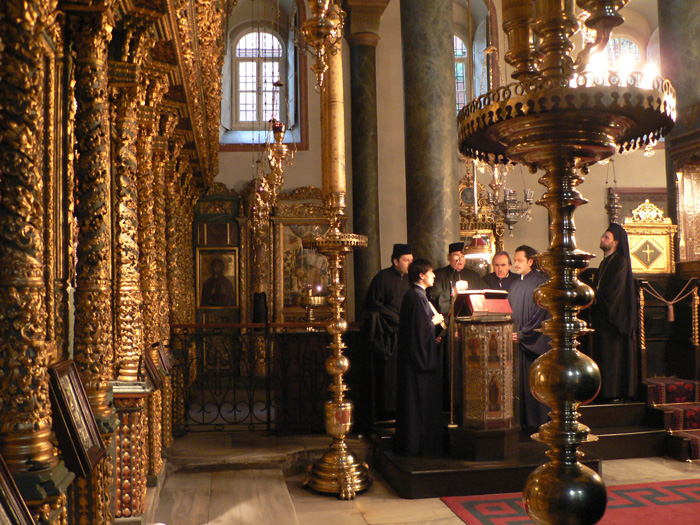
رهبان أرثوذكس يصلون في كنيسة القديس جرجس في إسطنبول، تركيا.

عدد المسيحيين في الشرق الأوسط آخذ في الانخفاض بسبب عوامل منها انخفاض معدلات المواليد مقارنة مع المسلمين والهجرة واسعة النطاق بسبب الاضطهادات ومعاداة المسيحية، قابلهُ ازدياد عدد المسيحيين في مجلس تعاون الخليج العربي مع توافد إلى هذه الدول أعداد كبيرة من المغتربين المسيحيين حول العالم، أما المغترب المسيحي الشرق أوسطي الذي نشط في القرنين الثامن عشر والتاسع عشر وتسارع مع نوائب القرنين العشرين والحادي والعشرين أبرزها غزو العراق، فهو ممتد من أستراليا إلى أوروبا وأمريكا الشمالية ونظيرتها الجنوبية. وقد سطع أيضًا نجم عدد وافر من الشخصيات المسيحية المشرقية في الشرق الأوسط والمهجر في مناصب سياسية واقتصادية بارزة، كما ولا يزال للطوائف المسيحية، دور بارز في المجتمع العربي، لم ينقطع، لعلّ أبرز مراحله النهضة العربية في القرن التاسع عشر، ومسيحي الشرق الأوسط هم أغنياء نسبيًا، ومتعلمين، ومعتدلين سياسيًا، كما لهم اليوم دور فاعل في مختلف النواحي الاجتماعية والاقتصادية والسياسيّة.
حسب إحصائيّة مركز الأبحاث الأميركي بيو لعام 2011 يُشّكل الكاثوليك (الأغلبيّة تنتمي إلى الكنائس الكاثوليكية الشرقية) حوالي 43.5% من مجمل مسيحيين الشرق الأوسط، بينما الأرثوذكس (الأغلبيّة أرثوذكسية مشرقية) يُشّكلون 43.0% من مسيحيين الشرق الأوسط، أما البروتستانت فنسبتهم حوالي 13.5% من مجمل المسيحيين في الشرق الأوسط.
لا تزال هناك مجتمعات قديمة كبيرة عريقة من مسيحيي الشرق الأوسط يَقطنون في لبنان، وسوريا، والعراق، وإيران، وتركيا، والأردن، وإسرائيل، وفلسطين حيث يبلغ عددهم أكثر من 3 ملايين مسيحي. ويسكُن في مصر ودول المغرب العربي أكثر من 8 ملايين مسيحي؛ وتسود بين مسيحيين مصر وليبيا الكنيسة القبطية الأرثوذكسية في حين تسود كل من الكنيسة الرومانية الكاثوليكية والبروتستانتية بين مسيحيي الجزائر، وتونس والمغرب. ويبلغ أعداد الجاليات المسيحيّة الوافدة في شبه الجزيرة العربية أكثر من 3 ملايين نسمة، ويقطن في المملكة العربية السعودية أكبر جالية مسيحية من حيث عدد السكان في الخليج العربي يليها كلاً من الإمارات والكويت.

## الطوائف

### مسيحية غربية

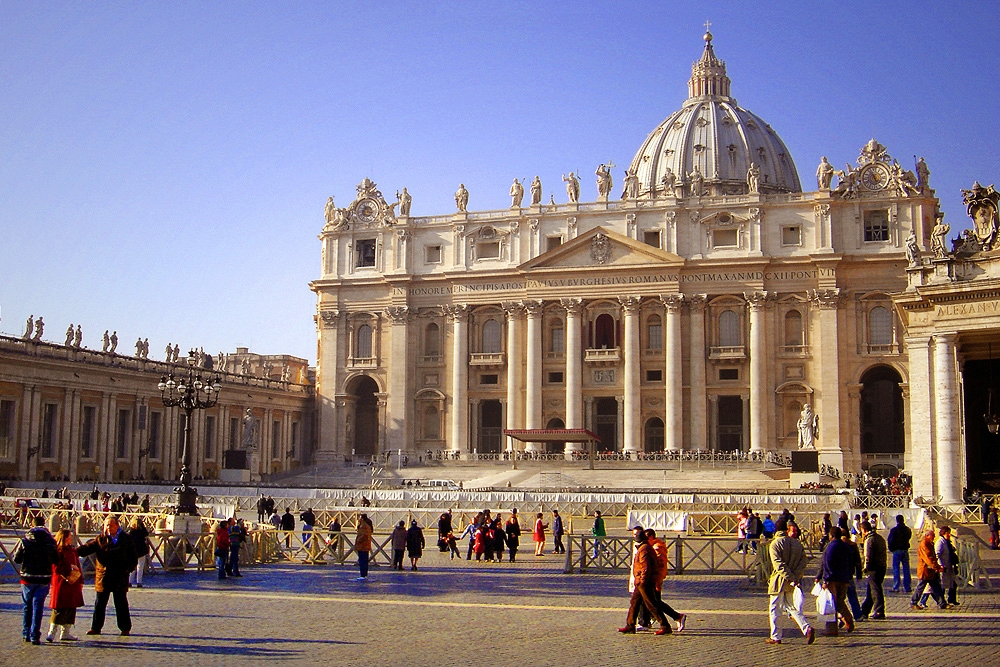
كاتدرائية القديس بطرس في الفاتيكان مركز القوّة الروحيّة الأكثر تأثيرًا في العالم الغربي.

الطوائف المسيحية الغربية هي كنائس تتبع تراث وعقائد الكنائس الغربية الممثلة بالكنيسة الرومانية الكاثوليكية والأنجليكانية (والتي تعتبر أحيانًا جزءًا من البروتستانتية) والبروتستانتية، ويقابلها من الجهة الأخرى المسيحية الشرقية. المسيحية الغربية هي التراث الديني لمعظم المسيحيين في جميع أنحاء العالم.
تطورّت المسيحيّة الغربيّة في العالم الغربي وبالتالي هي الشكل المسيحي السائد في غرب وشمال ووسط وجنوب القارة الأوروبيّة وهي الشكل المسيحي المهيمن في شمال أفريقيا قديمًا فضلًا عن أفريقيا الجنوبية وجميع أنحاء أستراليا ونصف الكرة الأرضية الغربي.
حتى القرن السادس عشر كان المصطلح جغرافيًا يصف حقيقة فعلية، لكن عقب افتتاح عصر الاكتشاف نشطت الإرساليّات والمبشريّن المسيحيين الغربيين في العالم الجديد، أفريقيا جنوب الصحراء، الشرق الأدنى واقيانوسيا فأضحت الكنائس المسيحية الغربية كنائس كونيّة.
اليوم لم تعد الأوصاف الجغرافيا للمسيحية (شرقية وغربية) تمثل حقيقة فعلية على أرض الواقع، وذلك بسبب الهجرات الكثيرة التي قام بها المسيحيون الشرقيون باتجاه الغرب وبالعكس، بالإضافة لحركات التبشير العالمية التي قامت بها الكنائس المختلفة خلال القرون الخمسة الأخيرة وعلى الأخص الكاثوليكية.
تاريخيًا ارتبطت المسيحية الغربية مع المصطلح جيوسياسية «الغرب المسيحي»، ويعود ذلك بشكل أساسي إلى الدور الذي لعبته الكنائس المسيحية الغربية في تشكيل ملامح الحضارة الغربية، والدور الذي لعبه الغرب في نشر المسيحية وتشكيل تاريخها.

#### الكنيسة الرومانية الكاثوليكية

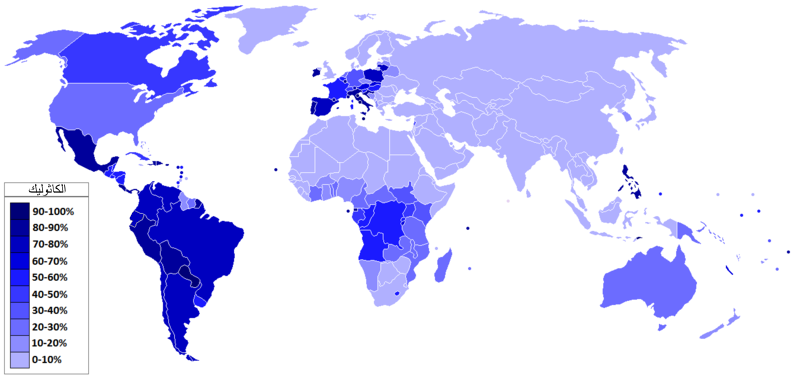
الكاثوليكية بحسب انتشارها في دول العالم.

الكنيسة الرومانية الكاثوليكية (باللاتينية: Ecclesia Catholica Romana) هي أكبر الكنائس المسيحية حيث يصل عدد أتباعها بحوالي 1.13 مليار نسمة، رأسها هو البابا أسقف روما وبحسب تقليدها الكنسي خليفة بطرس تلميذ يسوع المسيح. لقبها الرسمي هو الكنيسة المقدسة الكاثوليكية الرسولية. مثلت هذه الكنيسة القوة الروحية الأساسية في تاريخ الحضارة الغربية، إلى جانب الأرثوذكسية الشرقية والبروتستانتية. تتبعها في الشرق كنائس عديدة في شركة كاملة معها تعرف بالكنائس الكاثوليكية الشرقية. على مر القرون طورت الكنيسة الكاثوليكية منظومة لاهوتية معقدة وثبتت بنية إدارية فريدة تحكمها البابوية أقدم ملكية مطلقة مستمرة في العالم. البابا الحالي هو البابا فرنسيس.
وتقوم الكنيسة بإدارة المدارس والجامعات والمستشفيات والملاجئ ودور العجزة في تلك البلدان. وكوَّن الكاثوليك في بعض الأقطار التي تسكنها غالبية كاثوليكية أحزابًا سياسية قوية. وكان للكنيسة الكاثوليكية أثر كبير في تاريخ أوروبا السياسي والثقافي والأدبي والفني.
وجدت الدراسة التي أعدّها «مركز (بيو) حول الدين والحياة العامة» لعام 2011 أنّ المسيحية الكاثوليكية تأتي في مقدمة الطوائف المسيحية وهم حوالى حوالي 1.13 مليار نسمة (17.33% من البشرية، 51.4% من المسيحية). يشكل المنتمين إلى الطقس اللاتيني الغالبيّة العظمى من أتباع الكنيسة الكاثوليكية وتصل أعدادهم إلى 1.1 مليار نسمة.

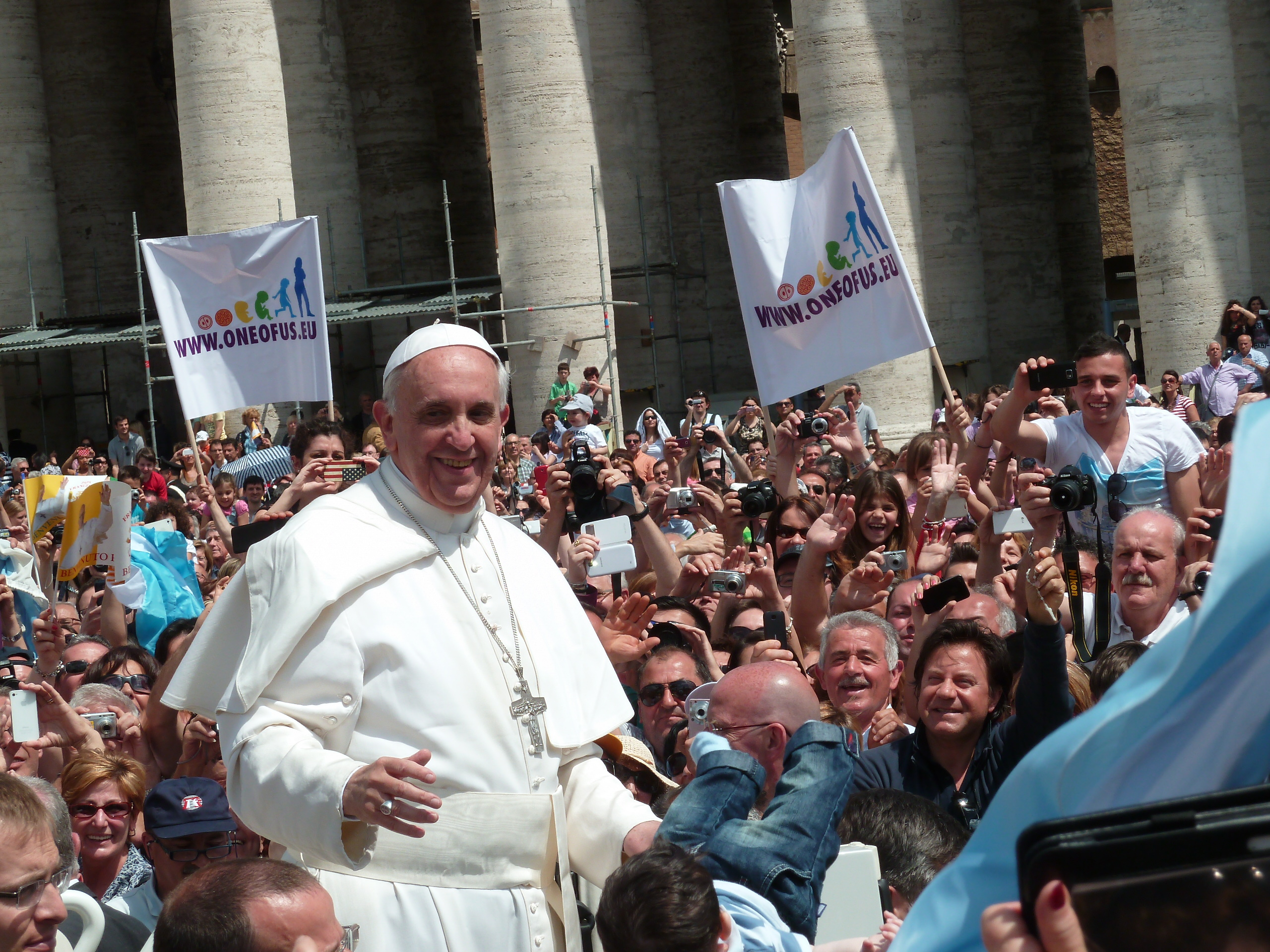
البابا فرنسيس محاط بحشد كاثوليكي في ساحة القديس بطرس.

تتصدّر البرازيل قائمة أكبر عدد سكان في العالم من الكاثوليك (حوالي 134 مليون). تحوي البرازيل وحدها على عدد من الكاثوليك بشكل أكبر مما في إيطاليا وفرنسا وإسبانيا مجتمعة. يُذكر أن أكبر عشرة دول الكاثوليكية من حيث عدد السكان تحتوي على أكثر من نصف (56%) من الكاثوليك في العالم.
معظم البلدان التي لديها أكبر عدد من السكان الكاثوليك لديها أغلبية الكاثوليكية. على من الرغم من أنّ الولايات المتحدة لديها رابع أكبر عدد من السكان الكاثوليك في العالم الا أنّ نسبة الكاثوليك في البلاد هي 24%. هناك 67 بلدًا في العالم فيه الكاثوليك يشكلّون غالبية السكان.
يقطن حوالي نصف كاثوليك العالم في الأمريكتين (حوالي 40% يتواجدون في أمريكا اللاتينية)، في حين أنّ 24% من كاثوليك العالم موجودون في أوروبا، خصوصًا في جنوب وغرب أوروبا، وتحوي القارة الأفريقية 16.1% من كاثوليك العالم. أمّا آسيا وأوقيانوسيا فتحوي 12.0% من الكاثوليك في العالم. أما في الشرق الأوسط فيعيش فيها 0.5% من كاثوليك العالم ويقطنون بشكل خاص في لبنان، وإسرائيل، وسوريا، ودول الخليج العربي ودول المغرب العربي.
حقَّقت الكنيسة الرومانية الكاثوليكية نجاحًا كبيرًا في العالم الجديد. وتحولت أمريكا الجنوبية إلى قارة كاثوليكية بامتياز في حين ان كندا والولايات المتحدة تعزز فيها الوجود الكاثوليكي بفعل موجات الهجرة الأوروبية الكاثوليكية خاصًة من إيطاليا وأيرلندا. استطاع الكاثوليك نشر عقيدتهم في آسيا يحيث تملك اليوم تجمعات كاثوليكية ذات شأن في الفلبين، وفييتنام، والصين، واليابان والهند وغيرها من الدول.
تغطي كل من اللغة الإسبانية، البرتغالية، الفرنسية، الإنكليزية، الفلبينية، الإيطالية والبولندية نسبة كبيرة من اللغات المنتشرة بين كاثوليك العالم.
| الترتيب | الدولة           | عدد السكان | الترتيب | الدولة                      | عدد السكان | الترتيب | الدولة    | عدد السكان |
| 1       | البرازيل         | 134 مليونًا | 6       | كولومبيا                    | 38 مليونًا  | 11      | الأرجنتين | 31 مليونًا  |
| 2       | المكسيك          | 96 مليونًا  | 7       | فرنسا                       | 35 مليونًا  | 12      | بيرو      | 27 مليونًا  |
| 3       | الفلبين          | 76 مليونًا  | 8       | بولندا                      | 35 مليونًا  | 13      | فنزويلا   | 25 مليونًا  |
| 4       | الولايات المتحدة | 74 مليونًا  | 9       | إسبانيا                     | 35 مليونًا  | 14      | ألمانيا   | 24 مليونًا  |
| 5       | إيطاليا          | 50 مليونًا  | 10      | جمهورية الكونغو الديمقراطية | 32 مليونًا  | 15      | نيجيريا   | 24 مليونًا  |

#### البروتستانت

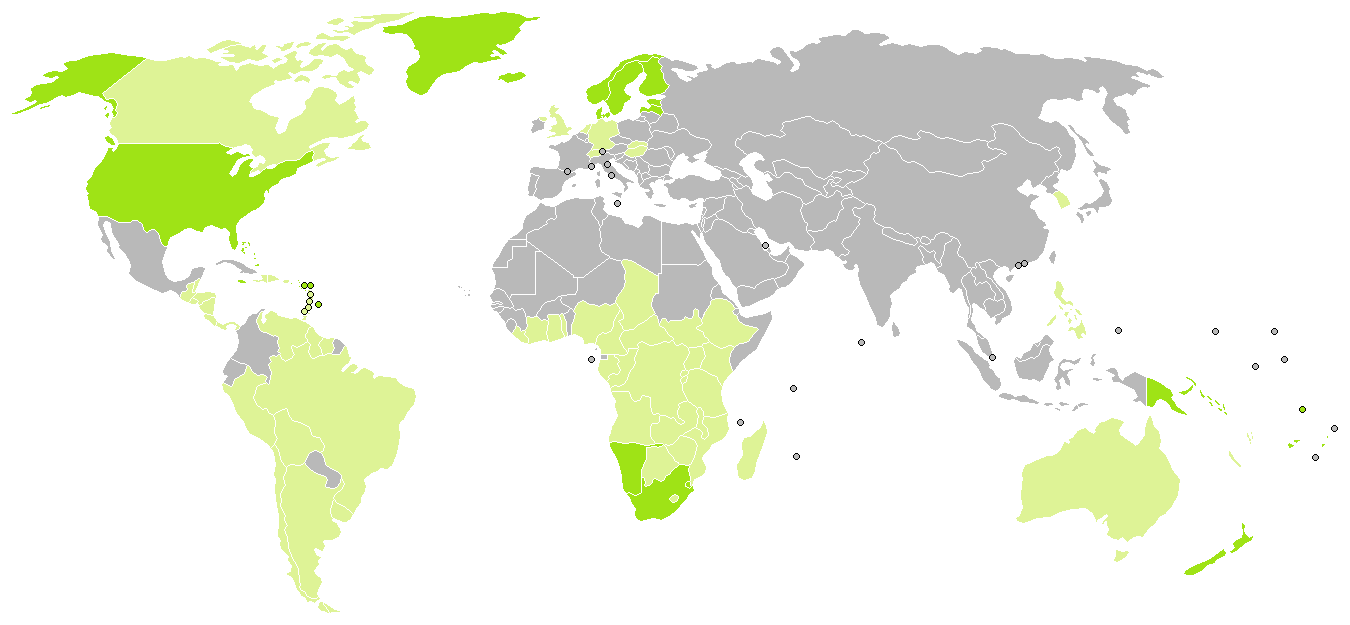
انتشار البروتستانت في العالم (بالإضافة إلى الأنجليكانية)
الديانة السائدة (أكثر من 50%)
أقلية دينية كبيرة (أكثر من 10%)

البروتستانتية هي أحد ثاني أكبر مذاهب الدين المسيحي. يتواجد نحو 800 مليون بروتستانتي حول العالم من بين 2.5 مليار مسيحي أي حوالي 37% من مسيحيي العالم، يتوزع البروتستانت بالمجمل على سبعة عائلات وهي الأدفنست، والأنجليكانيّة، والمعمدانيّة، وكنائس الإصلاح، واللوثرية، والميثودية والخمسينية.
سبّب الإصلاح البروتستانتي، انقسام المسيحية الغربية ونقطة بداية البروتستانتية، التي ولدت في أوروبا في القرن السادس عشر. وعلى الرغم من أنّ أوروبا هي مهد ومنشأ البروتستانتية فاثنين فقط من بين أكبر عشرة دول تضم أكبر عدد من البروتستانت هي دول أوروبيّة.
يعيش في الولايات المتحدة أكثر عدد من البروتستانت ففي حوالي 160 مليون بروتستانتي ويشكلون 20% من إجمالي البروتستانت جميع أنحاء العالم. في حين تحتل نيجيريا المرتبة الثانية، مع ما يقرب من 60 مليون بروتستانتي ويشكّل هؤلاء نسبة 7% من مجمل البروتستانت في جميع أنحاء العالم. وتحتل الصين المرتبة كثالث أكبر تجمع بروتستانتي في العالم بحوالي 58 مليون، وذلك على الرغم من أن البروتستانت يشكلّون أقل من 5% من إجمالي عدد السكان في الصين.
يُشّكل البروتستانت الأغلبية السكانيّة في 49 بلدًا. على الرغم من الروابط التاريخية بين أوروبا والبروتستانتية، فان فقط 13% يقطنون في أوروبا خاصًة في أوروبا الشمالية في حين يعيش حوالي 37% من بروتستانت العالم في أفريقيا جنوب الصحراء وحوالي 33% في الأمريكتين ويعيش في كل من آسيا وأوقيانوسيا 17% من البروتستانت في العالم.

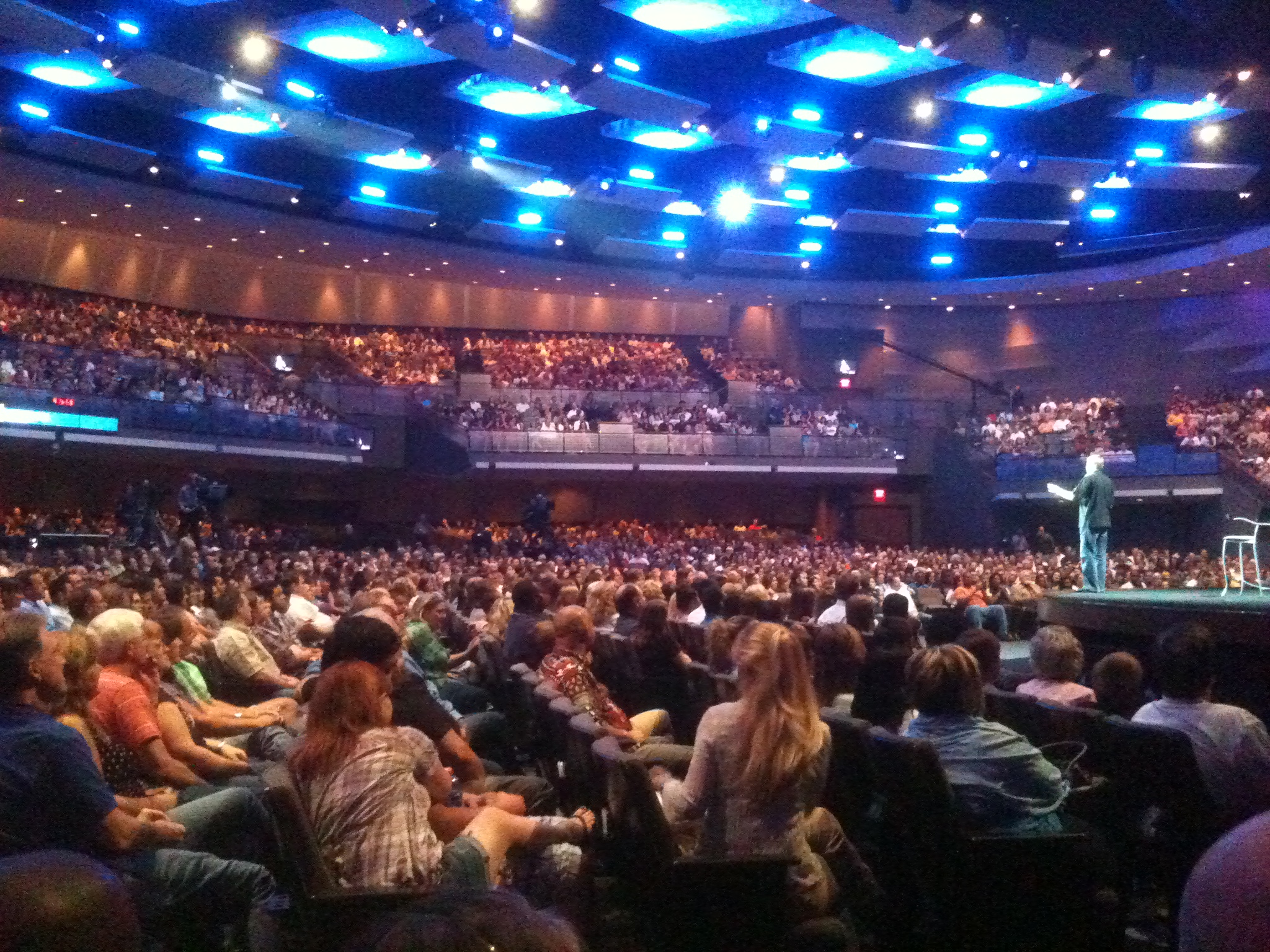
أداء صلوات في كنيسة إنجيليّة في تكساس.

تتصدر الكنيسة المعمدانية أكبر المذاهب البروتستانتية وذلك بحوالي 100 مليون، ويتواجد أغلب أتباعها في أمريكا الشمالية، وأفريقيا وآسيا.
تعتبر الكنيسة الأنجليكانية وفقًا لإحصائيات مختلفة ثاني أكبر المذاهب البروتستانتية ويعتنقها 85 مليون شخص وهي المذهب الغالب في المملكة المتحدة وتشكل المذهب الرئيسي لجزء كبير من السكان في دول مختلفة منها كندا، وأستراليا، ونيوزيلندا، وجنوب أفريقيا فضلًا عن عدد من الدول الأفريقية وجزر الكاريبي.
يبلغ عدد أتباع المذهب اللوثري حوالي 70 مليون شخص، تشكل اللوثرية الديانة الغالبة في ألمانيا والدول الإسكندنافية ونامبيا ولها حضور تاريخي ذو شأن في إستونيا ولاتفيا؛ وعلى الرغم من أن نامبيا هي الدولة الوحيدة ذات الغالبيّة اللوثريّة خارج القارة الأوروبية الا أن اللوثرية تنتشر أيضًا في كافة أنحاء دول العالم. يصل عدد المنتمين إلى مذهب الميثودية حوالي 70 مليون، العدد الأكبر منهم متمركز في أمريكا الشماليّة وأفريقيا وآسيا ويُذكر أن تونغا الدولة الوحيدة في العالم فيها الميثودية هي الديانة السائدة. الكنائس كالفينية أو الإصلاحيّة، وهي كنائس تتبنّى لاهوت المصلح الفرنسي جان كالفن يعتنقها حوالي 75 مليون نسمة، لها حضور تاريخي وثقافي ذو شأن في سويسرا وهولندا واسكتلندا فضلًا عن الولايات المتحدة ولهذا المذهب قاعدة اجتماعية عريضة راسخة في الطبقات الوسطى والعليا ذات النفوذ الاقتصادي والسياسي والثقافي في الولايات المتحدة، وهي من المذاهب الرئيسية للواسب فضلًا هناك حضور مميز للكالفينية في إندونيسيا وكوريا الجنوبية ودول شتى في أوقيانوسيا. أمّا الأدفنتست فتصل أعدادهم إلى حوالي 17 مليون ويتوزعون بشكل رئيسي في الولايات المتحدة وأفريقيا ودول أمريكا الجنوبية.
المذاهب التي ذكرت سابقًا هي جزء من المذاهب التقليدية والتاريخية في حين أنّ تقدر عدد أتباع التيّارات الإنجيلية بحوالي 285 مليون، وتشمل الكنائس الخمسينية والتي يبلغ عدد أتباعها حوالي 280 مليون. يتوزعون في كافة أنحاء العالم وبشكل خاص في أمريكا الجنوبية وأفريقيا وآسيا.

##### أكبر التجمعات البروتستانتية
- على اليمين: قائمة البلدان العشرة الأوائل الأمريكية التي تحوي أكبر عدد من البروتستانت. القائمة على اليمين أُخذت من دراسة قام بها معهد بيو في 2011.
- على اليسار: قائمة البلدان العشرة الأوائل الأمريكية التي لديها أعلى نسب مئوية للسكان البروتستانت.

| مرتبة | دولة                        | عدد البروتستانت | % نسبة البروتستانت | دولة                    | % نسبة البروتستانت | عدد البروتستانت |
| ----- | --------------------------- | --------------- | ------------------ | ----------------------- | ------------------ | --------------- |
| 1     | الولايات المتحدة            | 159,850,000     | 51.5%              | توفالو                  | 99.0%              | 11,450          |
| 2     | نيجيريا                     | 59,68,000       | 37.7%              | الدنمارك                | 91.0%              | 4,943,425       |
| 3     | الصين                       | 58,040,000      | 4.3%               | آيسلندا                 | 91.0%              | 270,031         |
| 4     | البرازيل                    | 40,500,000      | 20.8%              | النرويج                 | 90.0%              | 4,133,737       |
| 5     | جنوب إفريقيا                | 36,550,000      | 72.9%              | السويد                  | 86.0%              | 7,741,526       |
| 6     | المملكة المتحدة             | 33,820,000      | 54.5%              | أنتيغوا وباربودا        | 86.1%              | 59,101          |
| 7     | جمهورية الكونغو الديمقراطية | 31,705,000      | 48.1%              | فنلندا                  | 85.0%              | 4,445,149       |
| 8     | ألمانيا                     | 28,64,000       | 34.8%              | سانت كيتس ونيفيس        | 83.9%              | 32,335          |
| 9     | كينيا                       | 24,160,000      | 59.6%              | سانت فينسنت والغرينادين | 77.6%              | 90,501          |
| 10    | الهند                       | 18,860,000      | 1.5%               | جزر البهاما             | 77.0%              | 229,360         |

#### طوائف مسيحية أخرى

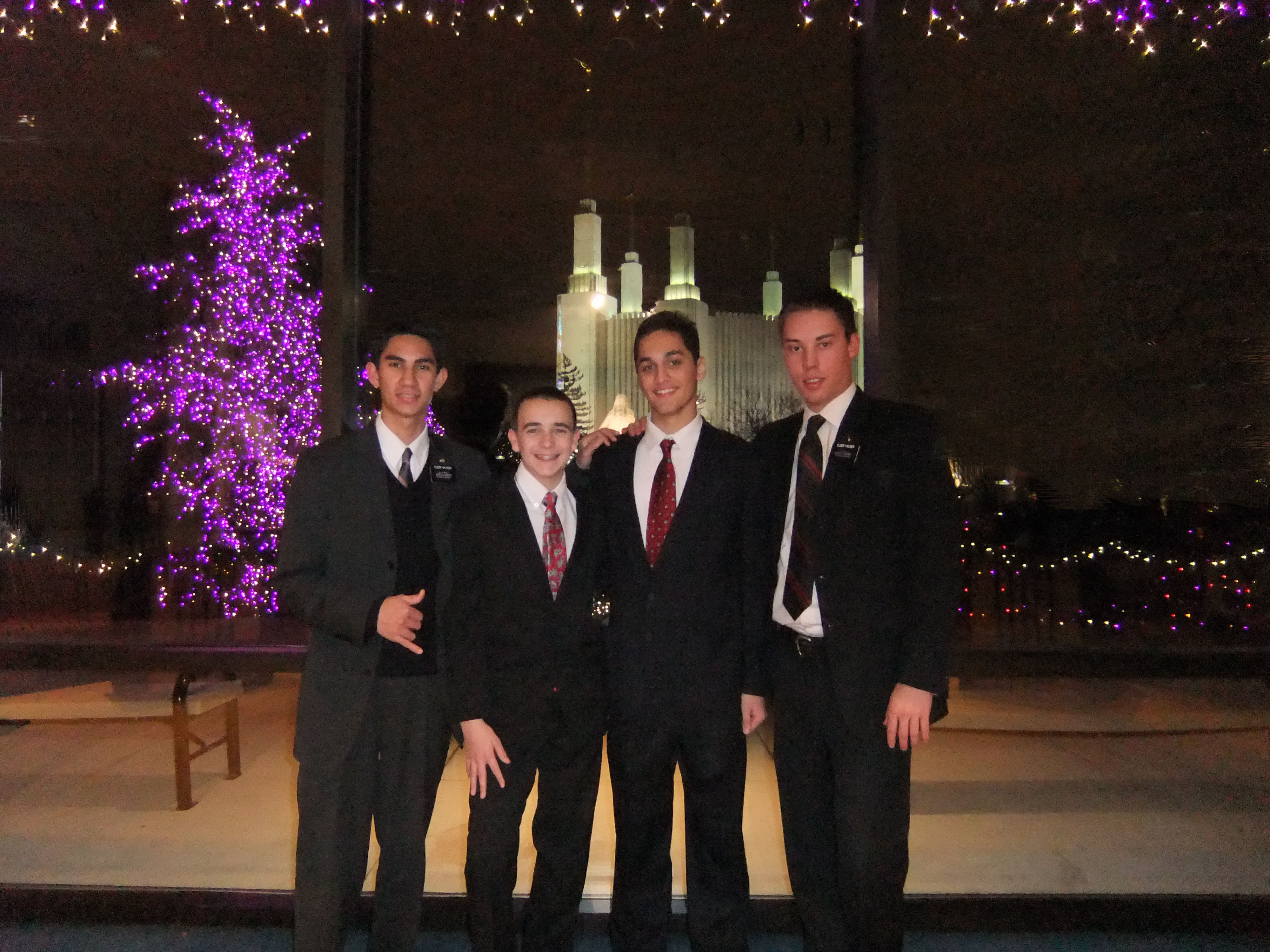
مبشرون مورمون؛ ينشط أتباع المورمونية في العمل التبشيري.

هناك حوالي 28 مليون مسيحي في العالم الذين لا ينتمون إلى التقاليد المسيحية الثلاثة الكبرى . ويشكّل هؤلاء حوالي 1% من نسبة السكان المسيحيين في العالم.
هذه الطوائف عبارة عن مجموعة من الكنائس المستقلة والمنفصلة عن بعضها البعض ولها معتقدات متفاوتة، بعضها تنكر ألوهة المسيح وترى أنه كائن روحي أشبه بالله. أكبر الطوائف التي تتبع هذا التصنيف هي كنيسة يسوع المسيح لقديسي الأيام الأخيرة وشهود يهوه والتوحيدية ومسيحيون بلا طائفة. وفقًا لدراسة معهد بيو تعتبر الولايات المتحدة موطن ل37% من المسيحيين الآخرين، على الرغم من أن حوالي 3% من الأمريكيين ينتمون إلى هذه المجموعات. حوالي ثلثي (67%) المسيحيين الآخرين يعيشون في 10 بلدان التي تحوي على أكبر عدد من المسيحيين الآخرين.
يعيش غالبية المسيحيين الآخرين في الأمريكتين (63%). وتعيش أعداد من فئة المسيحيين الآخرين في أفريقيا جنوب الصحراء (17%)، وأوروبا (11%) ومنطقة آسيا والمحيط الهادئ (9%). يعيش أقل من 1% من المسيحيين الآخرين في الشرق الأوسط وشمال أفريقيا.

### مسيحية شرقية

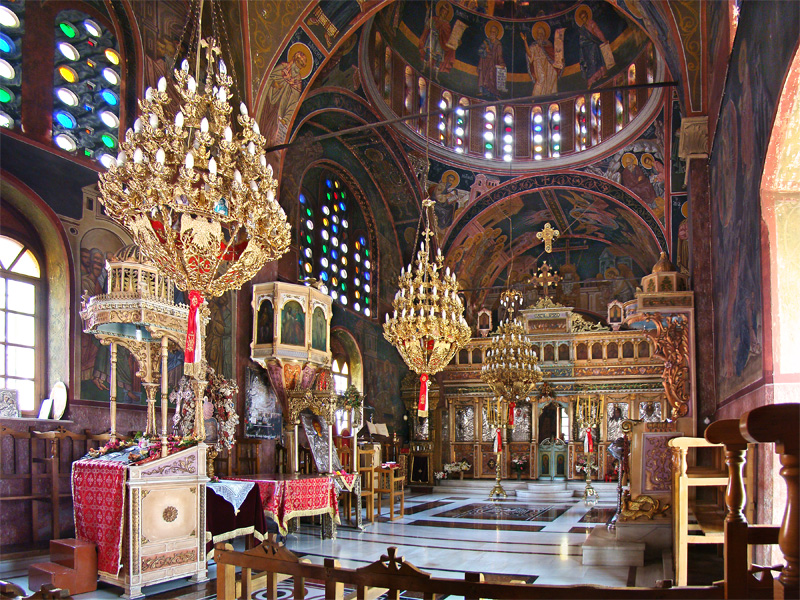
داخل كنيسة أرثوذكسيّة في جزيرة رودس؛ ينتمي المسيحيين الشرقيين لتراث وتقاليد مسيحيّة شرقيّة عريقة.

المسيحية الشرقية وتمثلها بشكل شامل الكنائس المنتشرة في اليونان وروسيا والبلقان وأوروبا الشرقية وآسيا الصغرى والشرق الأوسط وشمال شرق أفريقيا وجنوبي الهند. وتشير كمصطلح إلى كل ما حملته وتحمله هذه الكنائس من تراث وتقليد مسيحي على مدى العصور. ويقابلها من الجهة الأخرى التقليد المسيحي الغربي والممثل بالكنائس الكاثوليكية والبروتستانتية الغربية.
وقد تشاركت الكنائس الشرقية بالتقليد الديني ولكنها انقسمت على نفسها خلال القرون الأولى للمسيحية وذلك بسبب خلافات عقائدية كرستولوجية ولاهوتية بالإضافة لأسباب سياسية.
وهي اليوم متوزعة ضمن ثلاث عوائل : الكنائس الأرثوذكسية الشرقية، والكنائس المشرقية، والكنائس الكاثوليكية الشرقية بالإضافة لكنيستين انحدرتا من كنيسة المشرق التاريخية، وهما الكنيسة المشرقية الآشورية وكنيسة المشرق القديمة.
وعلى الرغم من الاختلافات اللاهوتية والعقائدية بين هذه الفئات، إلا أنها تتشابه فيما بينها في الممارسات التقليدية والتي تختلف وتتميز بها عن الكاثوليكية والبروتستانتية في الغرب.

#### أرثوذكس شرقيون

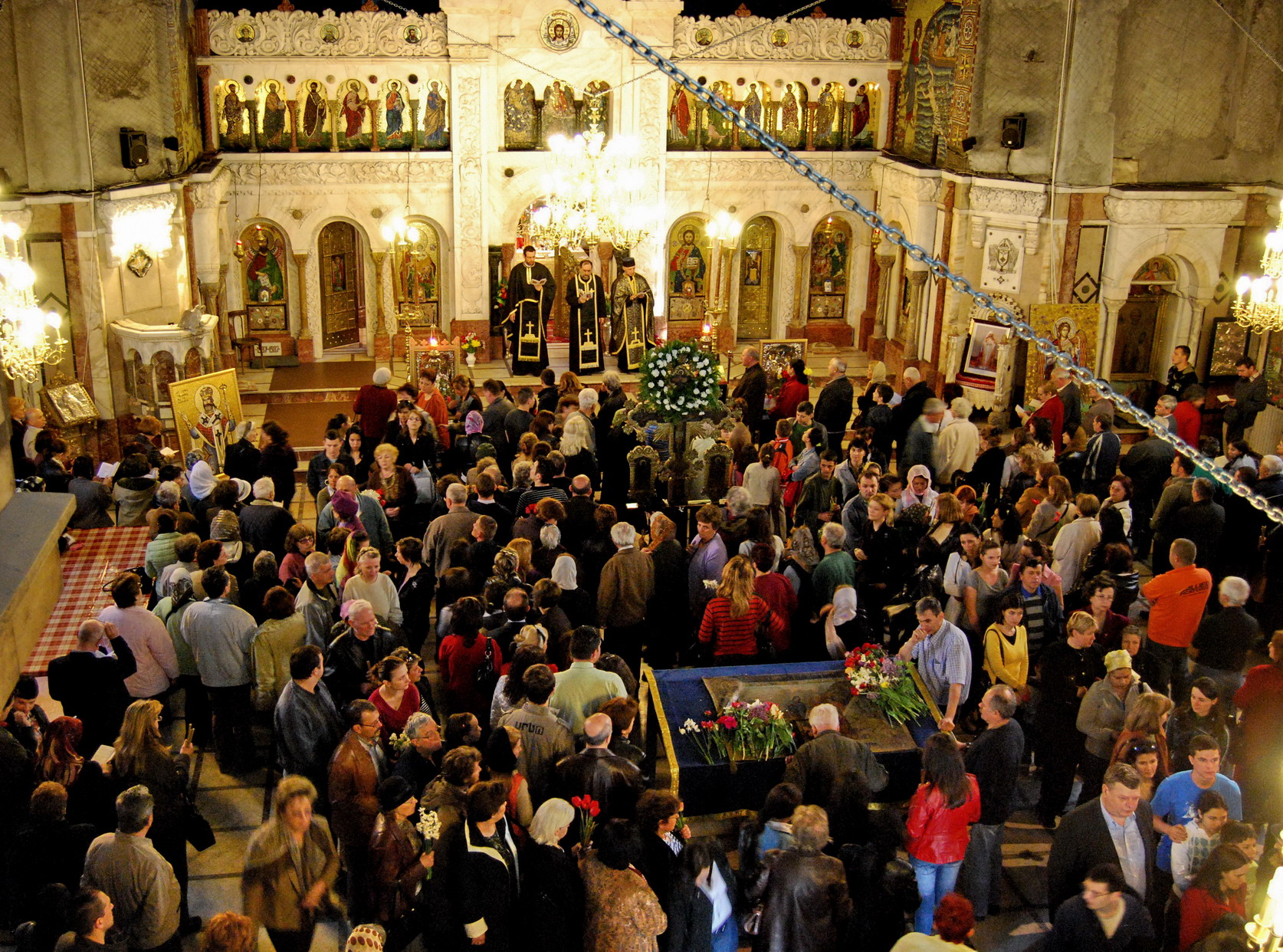
مسيحيون أرثوذكس خلال تأدية صلوات الجمعة الحزينة.

المسيحية الأرثوذكسية هي مذهب يُرجع جذوره بحسب أتباعه إلى المسيح والخلافة الرسولية والكهنوتية. وكانت المسيحية كنيسة واحدة حتى الانشقاق الذي حصل بين الكنيسة الغربية وهي الكنيسة الرومانية الكاثوليكية والشرقية وهي بطريركية القسطنطينية المسكونية.
وهي ثاني أكبر الكنائس المسيحية بعد الكنيسة الكاثوليكية في العالم؛ بالمقابل تتخطى المذاهب البروتستانتية مجتمعة الكنيسة الأرثوذكسية، وتتراوح أعداد أتباع الأرثوذكسية الشرقيين بين 223 مليونًا و300 مليون.
ما يقرب من أربعة من كل عشرة مسيحيين أرثوذكس في جميع أنحاء العالم (39%) يقيمون في روسيا، وهو أكبر بلد أرثوذكسي في العالم. على الرغم من أن تركيا هي مقر بطريركية القسطنطينية المسكونية، أي مركز المسيحية الأرثوذكسية فعدد المسيحيين الأرثوذكس فيها صغيرة نسبيًا (حوالي 180,000 يشمل الرقم الأرثوذكس المشرقيين).
معظم البلدان التي تضم أعدادًا كبيرة من المسيحيين الأرثوذكس فيها أغلبية الأرثوذكسية، المسيحيين الأرثوذكس يشكلون الغالبية العظمى في 12 بلدًا. يذكر أنه تنتشر أقليات أرثوذكسية شرقية ذات شأن في ألبانيا، والبوسنة والهرسك، وجمهورية كوسوفو، وإستونيا، وكازاخستان، أوزبكستان، وقيرغيزستان، وطاجيكستان، وتركمانستان، والأردن، وسوريا ولبنان.
ينتشر الأرثوذكس بشكل خاص في أوروبا الشرقية حيث الغالبية هناك أرثوذكسية. ويعيش بالمجمل 76.9% من الأرثوذكس في أوروبا، ويتواجد 6.7% من أرثوذكس العالم في تركيا ووسط آسيا والشرق الأوسط، أمّا الأمريكتين ففيها 1% من مجمل الأرثوذكس.
تعتبر بطريركية موسكو أكبر الكنائس الأرثوذكسية في العالم ويبلغ عدد أتباعها 150 مليون. ومن ثم بطريركية رومانيا ويبلغ عدد أتباعها 18.8 مليون. وبطريركية صربيا ويبلغ عدد أتباعها 11 مليون. ومن ثم كنيسة اليونان ويبلغ عدد أتباعها 11 مليون. وبطريركية بلغاريا حيث يبلغ عدد أتباعها 10 مليون.
| الترتيب | الدولة   | عدد السكان | الترتيب | الدولة  | عدد السكان | الترتيب | الدولة       | عدد السكان |
| 1       | روسيا    | 101 مليونًا | 6       | بلغاريا | 6 مليونًا   | 11      | قبرص         | 625 ألفًا   |
| 2       | أوكرانيا | 35 مليونًا  | 7       | بيلاروس | 6 مليونًا   | 12      | الجبل الأسود | 450 ألفًا   |
| 3       | رومانيا  | 19 مليونًا  | 8       | جورجيا  | 4 مليونًا   |         |              |            |
| 4       | اليونان  | 10 مليونًا  | 9       | مولدوفا | 3 مليونًا   |         |              |            |
| 5       | صربيا    | 7 مليونًا   | 10      | مقدونيا | 1 مليون    |         |              |            |

#### أرثوذكس مشرقيون

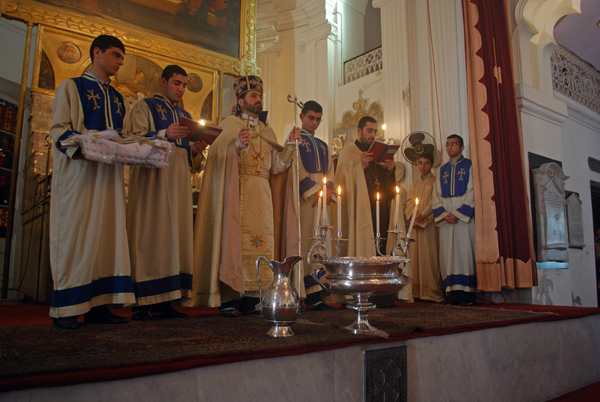
رجال دين من الأرمن الأرثوذكس خلال قداس عيد الميلاد.

الأرثوذكسية المشرقية هو مصطلح يدلل به على العقيدة التي تؤمن بها كنائس مسيحية أرثوذكسية شرقية، والتي لا تعترف إلا بشرعية المجامع المسكونية الثلاث الأولى وهي مجمع نيقية، مجمع القسطنطينية الأول، مجمع أفسس، ومجمع أفسس الثاني، وتعرف برفضها القاطع للعقيدة التي أقرها مجمع خلقيدونية.
تتشكل عائلة الأرثوذكسية المشرقية من الكنائس الإثيوبية والقبطيّة والأرمنيّة والسريانيّة والإريترية. وتصل أعداد تابعي هذه الكنائس إلى حوالي حوالي 82 مليون. تعتبر الكنيسة الإثيوبية أكبر الكنائس الأرثوذكسية المشرقية، وتأتي في المرتبة الثانية لأكبر الكنائس المسيحية الشرقية، في حين تعتبر الكنيسة الروسية الأرثوذكسية أكبر الكنائس المسيحية الشرقية.
الأرثوذكسية المشرقية هي الديانة السائدة في أرمينيا (94%)، وفي جمهورية قره باغ الجبلية، إثيوبيا؛ وإريتريا وتعد العقيدة الأرثوذكسية المشرقية واحدة من الأديان السائدة في إريتريا. وتنتشر الأرثوذكسية المشرقية كأقلية كبيرة في مصر، والسودان؛ وسوريا؛ لبنان، وأذربيجان وولاية كيرالا في الهند. ويعتبر المذهب الأرثوذكسي المشرقي أكبر المذاهب المسيحية في تركيا وإيران.

#### كاثوليك شرقيون

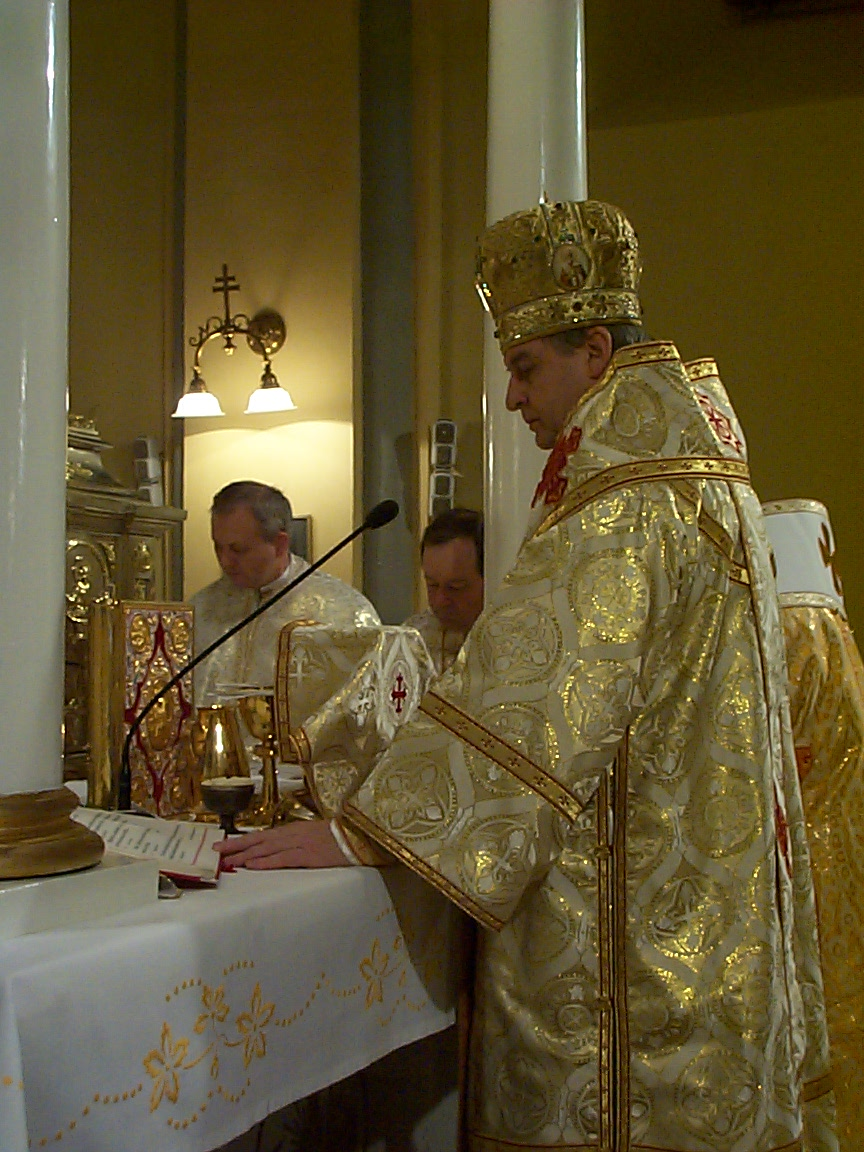
أسقف من كنيسة الروم الملكيين الكاثوليك بثيابه الكهنوتية الكاملة.

يوجد داخل الكنيسة الكاثوليكية مجموعة من التقاليد الكنسية، فإلى جانب التقليد الروماني اللاتيني الذي ينتمي له غالبية الكاثوليك تحتضن الكنيسة خمسة تقاليد شرقية تتبعها كنائس كاثوليكية شرقية. جميع هذه التقاليد والمرجعيات لها تنظيمها الخاص وقيادتها الذاتية تحت سلطة البابا، وهي محمية من أي محاولة لتحويلها للتقليد اللاتيني. وهي تنقسم إلى خمسة تقاليد وهي التقليد البيزنطي، الأنطاكي، الكلداني، الإسكندري والأرمني. تصل أعداد أتباع الكنائس الكاثوليكية الشرقية إلى 17.2 مليون.
تاريخيًا تمركز أتباع هذه الكنائس في أوروبا الشرقية وآسيا الصغرى والشرق الأوسط وشمال أفريقيا والهند، أما اليوم فهم منتشرون في جميع أنحاء العالم. تتصدّر الكنيسة الأوكرانية الكاثوليكية كبرى أكبر الكنائس الكاثوليكية الشرقية مع 4.3 مليون، ومن ثم كنيسة السريان الملبار الكاثوليك ويتبعها 3.8 مليون والكنيسة المارونية ويعتنقها 3.2 مليون.
الكنائس الأصغر عددًا والتي تتبع التقاليد البيزنطية وهي كنيسة الروم الملكيين الكاثوليك، التي تشكل أكبر تجمع في إسرائيل ولها ثقل في سوريا سيّما في حلب ومرمريتا وفي لبنان سيّما في زحلة. والكنيسة الرومانية الكاثوليكية المتحدة والكنيسة الروثينية الكاثوليكية والتي لها ثقل في رومانيا، والكنيسة الهنغارية اليونانية الكاثوليكية والتي لها ثقل في المجر، والكنيسة السلوفاكية اليونانية الكاثوليكية.
أمّا الكنيسة الكلدانية الكاثوليكية والتي تتبع التقليد الكلداني فتنتشر في العراق والمهجر في السويد وألمانيا ومقرها ببغداد. بالإضافة إلى تواجد الكنيسة السريانية الكاثوليكية التي تتبع التقليد الأنطاكي وكنيسة الأرمن الكاثوليك والتي تتبع التقليد والتراث الأرمني في العراق وإيران وتركيا. كما وتنتمي كل من الكنيسة القبطية الكاثوليكية والكنيسة الأثيوبية الكاثوليكية إلى التقليد الإسكندري وتنتشر في مصر وإثيوبيا على التوالي. وتنتشر كنيسة الملنكار الكاثوليك ذات التقاليد السريانيّة في الهند.

#### كنيسة المشرق
كنيسة المشرق ((ب[ܥܕܬܐ ܕܡܕܢܚܐ] خطأ: {{اللغة-؟؟}}: نص الرومنة ليس بالخط اللاتيني (الموضع 1: ع) (مساعدة)))، كما عرفت بعدة أسماء مثل كنيسة فارس والكنيسة النسطورية هي كنيسة مسيحية وجزء تاريخي من تقليد المسيحية السريانية ضمن المسيحية الشرقية. نشأت هذه الكنيسة ضمن الإمبراطورية الساسانية وانتشرت بعدئذ في معظم أنحاء آسيا. وهي منقسمة إلى قسمين كنيسة المشرق القديمة والتي كانت الكنيسة الام وتكوين كنيسة جديدة ما يسمى اليوم كنيسة المشرق الآشورية وبطريركها مار دنخا خننيا وإلى اليوم بقي كرسي كنيسة المشرق القديمة في بغداد بينما كرسي الكنيسة التي انفصلت حديثاً أصبح في الولايات المتحدة. غالبيّة أتباع هذا المذهب يعيشون في العراق وإيران وفي المهجر في الولايات المتحدة وأوروبا الشمالية وعددهم بالمجمل 600,000.

## الثقافة

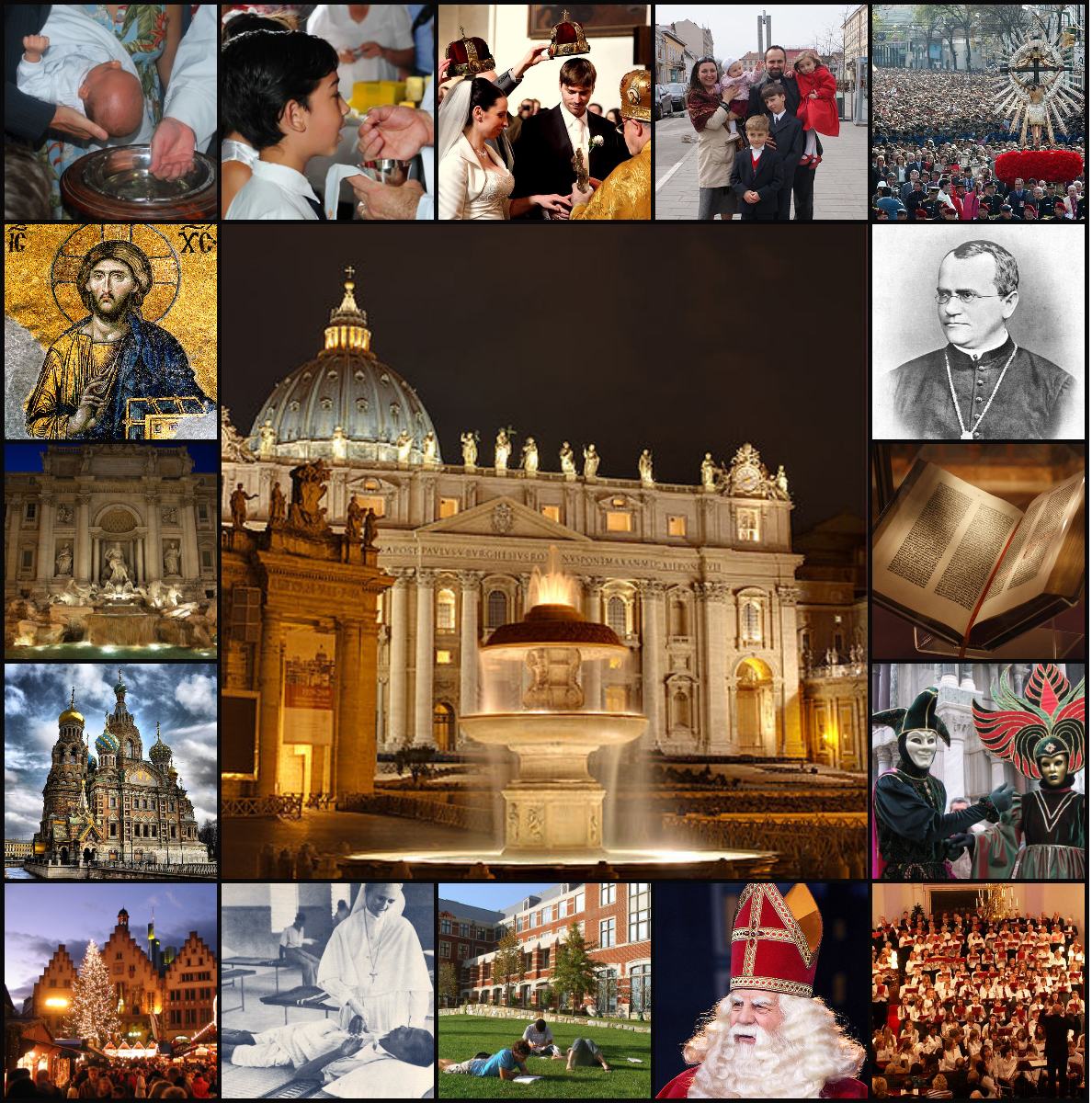
صور مختلفة من حضارة وثقافة العالم المسيحي.

الثقافة المسيحية هي مصطلح أو تعبير يستعمل في أغلب الأحيان لوصف جميع المظاهر الثقافية والحضارية الشائعة والمرتبطة تاريخيًا بالمسيحيين في جميع أنحاء العالم.
لقد رعت الكنيسة مختلف أنواع العلوم، وكانت المسؤول الرئيسي عن نشوء بعضها كعلم الوراثة، وعن تطور بعضها الآخر كالرسم أو النحت، وبلغت الهندسة والرياضيات شأوًا انعكس من خلال تطور العمارة في القرون الوسطى؛ إلى جانب التأثيل الفلسفة ممثلاً بالقديس توما الأكويني على وجه الخصوص، الأدب واللغات واللسانيات والموسيقى والمسرح والسياسة والقانون والاقتصاد والتعليم والطب والتشريح والرعاية الصحية وغيرها، كما وشجعت على الاعتناء بالنظافة الشخصية  والعدالة الاجتماعية كذلك للمسيحية دور في مضمار الأخلاق وحياة العائلة. إضافة لكون أغلب الأعمال الفنية الكبرى من مختلف الأصعدة أيضًا كانت مرتبطة بالمسيحية، فالقسم الأكبر منها مأخوذ من الكتاب المقدس أو يمثل مقاطعًا وأحداثًا منه؛ سوى ذلك فإن كبريات الجامعات في العالم اليوم أنشئت بجهود الكنيسة كجامعة أوكسفورد وباريس وجامعة بولونيا؛ ولا يمكن حصر التأثير المسيحي في الحضارة الغربية وحدها، إذ لعب المسيحيون أيضًا دورًا بارزًا في بناء الحضارة الشرقية والإسلامية.
إلى جانب ذلك، فإن التقويم الأكثر انتشارًا في العالم اليوم، هو التقويم الميلادي الذي كان يوليوس قيصر أول من وضعه ثم قامت الإمبراطورية الرومانية لدى اعتناقها المسيحية بحسابه بالنسبة لميلاد يسوع المسيح، وأعيد تعديله من قبل الفاتيكان في القرن السادس عشر خلال حبرية البابا غريغوريوس الثالث عشر بناءً على ملاحظات العالم إليسيوس ليليوس الذي وجد تقصيرًا في تقويم يوليوس قيصر فأصبح عشرة أيام كاملة عام 1581. كذلك هنالك أعياد ذات صبغة مسيحية أو أصلها مسيحي وتُحتفل على نطاق واسع في العالم مثل عيد جميع القديسين (الهالويين)، الكرنفالات، الفالنتاين دي ورأس السنة الميلادية.

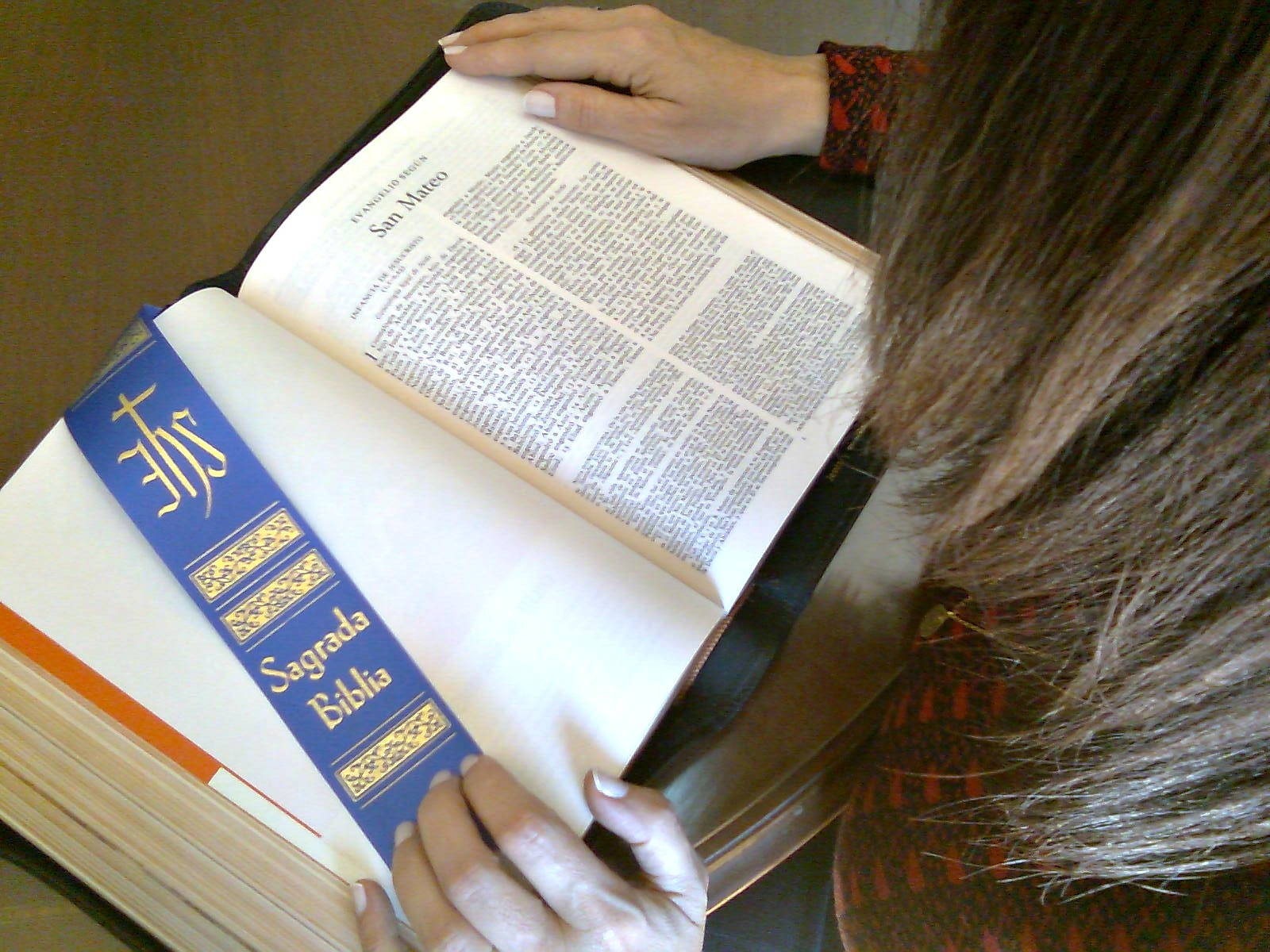
فتاة تقرأ الكتاب المقدس ووتدرسه؛ لدراسة الكتاب المقدس أهميَّة خاصة في الثقافة البروتستانتية.

تتنوع الثقافات المسيحية المذهبيَّة أيضًا مثلًا تميل الدول الكاثوليكية أن تكون محافظة وأبوية مقارنًة مع الدول البروتستانتية، فضلًا عن تشديد المجتمعات الكاثوليكية على القيم والروابط الأسريّة وقيم الضيافة والاحتفالات، حيث ما زالت الروابط الأسرية قوية حتى يومنا هذا في الأقطار الرومانية الكاثوليكية، والأورثوذكسية الشرقية كاليونان وإيطاليا وإسبانيا وأمريكا اللاتينية، وفي دول شرقي أوروبا.
تاريخيًا عرفت أوروبا فجوة اقتصادية-اجتماعية بين الكاثوليك والبروتستانت فاستنادًا إلى ماكس فيبر كان لأخلاق العمل البروتستانتية، خاصة المذهب الكالفيني، من انضباط وعمل شاق وإخلاص، وراء ظهور العقلية الرأسمالية في أوروبا، مما جعل من الدول والمجتمعات البروتستانتية في أوروبا أن تصبح الدول والمجتمعات الأكثر ثراء ورفاهية في القارة.: وذلك لقولها بأن النجاح على الصعيد المادي هو دلالة على نعمة إلهية واختيار مسبق للخلاص. لم تعد اليوم الفجوة موجودة على أرض الواقع وإن كانت الدول ذات الخلفية البروتستانتية (الدول الإسكندنافية) لا تزال الأكثر ثراء. تحتل دول كاثوليكية مثل فرنسا وإيطاليا مكانة مميزة بين الدول الصناعية في العالم؛ كما وتتربع كل من لوكسمبورغ، ليختنشتاين، موناكو، بلجيكا، جمهورية أيرلندا والنمسا وجميعها دول ذات أغلبية كاثوليكية قائمة أغنى دول العالم. وتعد ولاية بافاريا في ألمانيا ذات الغالبية الكاثوليكية، شبه متكاملة اقتصادياً، فاقتصاد بايرين هو الثاني من حيث الحجم في ألمانيا ومن ضمن العشرة الأوائل في أوروبا.

### الفنون

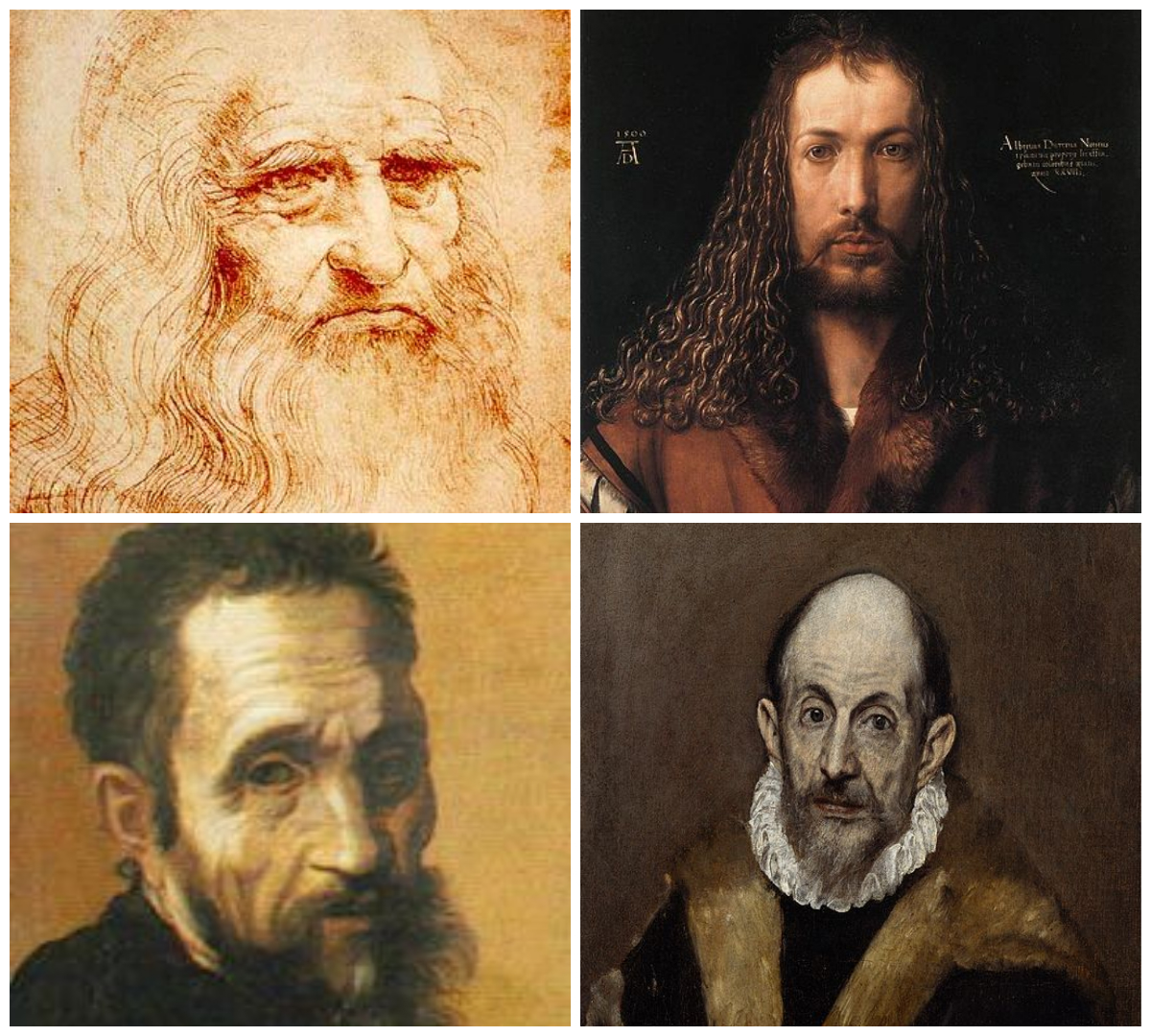
فنانون مسيحيون مشاهير مثل ليوناردو دا فينشي وآلبرخت دورر وميكيلانجيلو وإل غريكو.

قدّم العالم المسيحي طرز معمارية مختلفة كما كما أثرت العمارة الكنسيّة على نطاق واسع في الهندسة المعمارية العالمية، من النمط الكلاسيكي الروماني واليونانية والقوطية ونمط عصر النهضة والباروك وروكوكو والكلاسيكي الحديث والفن الحديث والمعاصر.
يمتلك المسيحيين العديد من الآثار المعمارية الهامّة مثل بازيليك القديس بطرس في روما؛ نوتردام دي باريس، وكاتدرائية كولونيا، وكاتدرائية ساليسبوري، وكاتدرائية براغ، وكاتدرائية لنكولن، ودير القديس دينيس في باريس، وبازيليك سانتا ماريا ماجوري في روما، وكنيسة سان فيتالي في رافينا؛ بازيليك القديس مرقص في البندقية، كنيسة وستمنستر في لندن، وكاتدرائية القديس باسيل في موسكو، كاتدرائية واشنطن الوطنية، ساغرادا فاميليا في برشلونة وكنيسة آيا صوفيا في إسطنبول، وتحول إلى متحف.
أغلب الأعمال الفنية الكبرى في الحضارة الغربية من مختلف الأصعدة كانت مرتبطة بالمسيحية، فالقسم الأكبر منها مأخوذ من الكتاب المقدس أو يمثل مقاطعًا وأحداثًا منه؛ ومن أبرز هذه الأعمال بيتتا، سقف كنيسة سيستينا، منحوتة قبر يوليوس الثاني وتمثال داوود لميكيلانجيلو، عذراء الصخور والعشاء الأخير لليوناردو دا فينشي ونافورة تريفي التي بنيت بطلب البابا أوربان الثامن وغيرها.
مر الفن المسيحي عبر القرون بالعديد من التغييرات الأسلوبية. تميزت اللوحات الإيطالية تقليدياً بدفء اللون والضوء كما هو الحال مثلاً في أعمال كارافاجيو وتيتيان، وانشغال في الشخصيات والرموز الدينية. أشرقت اللوحات المسيحية في أوروبا منذ مئات السنين، من الفترات الرومانية والقوطية وخلال عصري النهضة والباروك. من بين أشهر الفنانين في هذه الفترة: ميكيلانجيلو وليوناردو دا فنشي ودوناتيلو وساندرو بوتيتشيلي وفرا أنجيليكو وتينتوريتو وكارافاجيو وجان لورينزو برنيني وتيتيان ورفائيل. فضلًا عن إل غريكو ودييغو فيلاثكيث وفرانثيسكو باتشيكو ديل ريو وفرانثيسكو لامير إي بيرينغير وفرانثيسكو غويا. عدد آخر من الرسّامين المسيحيين ذووي الشأن يوهانس فيرمير ورامبرانت وهوجو فان در وآلبرخت دورر وغوستاف دوريه. تبع المرحلة المستقبلية لوحات لفينسنت فان غوخ وسلفادور دالي الذي مارس نفوذاً قوياً على الفن الحديث والسريالية وأجيال من الفنانين اللاحقين. أمّا أنطوني غاودي فقد كان لأسلوبه المعماري تميز وفريد من نوعه، وقد تركزت معظم أعماله في برشلونة.

### الموسيقى

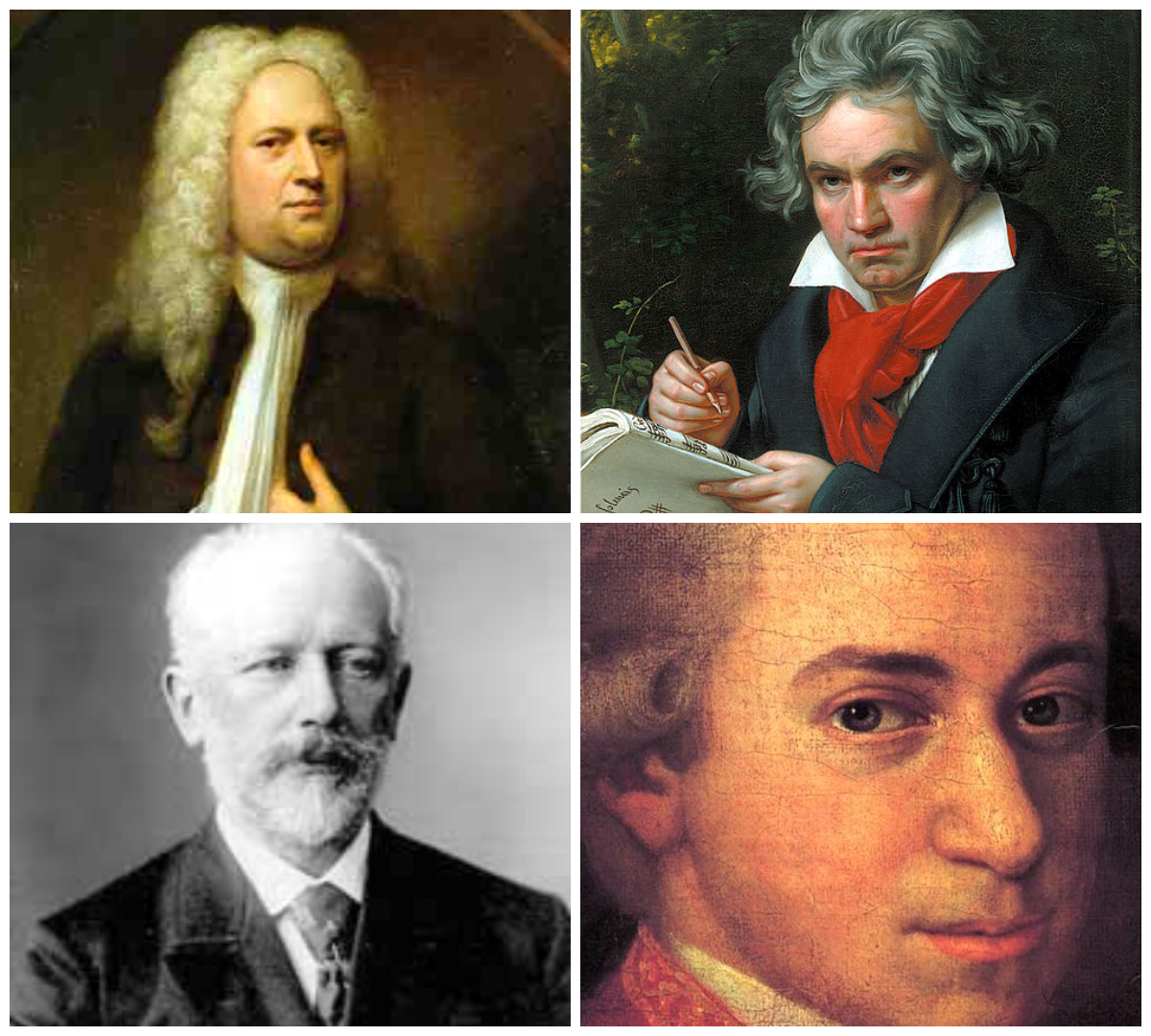
موسيقيون مسيحيون مشاهير، باتجاه عقارب الساعة من الأعلى واليسار:جورج فريدريك هاندل ولودفيج فان بيتهوفن وفولفغانغ أماديوس موتسارت وبيتر إليتش تشايكوفسكي.

لعبت الموسيقى أبداً دوراً هاماً في الثقافة المسيحية سواء كانت موسيقى شعبية أو كلاسيكية. ابتكرت بعض الأدوات المرتبطة بالموسيقى الكلاسيكية بما في ذلك البيانو والكمان في الكنائس كما واستخدمت الموسيقى في طقوس العبادة والصلوات المسيحية. واخذ الغناء شكل فردي وجماعي، وشكل جوقة أو خُورُس.
قائمة كبيرة من الملحنين والموسيقيين الذين انتجوا أعمال فنية سميت «بالموسيقى المقدسة» والتي لها مكانة بارزة في الثقافة الغربية وشهرة واسعة النطاق، بعضها تخص الكنيسة الكاثوليكية كقصيدة «إلى السعادة» للودفيج فان بيتهوفن، اوبرا «افي فيروم كوربوس» لفولفغانغ أماديوس موتسارت؛ والعمل الفني الشهير «السلام عليك يا مريم» لفرانز شوبرت، عمل سيزار فرانك في «الخبز الملائكي»، أنطونيو فيفالدي في اوبرا «المجد لله». وبعضها الآخر موسيقى تخص الكنائس البروتستانتية كسمفونية هللويا لجورج فريدريك هاندل والعديد من أعمال يوهان سباستيان باخ وأوراتوريو الخلق وأوراتوريو الفصول لجوزيف هايدن.
من أشهر الملحنين المسيحيين من عصر النهضة: باليسترينا وكلاوديو مونتيفيردي وملحنوا الباروك ألساندرو سكارلاتي وأركانجلو كوريلي وأنطونيو فيفالدي وجورج فريدريك هاندل، ومن ملحني الكلاسيكية باغانيني وجواكينو روسيني ولودفيج فان بيتهوفن ويوهان سباستيان باخ ويوهان كريستيان باخ وفولفغانغ أماديوس موتسارت، ومن ملحني الرومانسية جاكومو بوتشيني وجوزيف هايدن. برز الملحنون الحديثون مثل بيتر إليتش تشايكوفسكي وغوستاف مالر.
لا تزال الموسيقى الكلاسيكية ذات شعبية كبيرة في الأوساط المسيحية تظهر من خلال الموسيقى الكنسيّة وتنوعها منها على سبيل المثال الموسيقى الغريغورية هي الموسيقى الدينية الأبرز في تاريخ المسيحية الغربية وهي ذي ألحان وكلمات مأخوذة من الكتاب المقدس للموسيقى الكنسية اللاتينية. وهو فن موسيقي غنائي جاد، ذو سير لحني منفرد (أحادي الصوت) غير مرافق بآلات موسيقية والموسيقى الكنسية السريانية تستخدم هذه الموسيقى ثمان مقامات شرقية، ويرجأ تاريخها إلى مار أفرام السرياني. فضلًا عن الموسيقى البيزنطية (باليونانية: Βυζαντινή Μουσική). هي الموسيقى الدينيّة التي نشأت في الإمبراطورية البيزنطية وفي البلاط الإمبراطوري في مدينة القسطنطينية. تعد الموسيقى البيزنطية نظام موسيقي عريق بدأ مع بداية المسيحية وتطور باستمرار عبر التاريخ ويستمر إدخال التطويرات والتعديلات عليه حتى اليوم. يستعمل هذا النظام الموسيقي في الكنائس الأرثوذكسية الشرقية وعدد من الكنائس الكاثوليكية الشرقية ذات التقاليد البيزنطية. وقد أدت الصحوة الكبرى الثانية في الولايات المتحدة، إلى ظهور نمط شعبي جديد من الموسيقى البروتستانتية الروحيّة أو ما تسمى بموسيقى الغوسبل وهو غناء ديني مسيحي تطوّر في الثلاثينات أولاً عند الأمريكيين الأفارقة وبيض جنوب الولايات المتحدة ثم غزا بقية العالم.

### اللغات الطقسيّة

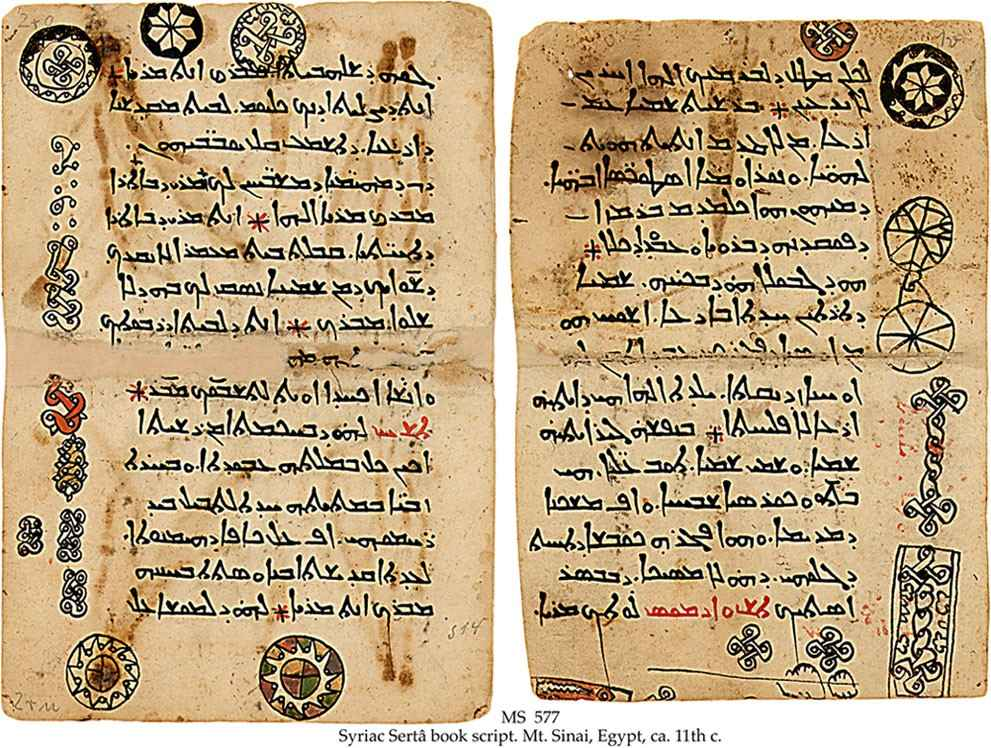
مخطوطتان مكتوبتان بالأبجدية السريانية الغربية، تعتبر اللغّة السريانيَّة لغة ذات أهمية دينيَّة في الديانة المسيحية.

تتنوع اللغات الطقسيّة في المسيحية ومنها هذه اللغات:
- اللغة اللاتينية: هي اللغة الطقسيّة في الكنيسة الرومانية الكاثوليكية وهي اللغة الرسمية للكرسي الرسولي والتي يصدر بها جميع الوثائق والمعاهدات، وكانت قبل المجمع الفاتيكاني الثاني اللغة الرسميّة للكنيسة الرومانية الكاثوليكية. وقد ظلت اللغة اللاتينية لغة العلم والدراسة في العالم المسيحي الغربي حتى القرن السابع عشر حين بدأت تحل محلها اللغات المحلية، وظلت اللاتينية لغة دولية للمعاملات الدبلوماسية حتى تلك الفترة أيضا حيث حلت محلها الفرنسية كلغة دولية ثم الإنجليزية.
- اللغة اليونانيَّة الكوينه: هي اللغة الطقسيّة في الكنائس الأرثوذكسية الشرقية، تعتبر هذه اللغة لغة مقدسة في التقاليد المسيحيّة الشرقية ويعود ذلك بسبب تدوين نصوص الإناجيل باللغة الكوينه الإغريقية، التي كانت لغة التواصل العامة، كما أن السبعونية هي ترجمة للتناخ بالكوينه نحو زمن كتابة الاناجيل، ومصدر اقتباساتها من التناخ، ويمكن هذا التدوين اللغوين من تتبع كيفية فهم الفقهاء اليهود للتناخ العبري، في الزمن قبيل العصور الميلادية، ويمكن ملاحظة ان الترجمة الكوينيه الإغريقية وضعت بشكل أدق وأكثر إحكاماُ.
- السلافونية الكنسية القديمة: كانت أول لغة سلافية أدبية، وتطورت بحلول القرن التاسع عشر حين جاء المبشرون الإغريق البيزنطيون مثل كيرلس وميثوديوس اللذين يُنسب إليهما توحيد معايير اللغة واستخدامها لترجمة الكتاب المقدس وغيرها من النصوص الكنسية الإغريقية القديمة باعتبارها جزءًا من تنصير السلاف.[148][149][150][151][152][153][154][155][156][157] وقد لعبت تلك اللغة دورًا هامًا على مدار تاريخ اللغات السلافية ومثلت أساسًا ونموذجًا لتقاليد السلافونية الكنسية، وتستخدم بعض الكنائس الأرثوذكسية الشرقية السلافيّة والكنائس الكاثوليكية الشرقية اللغة السلافونية الكنسية على أنها لغة طقسية حتى يومنا هذا.
- اللغة السريانية: تكتسب اللغة السريانيّة أهمية دينية خاصة في المسيحية، أولاً لأن يسوع المسيح قد تكلّم بالآرامية، التي تعتبر بمثابة اللغة الأم للسريانية،[158] وثانيًا لأن العديد من كتابات آباء الكنيسة والتراث المسيحي قد حفظ بالسريانية، إلى جانب اللغة اليونانية، وفي الكنائس التي تتبع الطقس السرياني لا تزال تستخدم اللغة السريانية بشكل يومي في القداس الإلهي وعدد من العبادات الأخرى كلغة ليتورجية.[159] اعتبرت اللغة السريانية ردحًا طويلاً من الزمن لغة العلوم والفنون والآداب.

### الأدب

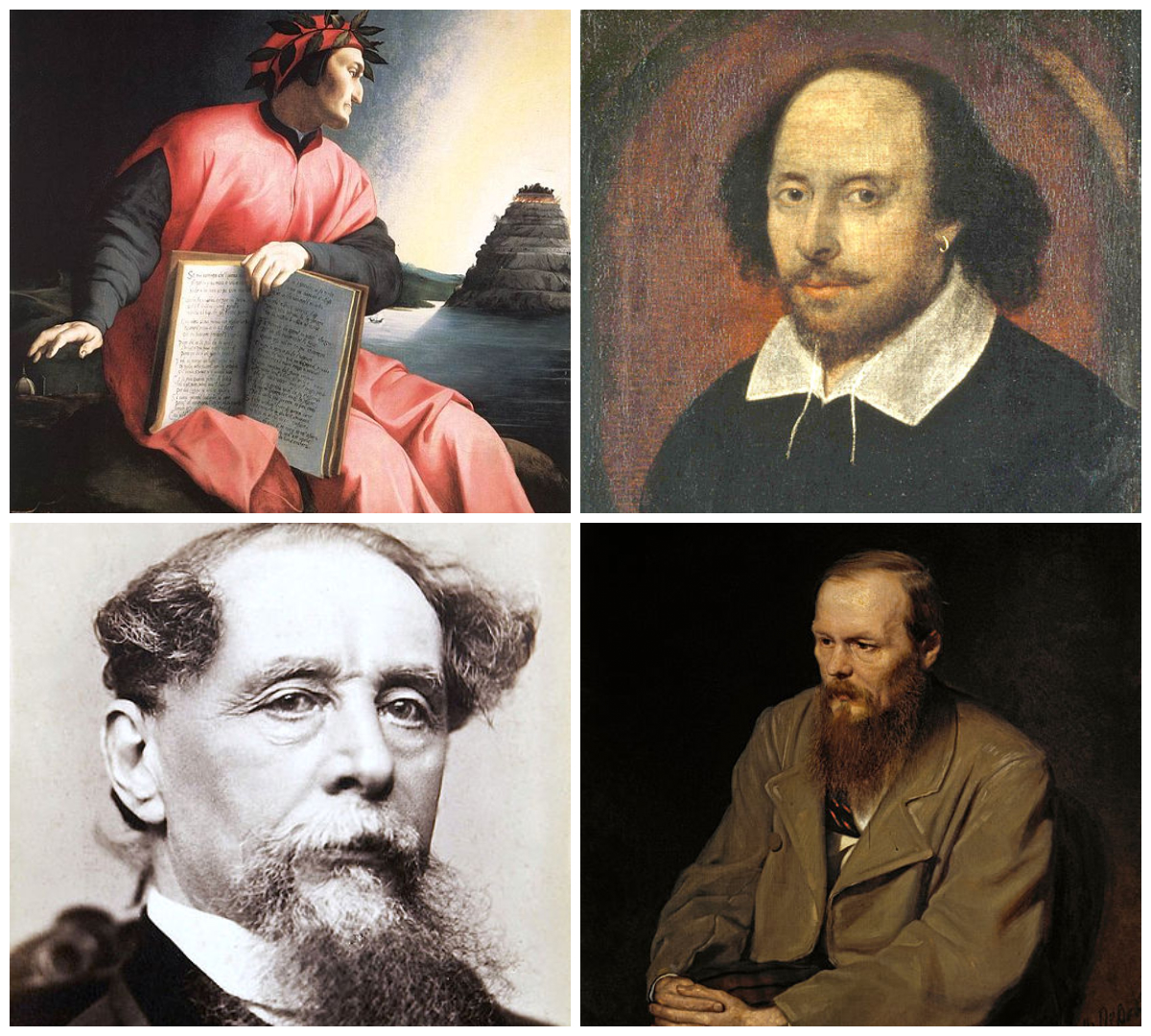
من أعلام الأدباء المسيحيين. مع عقارب الساعة من الأعلى واليسار: دانتي أليغييري وويليام شكسبير وفيودور دوستويفسكي وتشارلز ديكنز.

نشأت قاعدة الأدب المسيحي منذ فجر المسيحيّة مع رسائل بولس وهي إحدى أقدم الوثائق المسيحية الموجودة والنصوص التأسيسية لعلم اللاهوت المسيحي. وتطول قائمة أهم الإنتاجات الأدبيًّة المسيحية خاصة التي كتبت خلال العصور الوسطى.
منها كتاب القديس أوغسطينوس «الاعترافات»، ويعتبر كتاب «الاعترافات» أول سيره ذاتية مكتوبة في الأدب الغربي. وقد أثرت كتابات أوغسطينوس ومنها «المدينة الفاضلة» تأثيرًا عميقًا في الثقافة الغربية. وكتابات اللاهوتي والفيلسوف توما الأكويني، الذي كان أحد الشخصيات المؤثرة في مذهب اللاهوت الطبيعي، وهو أبو المدرسة التوماوية في الفلسفة واللاهوت. وقد ألّف العديد من المؤلفات عن الفلسفة التي تعتبر إحدى الأعمال الأكثر تأثيرًا في الأدب الغربي. ومن الآداب المسيحية الشعبيَّة المعروفة «حكايات ذهبية» أو «الأسطورة الذهبية» وهو من كتابة يعقوب دي فراغسي وفيه يسرد حكايات القديسين وقد أثّر هذا الكتاب في الفن والثقافة والفلكلور الغربي، فضلًا عن أعمال مثل «يوطوبيا» أو «المدينة الفاضلة» من تأليف توماس مور، و«الرياضات الروحية» وهو من أعمال إغناطيوس دي لويولا. كتب أعلام الإصلاح البروتستانتي العديد من المؤلفات التي تركت تأثير على الثقافة المسيحية منها مؤلفات مارتن لوثر أب الإصلاح حيث عزز الإصدار من قياس مفردات اللغة الألمانيّة وطورت بذلك أيضًا مبادئ الترجمة، وجان كالفن مؤلف «تأسيس الديانة المسيحية» عام 1536، وهي من أهم أعماله الأدبية وتتعرض فيه للمعتقدات المسيحية. كان للمرأة المسيحية دور بارز في كتابة الشعر والقصيدة المسيحية، خاصة في المواضيع الصوفية، مثل القديسة الإيطالية كاترينا السيانيّة والإسبانية تريــــزا الأفيلية والفرنسية تريزا الطفل يسوع والألمانية، يهودية الأصل، إديث شتاين.
تطول قائمة الأدباء المسيحيين البارزين ولكن منهم: دانتي أليغييري وميغيل دي ثيربانتس ووليام شكسبير وتشارلز ديكنز وفيودور دوستويفسكي وأنطون تشيخوف والأخوين غريم وهانس كريستيان أندرسن وجوناثان سويفت وجيوفاني بوكاتشيو وآرثر كونان دويل وأغاثا كريستي ولويس كارول وج. ر. ر. تولكين وسي. إس. لويس وليو تولستوي الذي اشتهر من خلال الحرب والسلم.
تضم قائمة منظرّي الفلسفة المسيحية أسماء عديدة أبرزها أوغسطينوس، وتوما الأكويني، وفرانسيس بيكون، وبليز باسكال، وهوغو غروتيوس، وغيورغ فيلهلم فريدريش هيغل، وجان جاك روسو، وجان كالفن، وسورين كيركغور، وكارل بارث، وليو تولستوي، وألبرت شوايتزر وإسحاق نيوتن.
أما أعلام الأدب الحاليون والحائزون على جائزة نوبل فمنهم: ت. س. إليوت في عام 1948 والكاتب والشاعر روديارد كبلينغ في عام 1907 والأديب والروائي ألكسندر سولجنيتسين في عام 1970 والكاتب فرنسوا مورياك في عام 1952 والأديبة سيغريد أوندست في عام 1928 والأديب والفيلسوف رودلف أوكن في عام 1908.

### العلوم

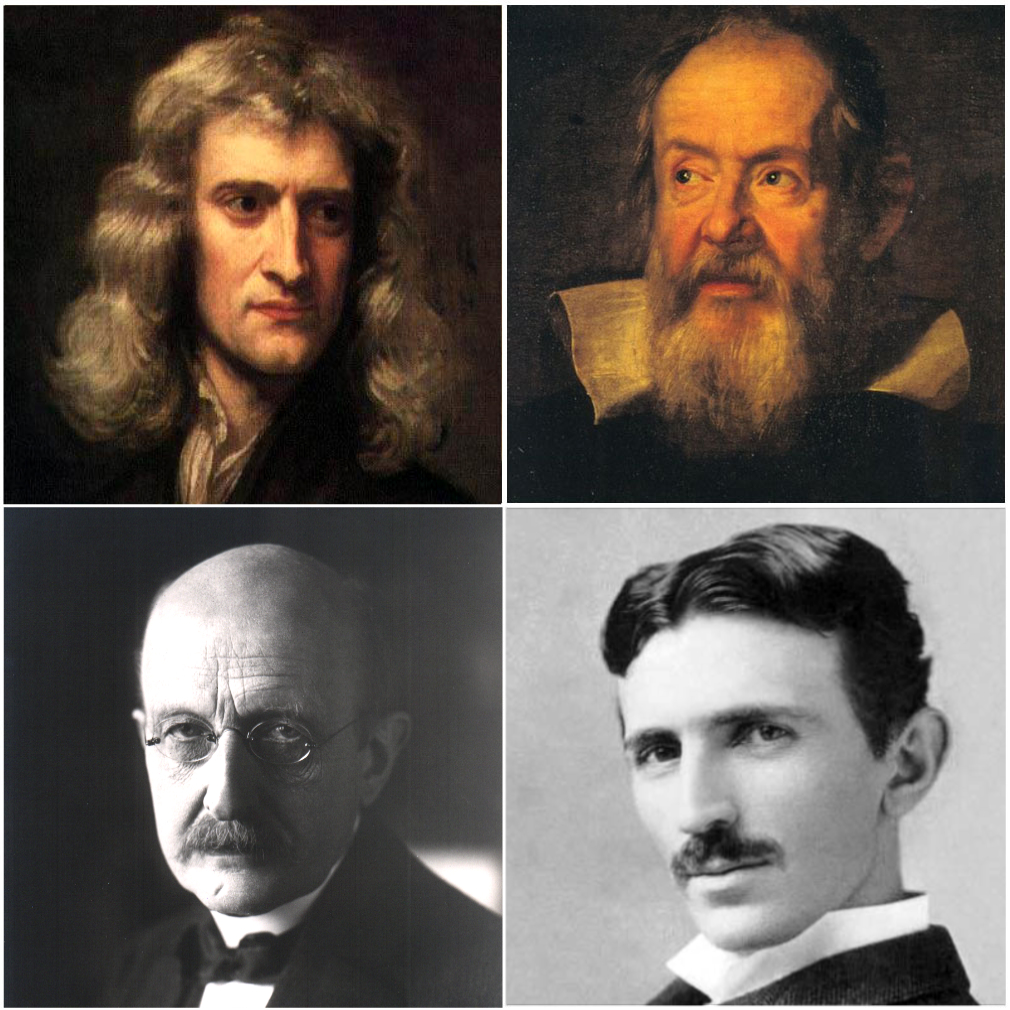
بعض العلماء المسيحيين المشاهير وهم من الأعلى واليسار: إسحاق نيوتن وغاليليو غاليلي ونيكولا تسلا وماكس بلانك.

العديد من المسيحيين عبر التاريخ سجلوا إسهامات كبيرة في تطوير العلوم والرياضيات من العصور الوسطى إلى اليوم. برزوا وعملوا كافة في حقول العلوم من الطب والفيزياء والكيمياء والاختراعات ولهم مساهمات أيضًا في الفكر واللاهوت المسيحي، ويعتبر عدد من العلماء المسيحيين آباء لحقول علمية عديدة، بما في ذلك، ولكن ليس على سبيل الحصر، الفيزياء الحديثة، والصوتيات، وعلم المعادن، والكيمياء الحديثة، وعلم التشريح الحديث، الطبقات، علم الجراثيم، وعلم الوراثة والهندسة التحليلية، وعلم الكون الفيزيائي. اختراعات العلماء المسيحيين تشمل البطارية، سماعة الطبيب، والآلة الحاسبة الميكانيكية، البيديه، وطريقة بريل، والميكانيكية طباعة الحروف المتحركة، وبندول فوكو. تمت تسمية ثلاث وحدات كهربائية مثلًا على اسم عدد من العلماء المسيحيين الكاثوليك مثل وحدة أمبير، فولت، وكولوم.
من الأسماء اللامعة على سبيل المثال لا الحصر في مجال الاختراعات هنري فورد مؤسس شركة فورد للسيّارات، والفرد نوبل، مخترع الديناميت وألكسندر غراهام بيل  مخترع الهاتف، جولييلمو ماركوني مخترع المذياع، أنتوني فان لافينهوك ، توماس أديسون  ويوهان غوتنبرغ  موجد المطبعة وويلبور رايت  مخترعا الطائرة.
في مجال الرياضيات هناك فرانسيس بيكون، أبو المنهج العلمي الحديث وليونهارد أويلر  والد الرياضيات الحديثة ووالد القنبلة النوويّة وبليز باسكال رياضياتي المعروف في الاحتمالات في الرياضيات هو من اخترع الآلة الحاسبة ورينيه ديكارت ، الذي اخترع نظامًا رياضيًا سمي باسمه وهو نظام الإحداثيات الديكارتية، الذي شكل النواة الأولى لـالهندسة التحليلية.
وفي مجال علم الفلك يوهانس كبلر  فلكي ألماني  والعالم الفلكي جاليليو جاليلي.
وفي الكيمياء ظهر أنطوان لافوازييه  والد الكيمياء الحديثة، ديميتري مندلييف وهو حفيد كاهن أرثوذكسي وواضع الجدول الدوري للعناصر الكيميائية وغيرهم.
في الفيزياء برز ماكس بلانك  والد «النظرية الكمّيّة» في الفيزياء وإيرنست راذرفورد  رائد في مجال الفيزياء دون الذرية جون دالتون  عالم في الفيزياء والكيمياء، والنظريّة الذرية؛ له قانون الضغوط الجزئية، مايكل فاراداي  وضع «قانون فاراداي» وإسحاق نيوتن  مكتشف الجاذبية، وقوانين الحركة، والمهندس الميكانيكي والكهربائي نيكولا تسلا وهو ابن وحفيد كاهن أرثوذكسي وأندري ماري أمبير  موجد وحدة الأمبير.
أما في مجال الطب هناك فيلهيلم كونراد رونتجن  مكتشف الأشعّة السينية، وووليم هارفي  مكتشف الدورة الدموية، إدوارد جينر  مكتشف لقاح الجدري ونيكولاس أوغست أوتو  والجرّاح جوزف ليستر موجد التعقيم ولويس باستور الذي عرف بتجاربة التي اثبتت أن الكائنات الدقيقة هي المسؤلة عن الأمراض وعن اللقاحات  وألكسندر فلمنج  مكتشف البنسلين وغيرهم.

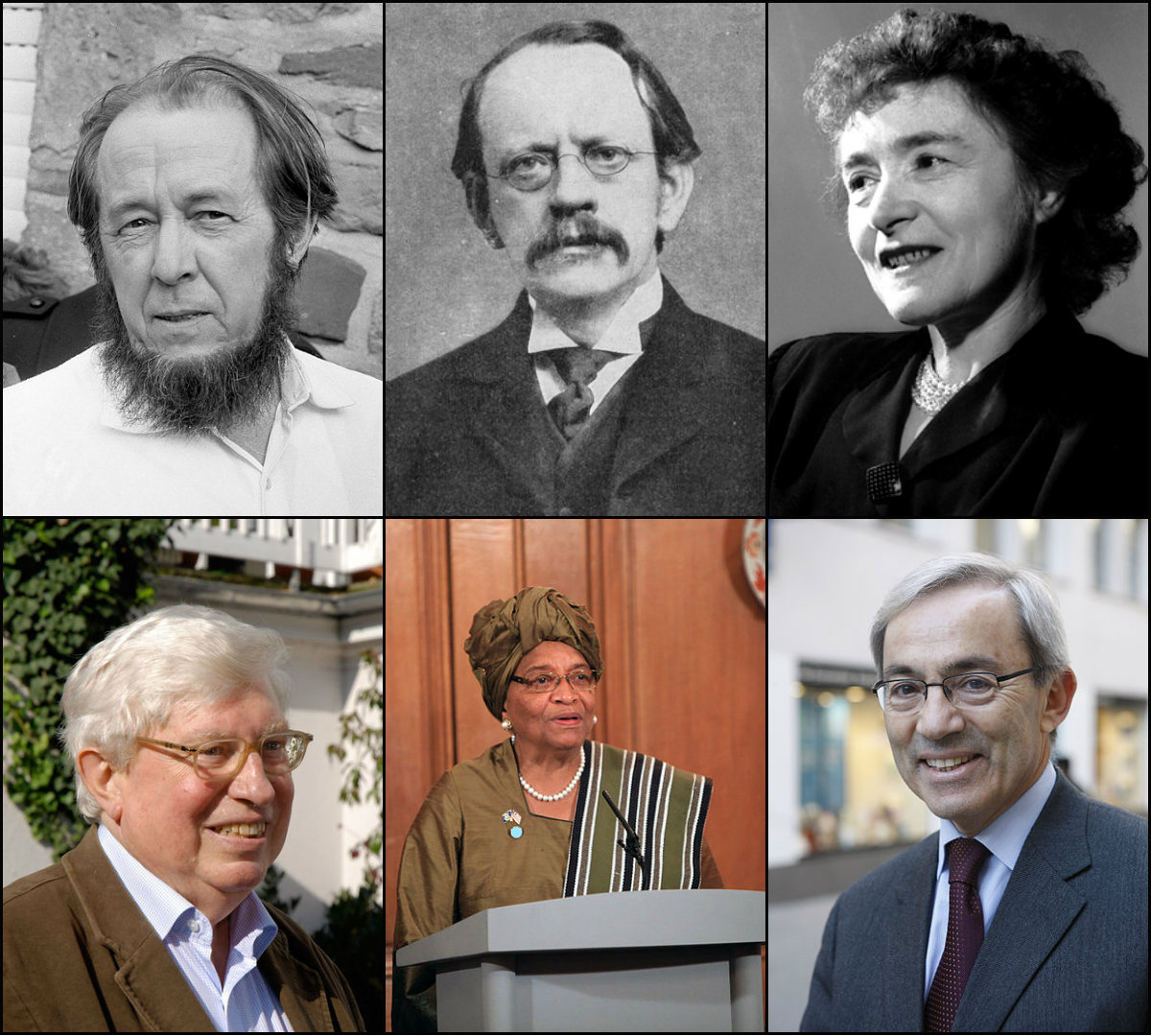
بعض مشاهير المسيحيين الحائزين على جائزة نوبل وهم من الأعلى واليسار: ألكسندر سولجنيتسين (الأدب) وجوزيف جون طومسون (فيزياء) وجرتي كوري (طب) وكريستوفر بيساريدس (الاقتصاد) وإلين جونسون سيرليف (سلام) وغيرهارد إرتل (كيمياء).

في قائمة الثمانين شخصية الأكثر تأثيرًا في العلوم من الحاصلين على جائزة نوبل، ذكرت 65 شخصية مسيحية. وفي قائمة المائة شخصية الأكثر تأثيرًا في العلوم، ذكرت 75 شخصية مسيحية من مختلف المجالات العلمية.
كما وجد الخبير الاقتصادي جون هوللي الذي عمل مع البنك الدولي في كتابه مذنب، يهود ومسيحيون أن 75% من جوائز نوبل بين الأعوام 1901 و1990 كانت من نصيب المسيحيين على الرغم من أن نسبة المسيحيين في العالم هي 33.2%. في حين وجدت دراسة أخرى لشيربي أودلبرغ عام 2000 أنّ 35% من الحائزين على جائزة نوبل هم من البروتستانت أو المسيحيين أو من خلفية مسيحية.
ذكر كتاب ذكرى 100 عام لجائزة نوبل أنَّ حوالي (65.4%) من الحاصلين على جائزة نوبل بين الأعوام 1901- 2000 كانوا من المسيحيين. في حين وجدت دراسة أخرى قامت بها جامعة نبراسكا- لينكون سنة 1998 أنّ 60% من العلماء الحائزين على جائزة نوبل في الفيزياء بين الأعوام 1901-1990 هم من خلفية مسيحية.
وجدت دراسة ذكرت في ذكر كتاب ذكرى 100 عام لجائزة نوبل أن نصيب المسيحيون بين السنوات 1901-2000 كان 78.3% من جوائز نوبل للسلام، وعلى 72.5% من جوائز نوبل في الكيمياء، وكان 65.3% من جوائز نوبل في الفيزياء، 62% من جوائز نوبل في الطب، 53.5% من جوائز نوبل في الإقتصاد و49.5% من جوائز نوبل في الأدب من نصيب المسيحيين.

### الفلكلور ونمط الحياة

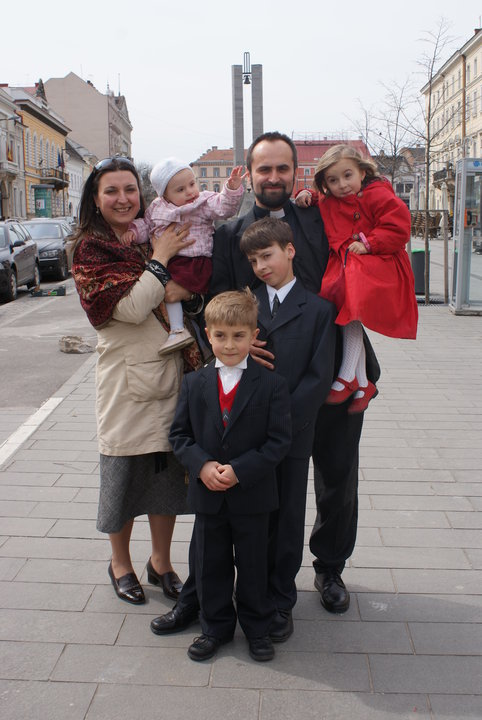
رجل دين كاثوليكي شرقي من رومانيا وزوجته وأطفاله.

على عكس عدد كبير من الديانات الأخرى، فإن المسيحية لا تحوي على شريعة محددة بممنوعات أو محظورات أو تفرض عادات معينة، غير أنها تدعو إلى حياة أخلاقية واجتماعية عادلة وبالتالي تحرم كل ما يعارضها، القتل بما فيه الإجهاض، السرقة، الحسد، الزنى وغيرها ما يشكل عمليًا الوصايا العشر؛ إن شريعة العهد الجديد، كما يرى المسيحيون، تختصر في فعل المحبة، فالمسيحي مدعو لأن تكون جميع أعماله تجاه نفسه والمجتمع ناجمة عن المحبة، وذلك لأن المحبة تتفوق في اللاهوت المسيحي على الإيمان ذاته، وبالتالي فكل فعل صادر عن محبة هو ليس بخطيئة.
يترجم فعل المحبة حسب المسيحية إلى ما يسمى أعمال الرحمة، وتأخذ هذه الأعمال أهمية خصوصًا لدى الكنيسة الكاثوليكية، والأرثوذكسية والميثودية وينظر إلى هذه الأعمال كوسيلة لنيل النعمة والقداسة، تقليديًا تم تقسيم أعمال الرحمة إلى فئتين، في كل منها سبعة عناصر، أعمال الرحمة البدنية والتي تهتم بالاحتياجات المادية للآخرين، وأعمال الرحمة الروحية التي تهتم بالاحتياجات الروحية للآخرين. وبالتالي اتباعًا لوصية المحبة وأعمال الرحمة أنشأت الكنيسة المستشفيات والمدارس والجامعات والجمعيات الخيرية ودور الأيتام والملاجئ لمن هو بلا مأوى.
تعتبر المسيحية دينًا طقسيًا، أي أنه يترافق مع مجموعة من الطقوس تتم غالبًا في الكنيسة التي هي مركز الحياة الدينية، وإلى جانب القدّاس الإلهي تكثر الطقوس المرتبطة بمراحل حياة الإنسان وترتبط هذه في الأسرار السبعة المقدسة، منها كالعماد وهو سر الدخول إلى المسيحية ويلحق به سر التثبيت باستخدام الميرون، الزواج استنادًا إلى ما ورد في الرسالة إلى أفسس 32/5، الجنازة وهناك أيضًا سر مسحة المرضى. تمنع الكنيسة الكاثوليكية زواج الكهنة، مع وجود استثناء في الكنائس الكاثوليكية الشرقية شرط أن يتم قبل نيل السر، وينذر الرهبان نذر العفة أي البتولية إلى جانب الطاعة والفقر. بينما تسمح الكنائس الأرثوذكسية الشرقية والمشرقية في زواج الكهنة وتفرض البتولية على الرهبان وحدهم، وكذلك حال الكنائس البروتستانتية التقليديّة، أما البروتستانتية الغير تقليدية فلا يوجد لديها سر كهنوت من الأساس.
الأسرة هي صميم الثقافة المسيحية كما كانت دائماً على مدى الأجيال. وهي في المفهوم المسيحي كنيسة صغيرة، وقد اهتمت الكنيسة بالزواج حيث تُقام حفلات الزفاف في الكنائس بمباركة رجال الدين واعتبرته أيضًا سرًا من الأسرار السبعة المقدسة وذلك لكونه يشكل أساس العائلة، بحيث يصبح به الزوجان جسدًا واحدًا. كما ويحضّ الكتاب المقدس على صلة الرحم والقرابة والعلاقات الأسرية. فضلًا عن آيات تدعو إلى تدعو إلى طاعة الوالدين والإحسان إليهما. في أغلب الطوائف المسيحية، لا يوجد تعدد زوجات ولا يتم تحبيذ الزواج من غير المسيحية، كذلك من الصعب الحصول على الطلاق نظرًا لكون الزواج عقدًا غير منحل، غير أنه قد ظهرت عدد من الأوضاع الأخرى مثل بطلان الزواج أو فسخ الزواج في الكنيسة الكاثوليكية إضافة إلى تسهيلات في الطلاق لدى الكنائس الأرثوذكسية الشرقية؛ في حين لا يرى البروتستانت الزواج سرًا مقدسًا أصلاً.

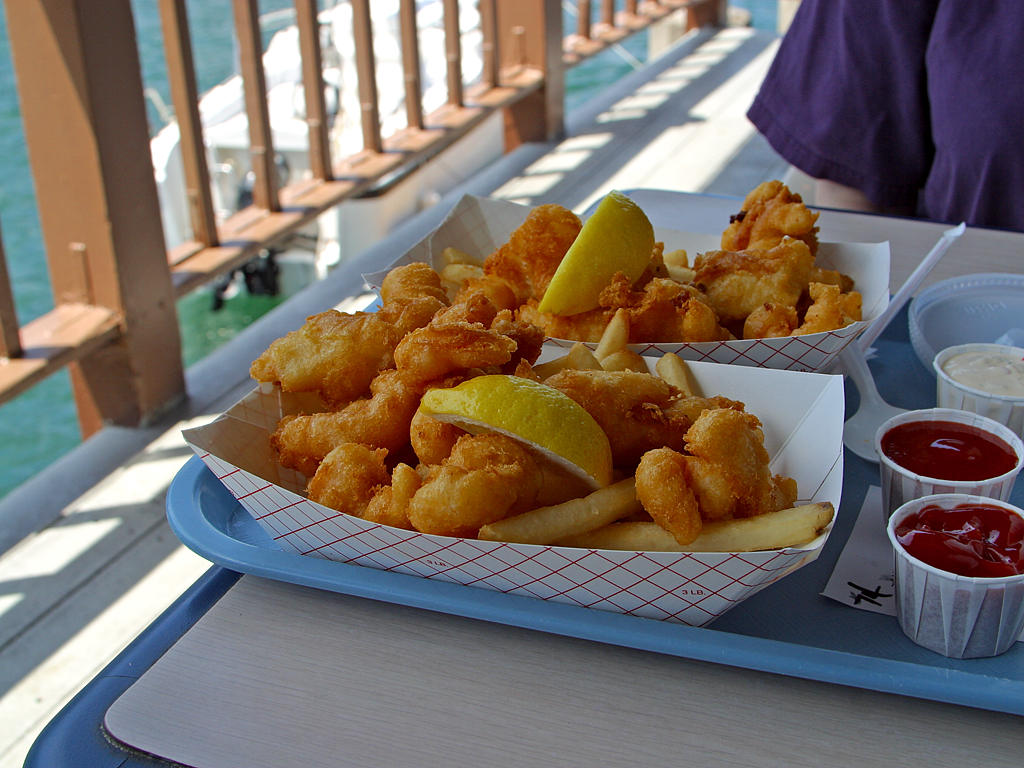
السمك المقليّ؛ وهو من مأكولات يوم الجمعة في العالم المسيحي.

تضم المهرجانات الصقلية الدينية أيضاً منها (مشهد ميلاد المسيح) والذي يجري في وقت عيد الميلاد. الجمع بين الدين والتراث الشعبي موجود في المجتمعات الكاثوليكية والأرثوذكسية حيث تقوم معظم المدن والبلدات والقرى سنويًا بالاحتفال بذكرى القديسين الشفعاء. لعب التقليد الشفوي دوراً كبيراً في الفولكلور المسيحي. تم تناقل قصص القديسيين وأبطال العالم المسيحي كثيرة من جيل إلى جيل.
بشكل عام تعتبر الكنيسة الكاثوليكية الأكثر تطويرًا للعقائد المسيحية من خلال دراسة خلفية النص بدلاً من حرفيته، على عكس بعض الكنائس البروتستانتية التي تنحو نحو التفسير الحرفي للكتاب المقدس بفرض سلسة من الشرائع كالقيود على الطعام وختان الذكور الذي تفرضه أيضًا كنيسة التوحيد الأرثوذكسية الإثيوبية والكنيسة القبطية الأرثوذكسية، بالإضافة إلى أنتشاره الواسع أيضًا بين المسيحيين في الولايات المتحدة الإمريكية والفلبين وأفريقيا والشرق الأوسط تأثرًا بالعادات الاجتماعية والثقافة السائدة.
الديانة المسيحية لا تحرم أي نوع من المأكولات أو المشوربات، بشكل عام لا توجد قيود على المأكولات وذلك باستثناء كل من كنيسة التوحيد الأرثوذكسية الإثيوبية والأدفنتست التي تقوم بفرض سلسة من الشرائع على الطعام وهي تشابه القيود الموجودة في الديانة اليهودية، أمّا لحم الخنزير لا توجد لدى أغلبية الطوائف المسيحية موانع بأكله. في الثقافة الكاثوليكية تنتشر عادة أكل السمك والمأكولات البحرية في يوم الجمعة. لا توجد أطباق مسيحية موحدّة، بل الأطباق تختلف من بلد إلى بلد باختلاف الثقافات. في بعض الثقافات مثل الهند أضحى لدى المسيحيين مطبخ خاص بهم.

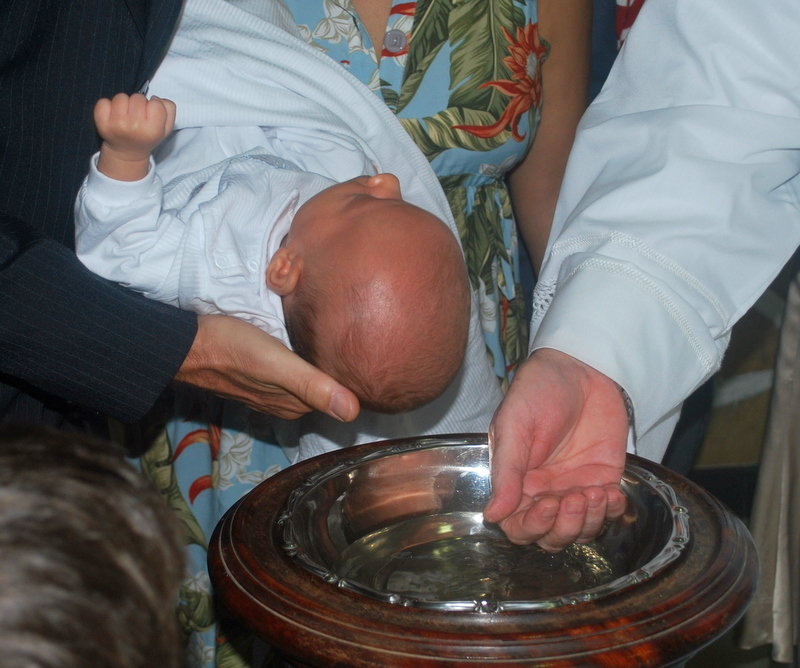
العماد وهو سر دخول المرء في المسيحية.
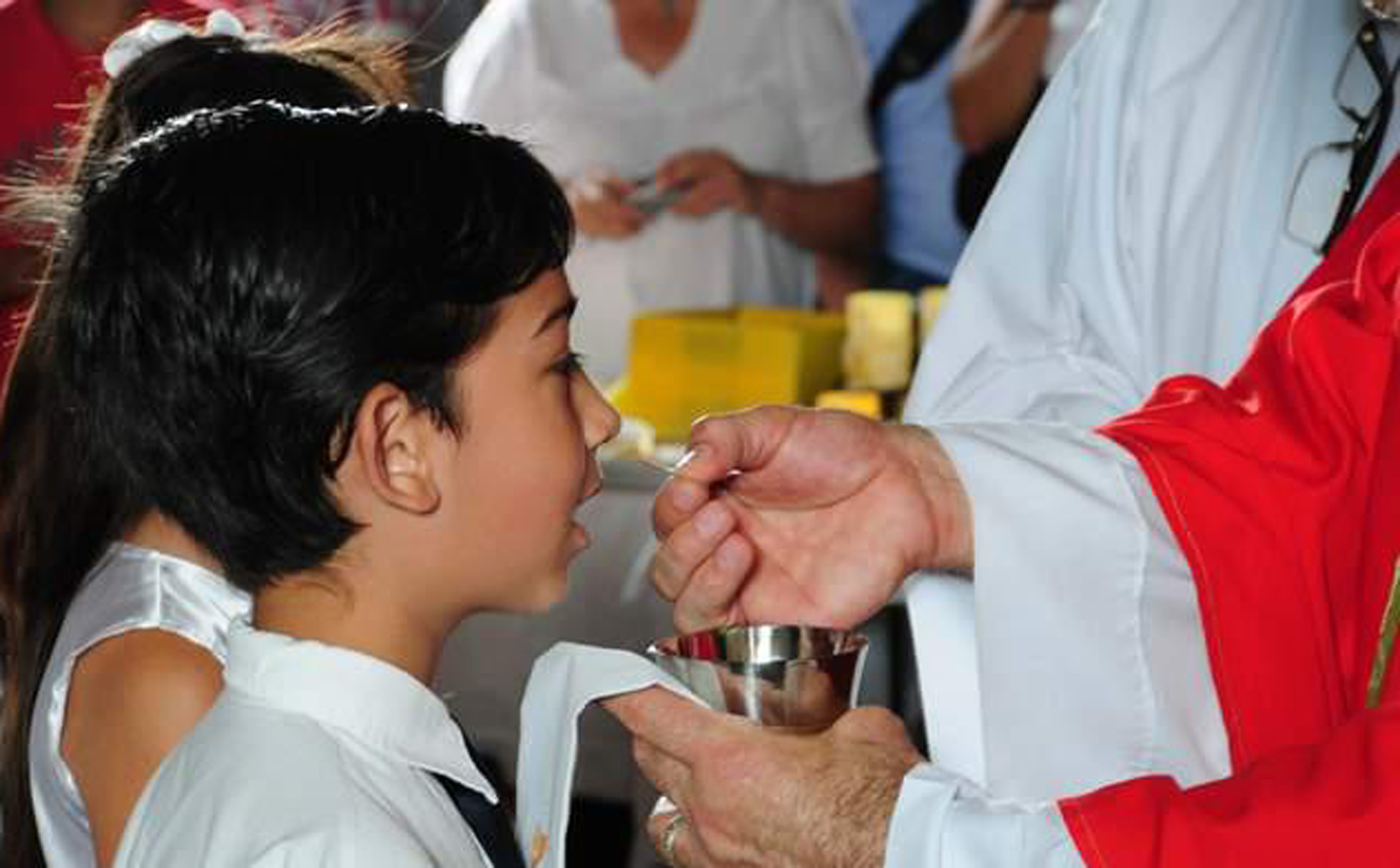
سر الأفخارستيا: ويتم نيل السر عن طريق احتفال ديني أول قربانة.
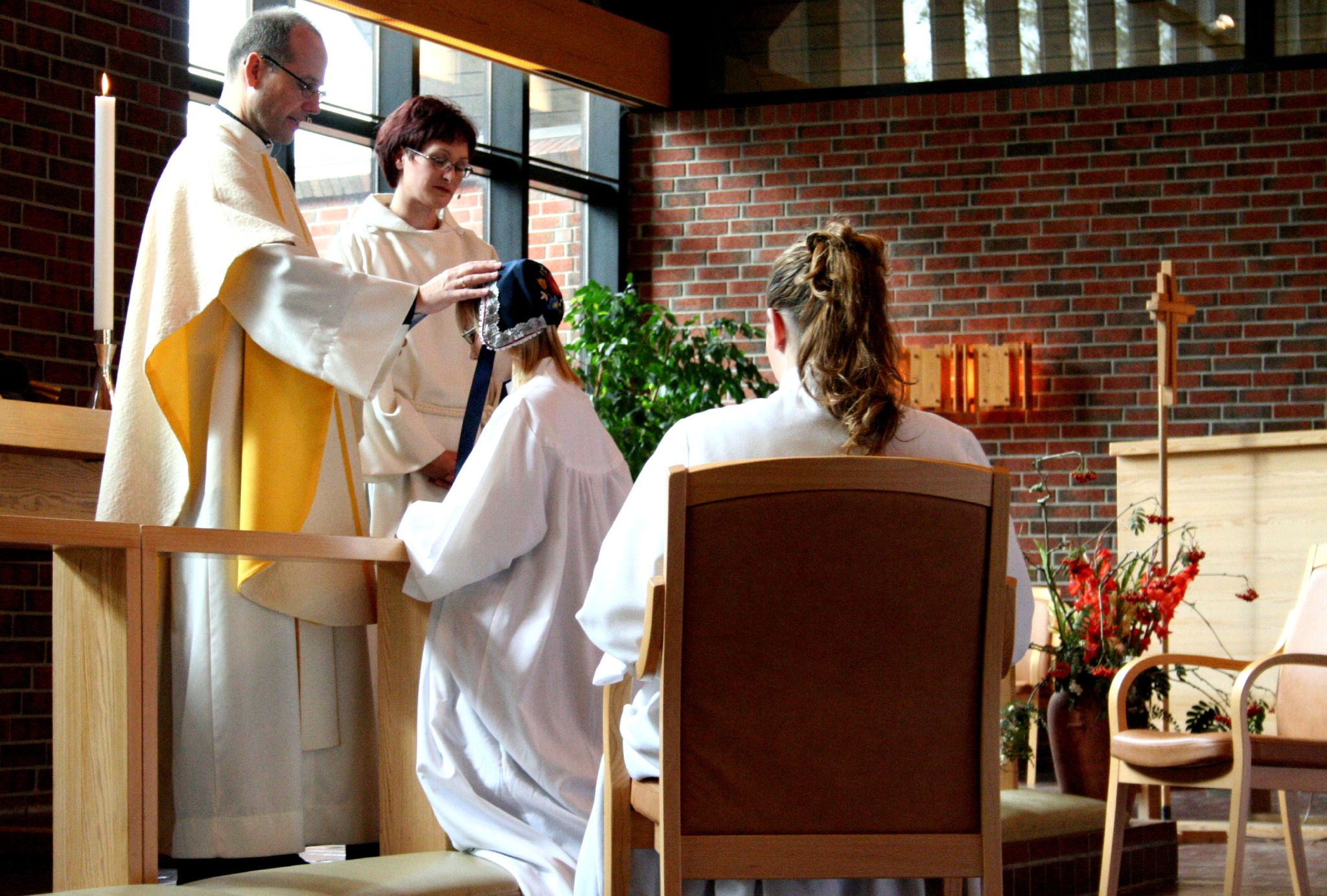
سر الميرون: أسقف بروتستانتي لوثري يقوم بالتثبيت.
سر الزواج: زفاف في الكنيسة الصربية الأرثوذكسية ويتم بمباركة رجل الدين.
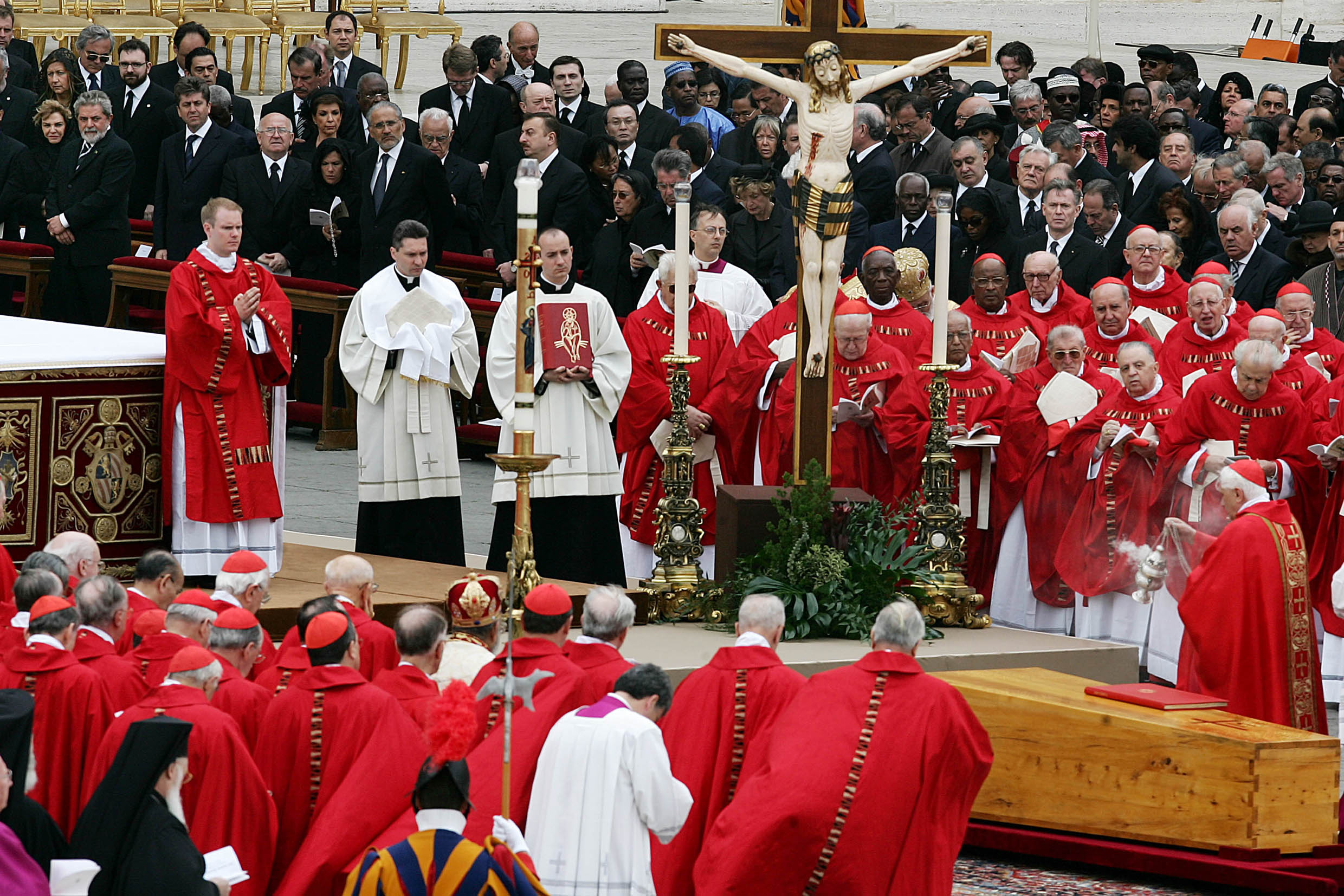
صلاة جناز للبابا يوحنا بولس الثاني.
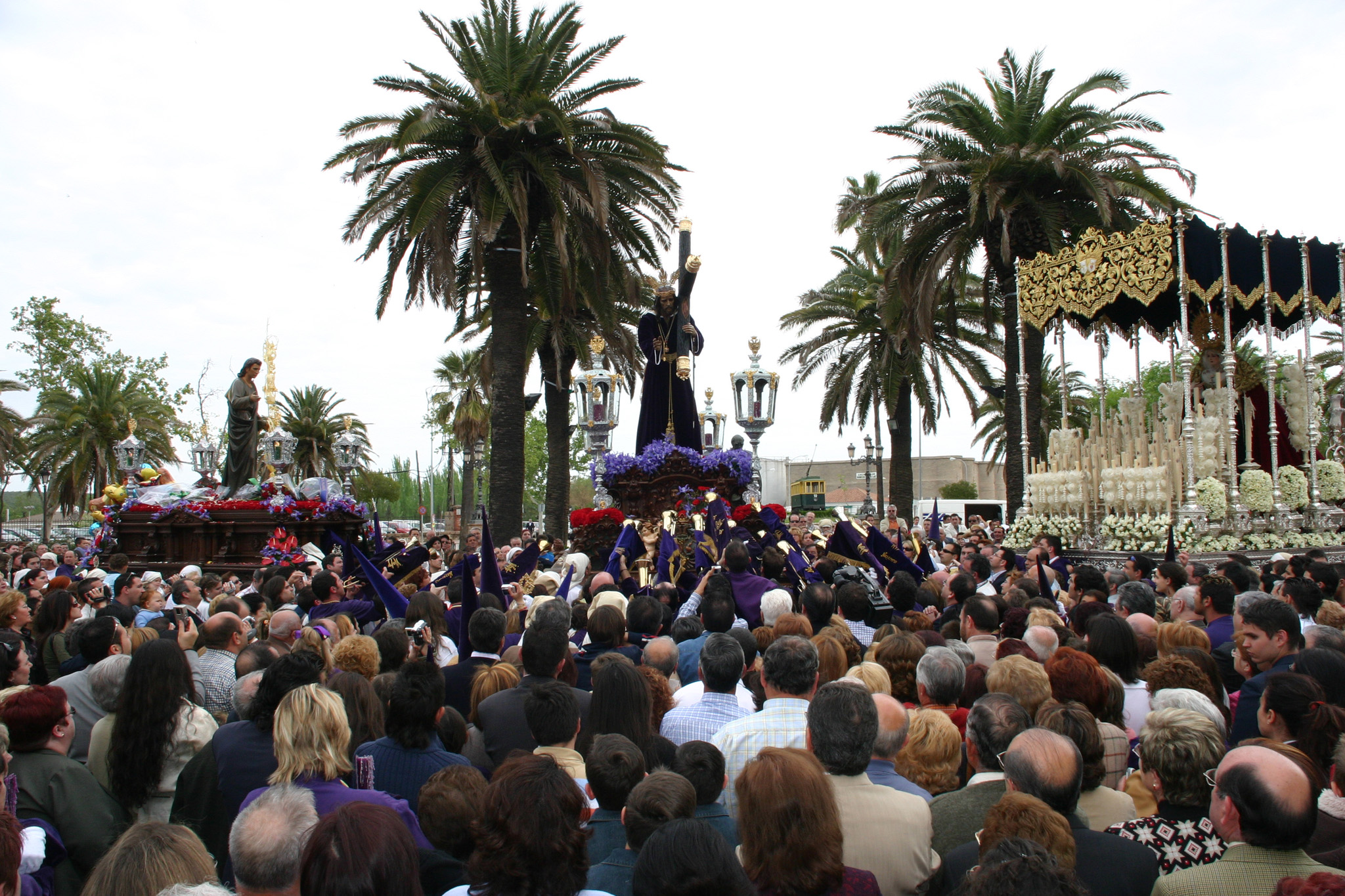
تطواف جمعة الآلام، تعتبر التطوافات جزء من الثقافة المسيحية الشعبية.
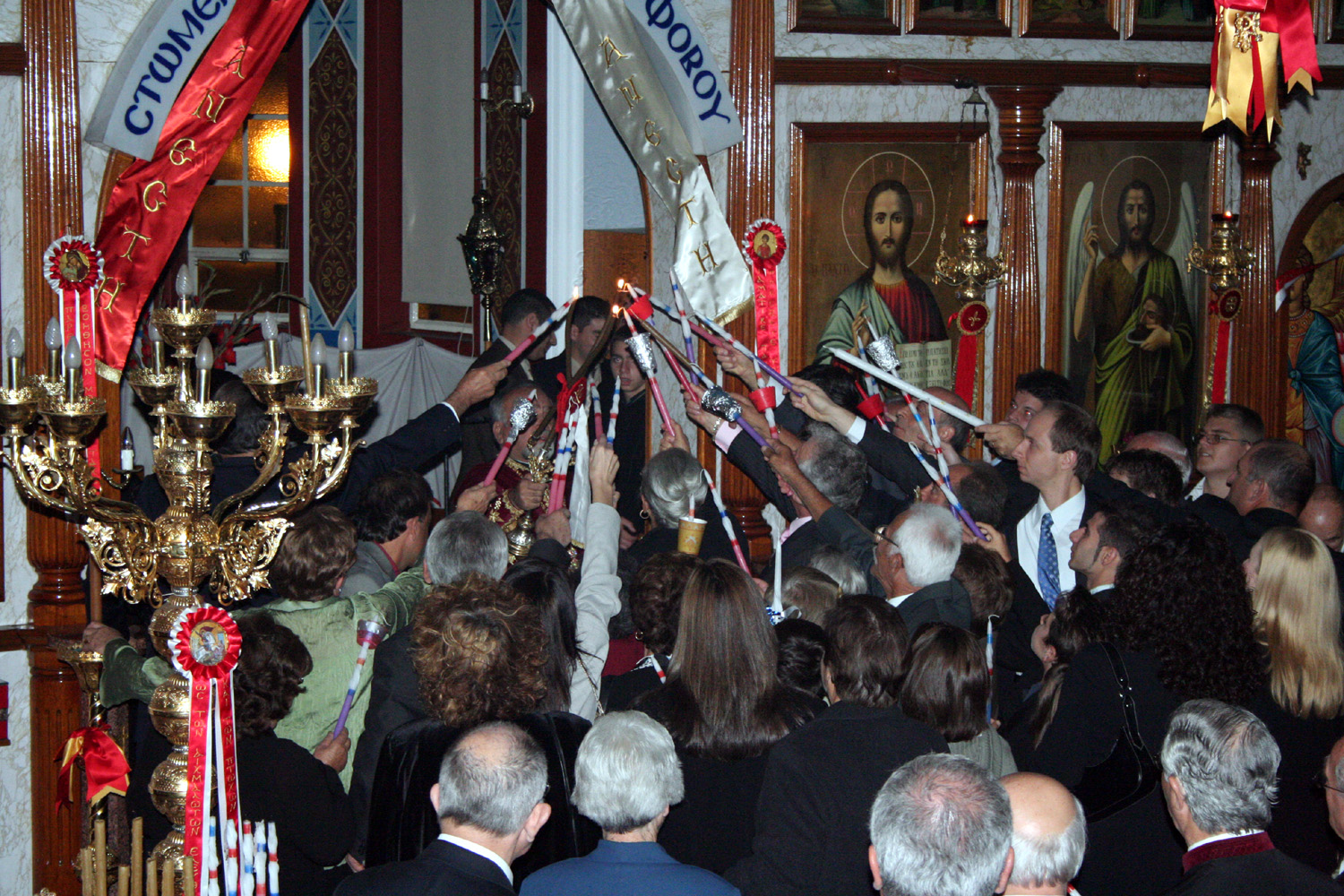
احتفالات عيد القيامة في الكنيسة اليونانية الأرثوذكسية.
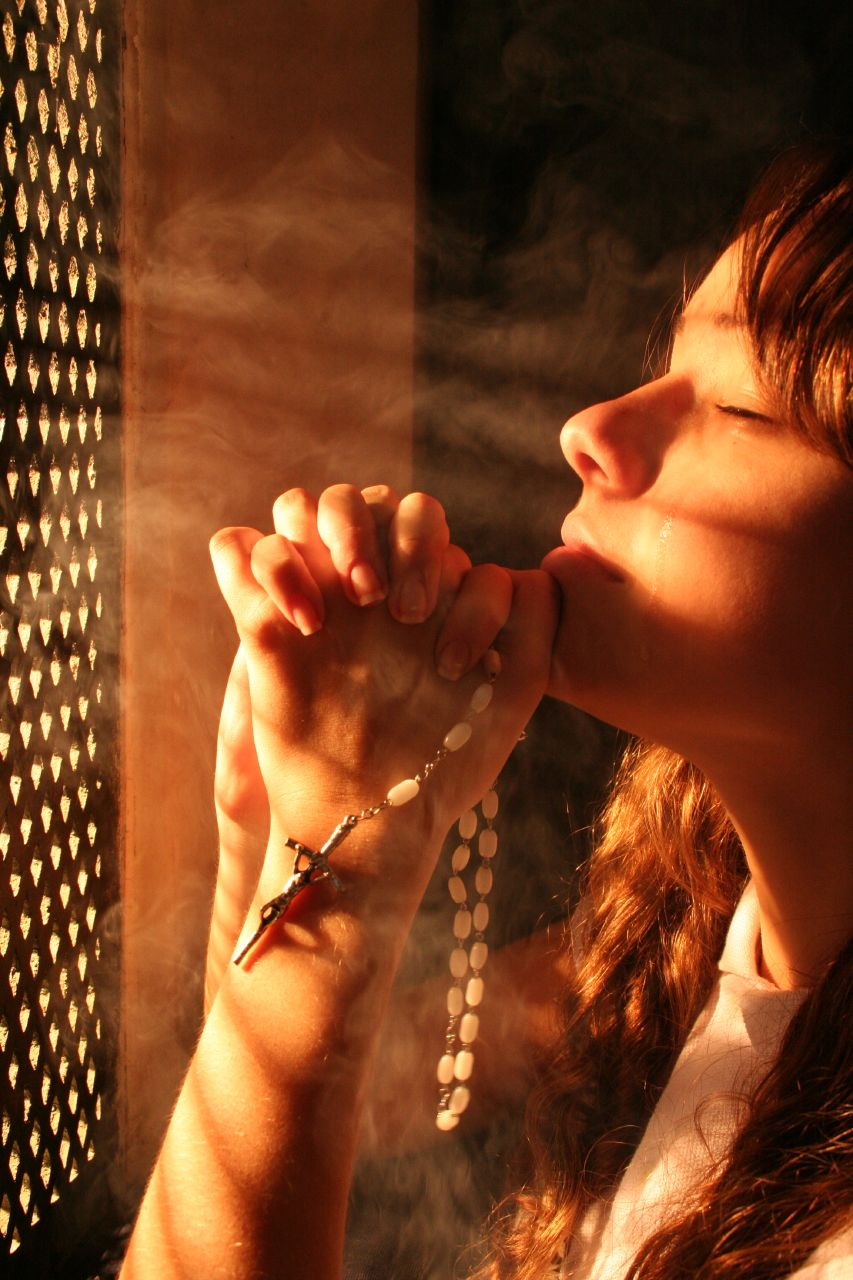
فتاة تصلي صلاة المسبحة الوردية.
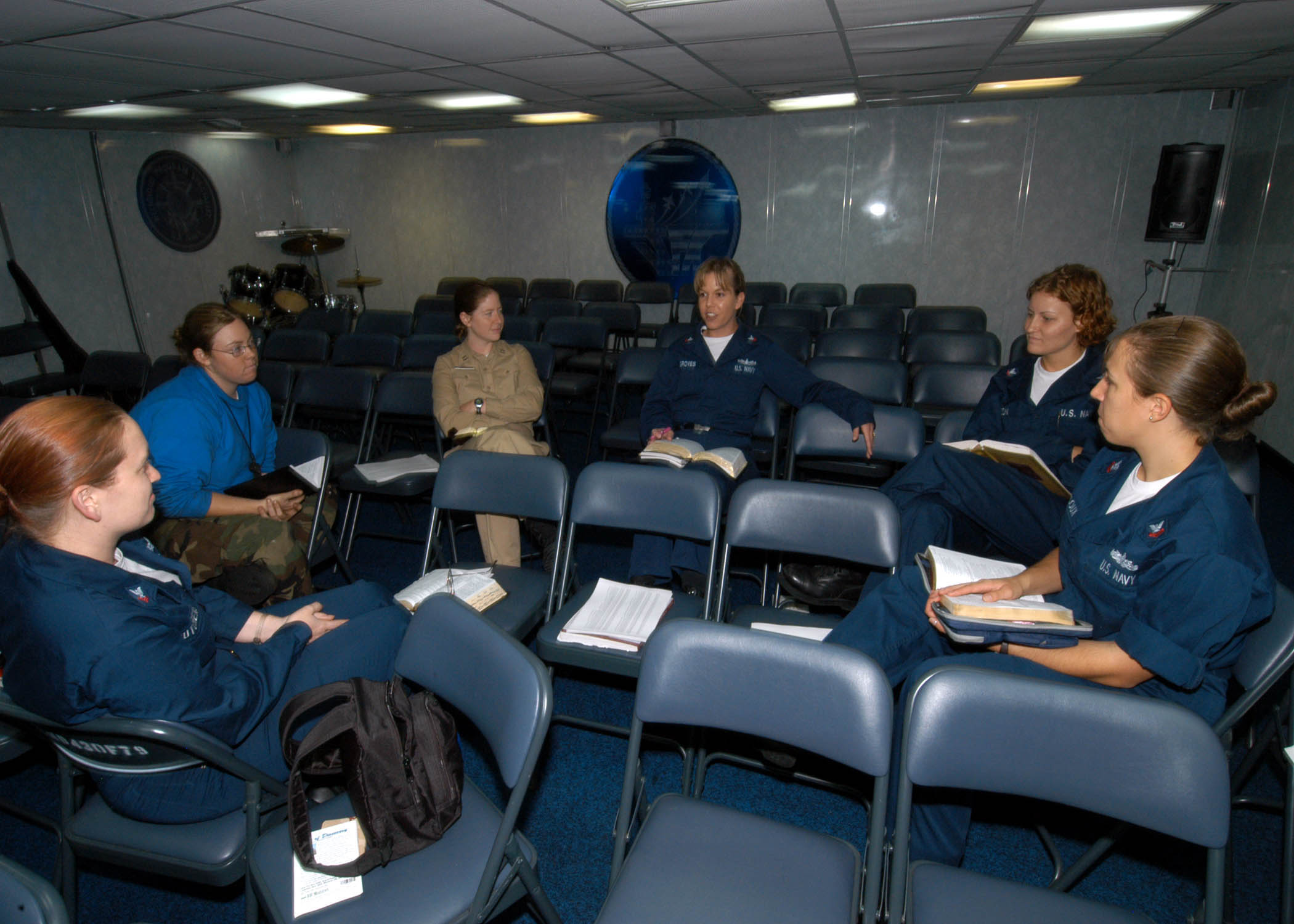
حلقة لمجموعة بروتستانتية إنجيلية تدرس الكتاب المقدس.
عائلة مسيحية تصلّي قبل الطعام في عيد الشكر.

### الأعياد والمناسبات

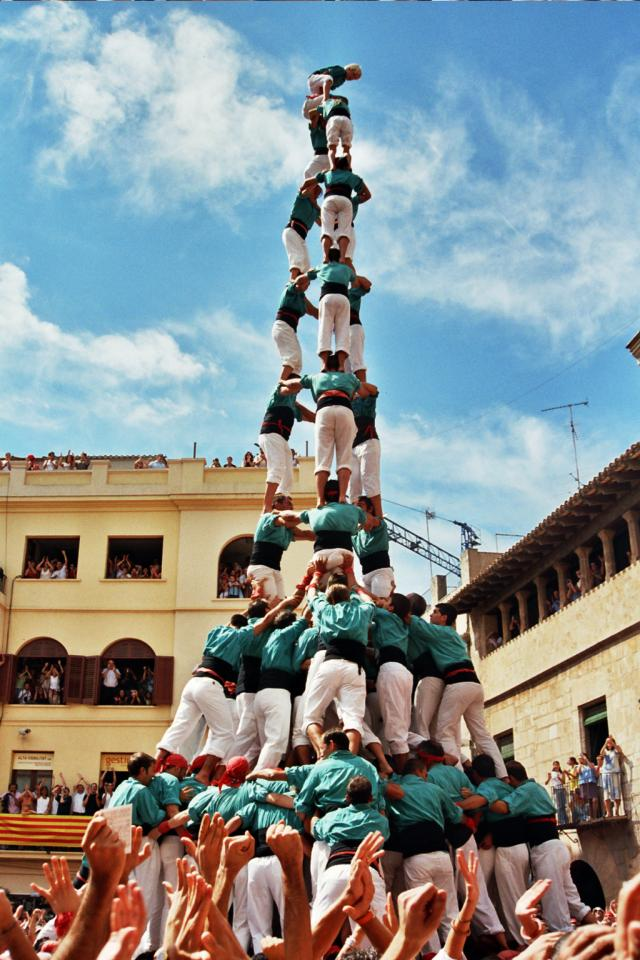
تقليد الكاستيل، الذي يقام في عيد القديس جرجس، في كتالونيا، وهو يعتبر من التراث الثقافي اللامادي للإنسانية.

يمتلك المسيحيين ثقافة غنية في الأعياد والمناسبات والتي تكتسب طابعًا اجتماعيًا مميزًا. اليوم أغلب العطل الرسمية في العالم الغربي هي أعياد وعطل مسيحية أو ذات أصول مسيحية. وبسبب هيمنة المسيحية في أوروبا طوال القرون الوسطى، أصبحت العديد من الأعياد المسيحية جزء من الثقافة العالميّة. مثل عيد جميع القديسين (الهالويين)، والفالنتاين دي وعيد القديس باتريك. وعلى العموم فإن عيد الميلاد وعيد الفصح يعتبران من أهم الأعياد المسيحية في الرزنامة المسيحيّة.
عيد القيامة وهو أهم الأعياد الدينية في المسيحية، يسبقه الصوم الكبير والذي الكرنفالات، الذي يبدأ عادة مع العطلة التي تسبق الصوم الكبير، ومن أشهر كرنفالات العالم المسيحي كرنفال ريو دي جانيرو في البرازيل وبوينس آيرس في الأرجنتين وفينيسيا في إيطاليا وكرنفال نيس في فرنسا وكرنفال كولونيا ونيو أورلينز، وتعتبر الكرنفالات تقليد كاثوليكي، ثم دخلت على الاحتفالات الأرثوذكسية، لكن الكنائس البروتستانتية، وخصوصًا المتشددة منها، كانت ترفض القيام بهذه الإستعراضات، وتعوض عنها الدول المجتمعات البروتستانتية في بريطانيا وإسكندنافيا احتفالات ثلاثاء البان كيك.
أسبوع الآلام وهو آخر أسبوع في زمن الصيام تستذكر محاكمة المسيح وآلامه وصلبه ومن ثم موته، وتتنوع العادات في هذا الزمن مع تنوع الثقافات ففي جمعة الآلام تقام في الدول ذات التقاليد الكاثوليكية مثل إيطاليا والبرتغال وأمريكا اللاتينية تمثيلاً حيًا لدرب الآلام، المواكب تكون مكونة غالبًا من محفات يحمل كل منها العشرات من الرجال، تمثل المحفات حلقات من قصة الصلب والقيامة وتماثيل للعذراء ويتبع المحفات فرق موسيقية يصاحبها أحيانًا صوت أوبرالي ينطلق من إحدي الشرفات المطلة على الطريق. وتعرض برامج تلفازية حول حياة والآلام يسوع في كافة دول العالم المسيحي فضلًا عن ترانيم تتعلق بالمناسبة. في عيد القيامة في الدول ذات الأغلبية الأرثوذكسية يُعتبر بيض الفصح هو البيض المزيّن الذي يتم عمله ضمن تقاليد الاحتفال بعيد الفصح.
عيد الميلاد والذي يُعتبر ثاني أهم الأعياد المسيحية على الإطلاق بعد عيد القيامة ويحتفل فيه بذكرى ميلاد يسوع وتُعتبر عطلة رسمية في غالبية دول العالم. يترافق عيد الميلاد باحتفالات دينية وصلوات خاصة للمناسبة، واحتفالات اجتماعية من إهداء الهدايا ووضع شجرة الميلاد ووجود شخصية بابا نويل والإجتماعات العائليّة حول مائدة الميلاد، وتقليد المجوس الثلاثة في إسبانيا والطفل يسوع في أوروبا الوسطى وقد أضحت هذه التقاليد جزء من الفلكلور والثقافة المسيحية. ويعتبر موسم عيد الميلاد أكثر المواسم التي ينفق عليها البشر مالاً عليها في مختلف أنحاء العالم، يرتبط بعيد الميلاد عيد الغطاس الذي يحل في 6 يناير ومن أبرز مظاهر العيد في الدول الأوروبية ذات الطابع الأرثوذكسي مثل روسيا وبلغاريا أن يُلقى صليب في البحر ويقوم شاب بالغوص لاسترجاعه والغطس في بِرك المياه المتجمدة.
ومن التقاليد المسيحية الأسرية الاحتفال في يوم الاسم  Onomastico وهو تقليد مُنتشر في كثير من البلدان في العالم الكاثوليكي بحيث يٌحتفل في يوم من أيام السنة المرتبطة باللاسم الشخصي للفرد. نشأت العادة مع تقويم القديسين للكنيسة اليونانية الأرثوذكسية والكنيسة الرومانية الكاثوليكية، حيث يحمل المؤمنين، اسم قديس معين، وبطبيعة الحال سيحتفل في يوم عيد هذا القديس. في كثير من البلدان، ما يزال يبقى الاحتفال بيوم الاسم شعبيًا خاصة في المناطق التي تسودها الكاثوليكية والأروثوذكسية وذلك بخلاف المناطق التي تسودها البروتستانتية. في حين يعتبر تقليد سلافا (بالصربية: Слава) الأرثوذكسي لبتجيل قديس معين والذي يعتبر شفيع الأسرة.
وإلى جانب الأعياد الشهيرة هناك العديد من الأعياد والتذكارات المسيحية التي تكتسب طابعًا محليًا مميزًا مرتبطًا ببلد معين أو طائفة محددة كعيد القديسة جان دارك في فرنسا، فرنسيس الأسيزي في إيطاليا، القديس باتريك في أيرلندا، القديس أندراوس في اسكتلندا، القديس جرجس في انكلترا واليونان، والقديس نقولا في النمسا والتشيك؛ ولا تقتصر الأعياد المسيحية على الاحتفالات الدينية إذ ترافق عادة بممارسات ومهرجانات اجتماعية مميزة.

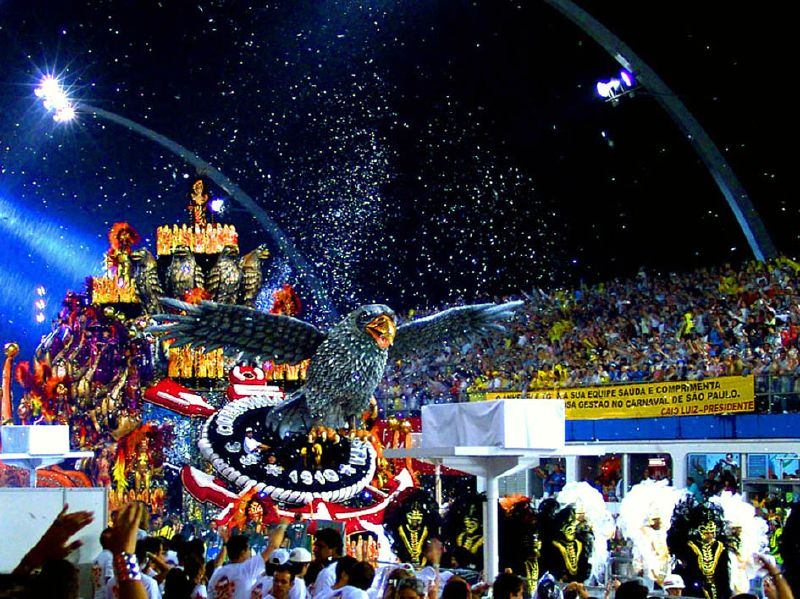
كرنفال ريو دي جانيرو: تتخذ الاحتفالات المسيحية طابعًا اجتماعيًا مميزًا.
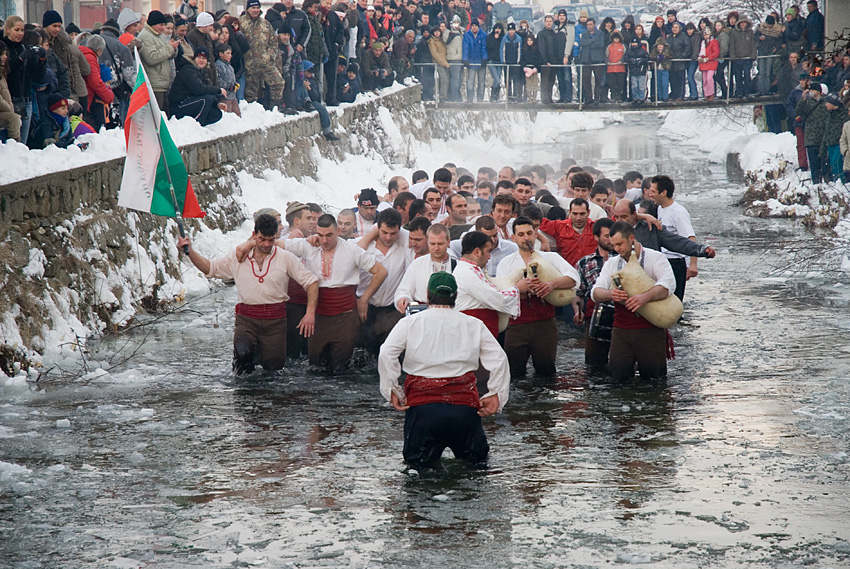
احتفالات عيد الغطاس في بلغاريا.
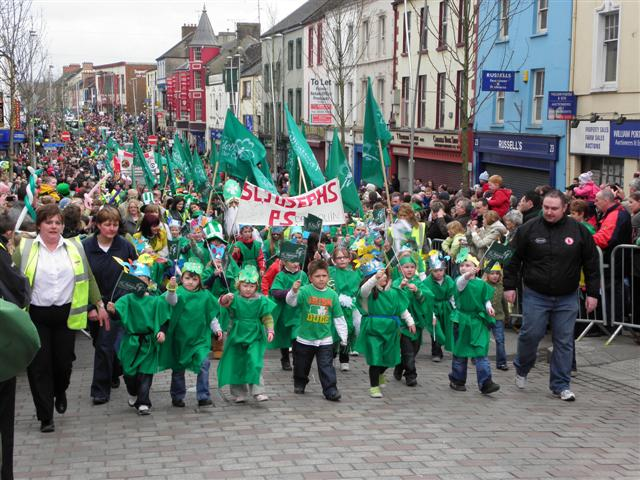
احتفالات يوم القديس باتريك في دبلن.
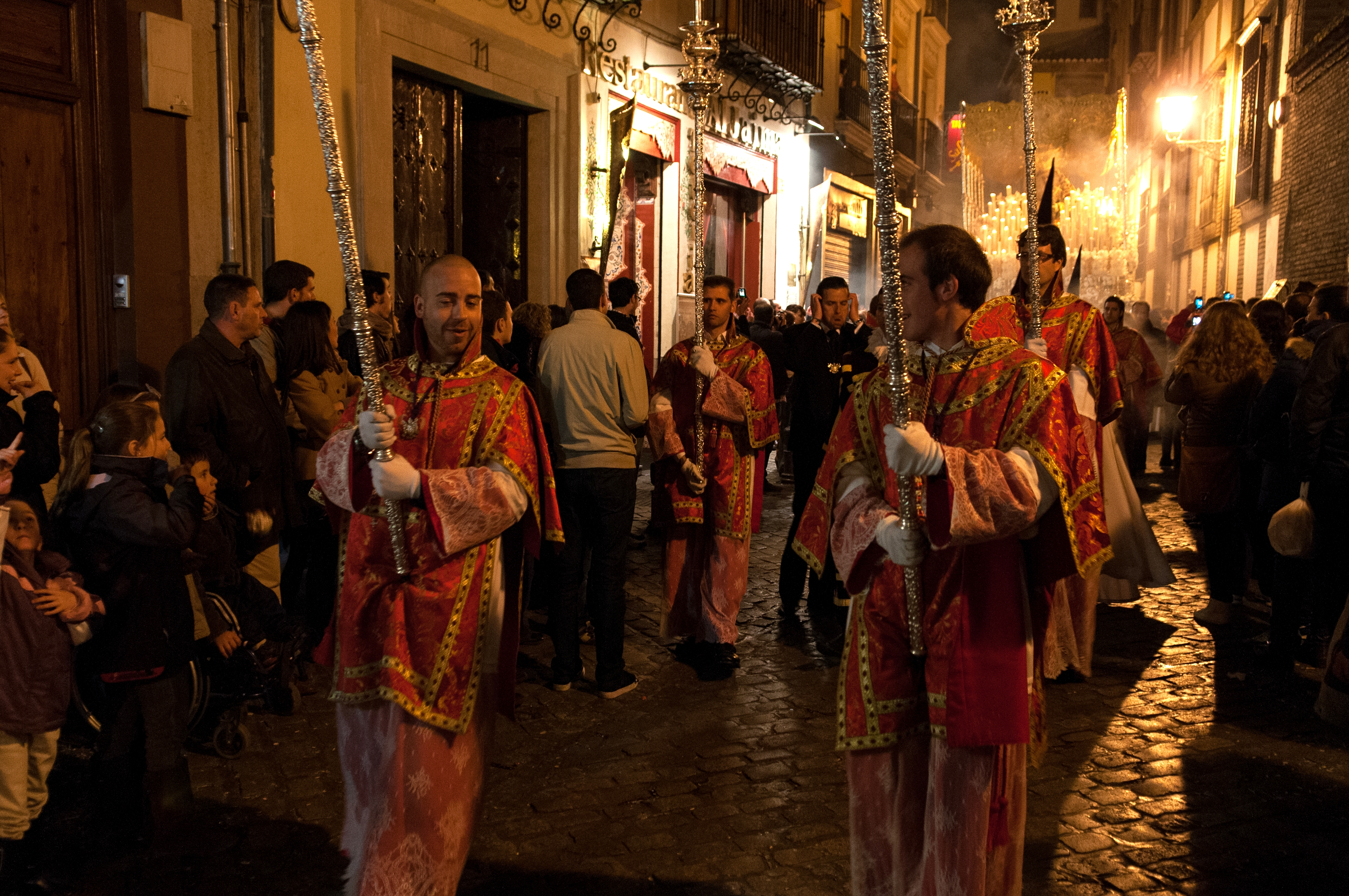
تطوافات جمعة الآلام في غرناطة.

### الرموز الدينية والأعلام

العلم المسيحي، هو علم صمم في أوائل القرن العشرين لتمثيل كل من المسيحية والعالم المسيحي.

المسيحية تضفي هالة من القدسية على عدد كبير من الرموز كالصليب استنادًا إلى ما ورد في الرسالة الأولى إلى كورنثس 18/1 و الرسالة الأولى إلى كورنثس 22/1 إضافة إلى الرسالة إلى غلاطية 1/3، وقد وردت كلمة صليب في العهد الجديد 27 مرة في حين ورد فعل الصلب 46 مرة؛ تعتبر اللبرومة أيضًا من الرموز المسيحية المقدسة وكان الإمبراطور قسطنطين أول من قام بادخالها تحت شعار ”بهذه العلامة تنتصر“، هناك أيضًا السمكة المسيحية التي استخدمتها الأجيال الأولى للدلالة بشكل سري على اسم يسوع خوفًا من الاضطهادات، يعتبر رمز الألف والياء من الرموز المسيحية المقدسة في الإشارة إلى يسوع استنادًا إلى ما ورد في رؤيا يوحنا 8/2. يقدس المسيحيون الأيقونات كرموز مسيحية، ويقدّس الكاثوليك المسبحة الوردية كأحد الرموز الواسعة الانتشار.
يمثّل العلم المسيحي هو علم صمم في أوائل القرن العشرين من المسيحية والعالم المسيحي، وكان أكثر شعبية بين الكنائس المسيحية في أمريكا الشمالية وأفريقيا وأمريكا اللاتينية. العلم ذو خلفية بيضاء، مع صليب لاتيني أحمر اللون داخل كانتون أزرق.

### وضع المرأة

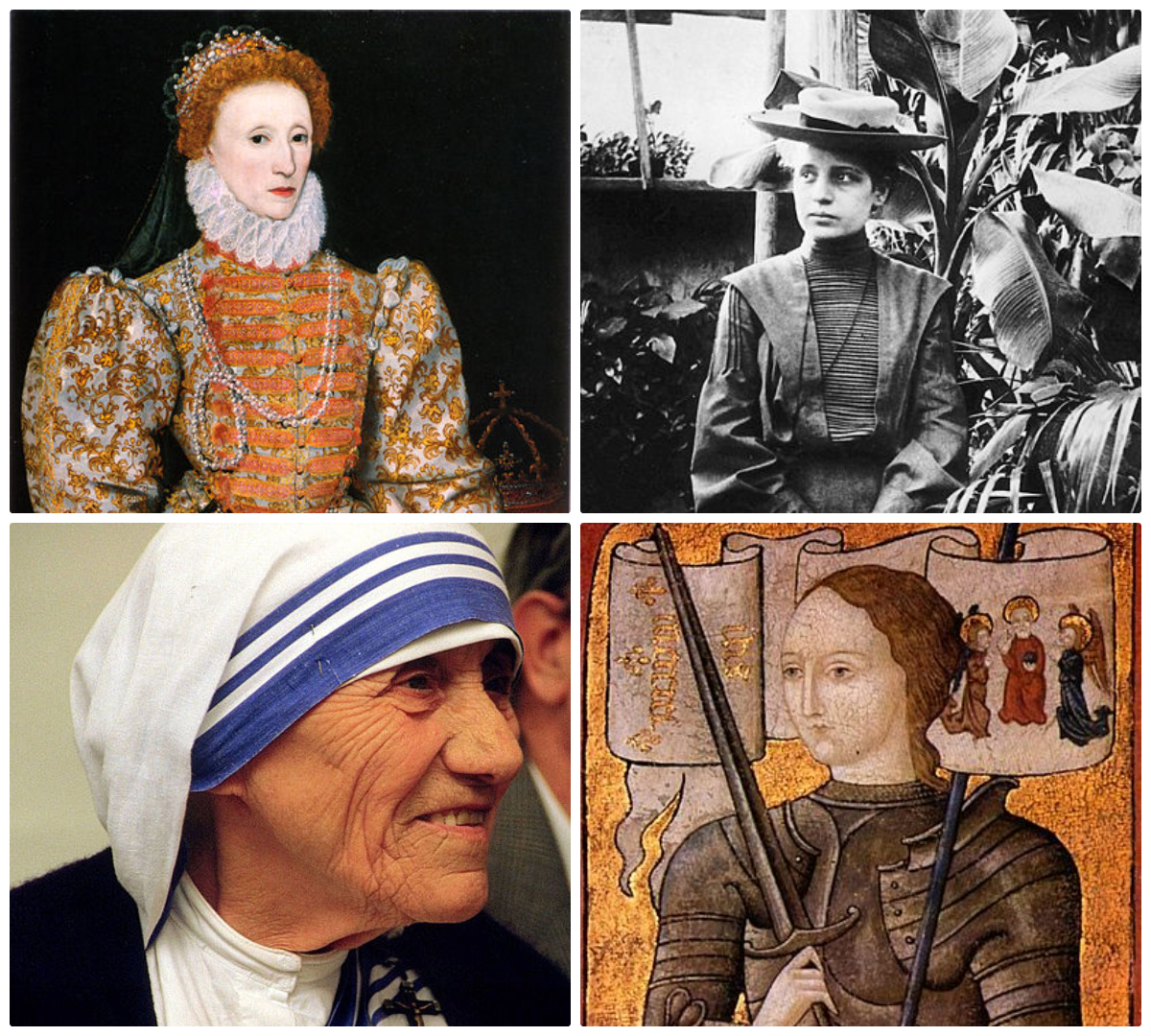
من أعلام النساء المسيحيات. مع عقارب الساعة من الأعلى واليسار: إليزابيث الأولى ملكة إنكلترا وليز مايتنر وجان دارك والأم تريزا.

أثرت الكنيسة على النظرة الاجتماعية للمرأة في جميع أنحاء العالم بطرق هامة، حسب بعض المؤرخين أمثال جيوفيري بلايني. أما في تاريخ المسيحية، فبدوره لعبت النساء أدوارًا متعددة إن كان في السلك الرهباني أو العلماني، كاللاهوتيات، والراهبات، والملكات، والصوفيات والشهداء، والممرضات، والمعلمات وحتى مؤسسات مذاهب. علمًا أنه وكما يتضح من إنجيل لوقا، فإن ليسوع نفسه أتباعًا من النساء.
في اللاهوت المسيحي يتساوى الرجل والمرأة في الحقوق والواجبات، استنادًا إلى تعاليم يسوع في المساواة بين الجنسين، تعارض المسيحية عددًا من العادات الاجتماعية التي هي في نظرها مذمومة ومنها وأد البنات، والطلاق، وسفاح المحارم، وتعدد الزوجات والخيانات الزوجية وتقوم بمساواة الخطيئة بين الرجل والمرأة. وتتجلى مظاهر المساواة حسب الكنيسة في القوانين الكنيسة وتشريعاتها مع وجود الاختلافات بين الأحوال الشخصية لمختلف الكنائس، إلا أنها تشترك في عدد من التشريعات مثل قضية الارث حيث يتساوى الرجل والمرأة في حصته من الإرث، وكذلك في حالتي الطلاق بما فيه فسخ الزواج أو الهجر، حيث يشترك الأب والأم في النفقات وتقاسم الثروات المدخرة بشكل متساوي إلا في بعض الحالات الخاصة، كما تعطى الحضانة للمرأة، في سنين الطفولة الأولى.
غير أن الأمر لا يخلو من الانتقادات، إذ إن الكنيسة الكاثوليكية والأرثوذكسية ترفض منح سر الكهنوت للمرأة، ما وجده البعض انتقاصًا من حقوق المرأة ومساواتها؛ عمومًا ذلك لا يمنع التأثير الكبير لها في المؤسسات المسيحية وخاصة في الرهبنات وما يتبع لها من مؤسسات، كما كانت هناك العديد من القديسيات في هذه الكنائس.
الفجوى بين متوسط الدراسة بين الرجال المسيحيين (9.5 سنة) وبين النساء المسيحيات (9.1 سنة) قليلة (0.4) بالمقارنة مع الجماعات الدينية الأخرى. في العديد من الدول تعتبر النساء المسيحيات أكثر تعلمًا من الرجال خصوصًا في أوروبا وأمريكا الشمالية، على سبيل المثال في عام 2010 حصلت حوالي %43 من الشابات المسيحيات في أوروبا على الشهادات الجامعيَّة بالمقارنة مع 30% من الشباب المسيحيين، وحصلت حوالي 44% من الشابات المسيحيات في أمريكا الشمالية على الشهادات الجامعيَّة بالمقارنة مع 34% من الشباب المسيحيين. يعود ارتفاع نسب المتعلمين بين النساء المسيحيات لعدة أسباب حيث تشير الدارسة أن واحدة من الأسباب هي تشجيع المصلحين البروتستانت أمثال مارتن لوثر وقادة حركة التقوية المسيحيَّة على تعليم وتثقيف المرأة مما أدى إلى محو الأمية بين النساء في المجتمعات البروتستانتية في وقت مبكر. وفي بحث قامت به جامعة ميونخ لبيانات بالنسبة للتعليم في البلدان الأوروبية يعود لعام 1970، وجد أنَّ البلدان ذات النسبة العالية من البروتستانت فيها تكافؤ ملحوظ بين الرجال والنساء في سنوات التعليم.
لعلّ القديسة هيلانة والدة الإمبراطور قسطنطين والقديسة مونيكا والدة القديس أوغسطينوس، من أكثر النساء تأثيرًا في التاريخ الكنسي، أما في العصور الوسطى تزايدت الأعلام النسويّة البارزة وأدوارها القيادية في الأديرة مثل القديسة كلارا الأسيزي، وحتى سياسيات وعسكريات أمثال القديسة جان دارك «شفيعة فرنسا»، وإليزابيث الأولى ملكة إنكلترا التي ركّزت المذهب البروتستانتي في البلاد والإمبراطورة البيزنطية تيودورا والتي بدورها دعمت الأرثوذكسية اللاخليقدونية في الإمبراطورية البيزنطية، أما من مؤسسات المذاهب سطعت إيلين وايت مؤسسة الأدفنتست وماري بيكر إيدي مؤسسة العلم المسيحي. في القرن العشرين، أطلقت الكنيسة الكاثوليكية لقب معلم الكنيسة الجامعة على ثلاثة نساء هنّ القديسة الإسبانية تريزا الإفيلية، والقديسة كاترين السينائيّة والراهبة الفرنسية القديسة تيريز الطفل يسوع. يُذكر أيضًا الأم تريزا التي نافحت عن العدالة الاجتماعية ورعت مساعدة الفقرات وحازت على جائزة نوبل للسلام.

### الرعاية الصحيَّة والاجتماعية

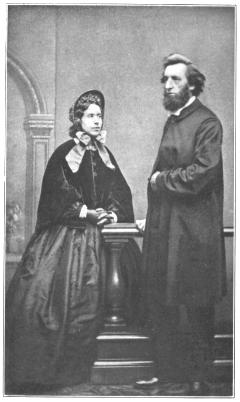
الزوجين وليام وكاثرين بوث مؤسسي جيش الخلاص.

أسست المنظمات الكنيسة المستشفيات والمنازل لذوي الاحتياجات الخاصة أو كبار السن، والمؤسسات التعليمية، والمنظمات التي تقدم المساعدات إلى البلدان النامية، وغيرها من وكالات الرعاية الاجتماعية. في القرن التاسع عشر، ظهر في العالم البروتستانتي حركات نشطة والتي نادت إلى الإصلاح الاجتماعي مثل إلغاء الرق، الإصلاحات في السجن، وحق المرأة في الاقتراع. كما جوابا على «المسألة الاجتماعية» في القرن التاسع عشر، وألمانيا تحت حكم المستشار البروتستانتي أوتو فون بسمارك تم إقامة برامج التأمين التي قادت الطريق إلى دولة الرفاه (التأمين الصحي والتأمين ضد الحوادث، والتأمين على العجز، ومعاشات الشيخوخة). وتأثر بسمارك وسياسته من حركة «المسيحية العملية». هذه البرامج، تم تبنيها من قبل العديد من الدول الأخرى، ولا سيّما في العالم الغربي.
خلال الثورة الصناعية ظهرت عدد من العديد من المشاكل الاجتماعية، أدى ذلك إلى ظهور حركات دينية داخل الكنيسة الكاثوليكية والبروتستانتية، والتي حاولت ايجاد حلول لهذه المشاكل. منها مثل «جيش الخلاص» و«جمعية الشبان المسيحيين» والتي تدير مؤسسات متعددة تشمل مستشفيات ومراكز تأهيل لمدمني الكحول والمخدرات، ومعسكرات وأندية للصبية والفتيات، وأماكن إقامة للمسنين وأندية ومراكز للعناية اليومية، كما تقدم برامج تعليمية للأمهات غير المتزوجات، ودعمًا للمسجونين وعائلاتهم. وقد تبنت أيضًا هذه الحركات عقيدة النظافة من الإيمان، ومنها حركات الإنجيل الاجتماعي التي ظهرت داخل الكنائس البروتستانتية، ولعلّ أبرزها «جيش الخلاص» الذي شكَّله الزوجين وليم وكاثرين بوث، وقد كان لهم دور في نشر والتوعية عن النظافة الشخصية ونقلًا عن كتاب الصحة والطب في التعاليم الانجيلية، كان أحد شعاراتهم الأبكر: «الصابون، الحساء، والخلاص». فضلًا عن تشديدهم على الاستحمام خاصة عشية يوم السبت ويوم الأحد تحضيرًا للقداس وتقديمهم وإنتاج منتجات خاصة بالنظافة الشخصيّة. ومن الشخصيات التي برزت في هذه الفترة أيضًا فلورنس نايتينجيل وهي قديسة في الكنيسة الأنجليكانية، فقد اهتمت فلورنس بالنظافة وقواعد التطهير، وبتمريض الصحة العامة في المجتمع وتعتبر أول من وضع قواعد للتمريض الحديث وأسس لتعليم التمريض ووضعت مستويات للخدمات التمريضية والخدمات الإدارية في المستشفيات. كما وأسست الأم تريزا رهبانية لمساعدة المشردين فضلًا عن المستشفيات ودور الأيتام والمسنين والمشردين ودرّست أديرتها التمريض. وبسبب الدور المؤثر للراهبات على هذه المهن فقد نظر اليها في الغرب على انها مهن نسائية.

### التعليم

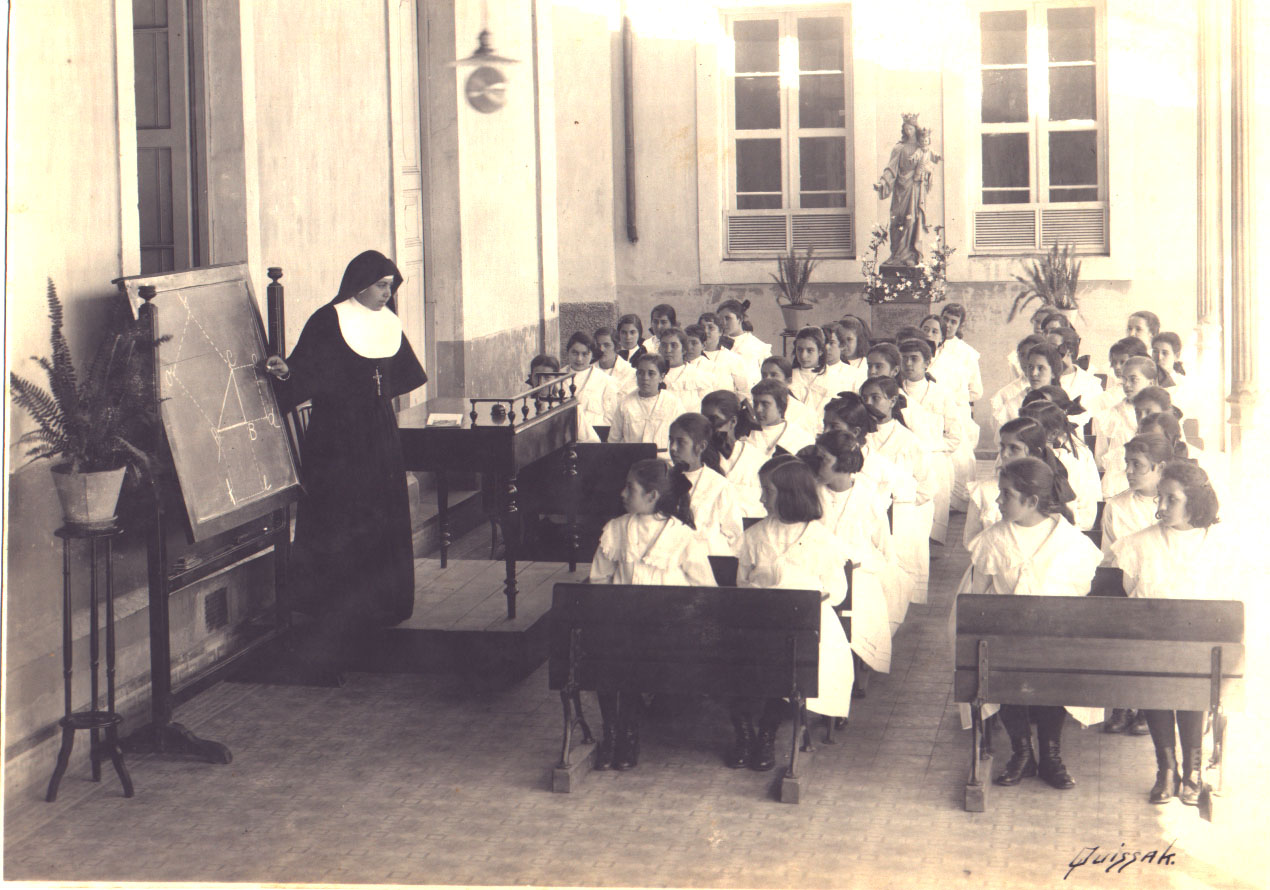
صورة لراهبة تُدَّرس الرياضيات للفتيات في البرازيل عام 1917: شجعت الكنائس المسيحية على تعليم المرأة.

لعبت الكنائس المسيحية المختلفة أدورًا في محو الأمية من خلال بناء المدارس والجامعات. في بعض البلدان، تعتبر الكنيسة المزود الرئيسي للتعليم وأحيانًا أخرى يكون نظامها التعليمي أفضل من الحكومي. في الوقت الحاضر، لدى الكنيسة الكاثوليكية شبكة كبيرة من المدارس وعددها 125,016 وتمتلك أكبر تنظيم تعليمي غير حكومي في العالم. ووجدت دراسة الدين والتعليم حول العالم قامت بها مركز بيو للأبحاث عام 2016 أنَّ المسيحيون هم المجموعة الدينيَّة الثانية الأكثر تعليمًا في العالم بعد اليهود، فيما يُعد كل من المسلمون والهندوس الأقل حصولاً على تعليم رسمي وذلك وفقًا لدراسة ديمغرافية شملت 151 بلدًا عن تباين التعليم بين الأديان ومسح استند على بيانات متوفرة عن فئة متوسط العمر فيها 25 سنة وما فوق. ووفقًا للدراسة يتصدر المسيحيين المرتبة الثانية كأكثر الجماعات الدينية تعليمًا عام 2010، إذ تصل معدل سنوات الدراسة للمسيحي في العالم حوالي 9.3 سنة. ووجدت الدراسة أن لدى المسيحيين في المجتمعات والدول التي يشكل فيها المسيحيين الغالبيَّة معدل سنوات دراسة مرتفع، ويتصدر مسيحيين ألمانيا (13.6 سنة) ومسيحيين نيوزيلندا (13.5 سنة) ومسيحيين ليتوانيا (13.0 سنة) المجتمعات المسيحية الأكثر تعليمًا. تشير الدراسة أنَّ ارتفاع المستوى التعليمي للمسيحيين في العديد من الدول يعود لعدة أسباب منها قيام الرهبان المسيحيين في الشرق الأوسط وأوروبا في بناء المكتبات والمطابع، حيث قاموا في الحفاظ على الثقافة الفكريَّة والمخطوطات القديمة داخل مدارسها ومكتباتها، وفي كثير من الحالات، تطورت هذه الأديرة المسيحية إلى جامعات مرموقة. وفقًا للدراسة يتصدر المسيحيين المرتبة الثانية كأكثر الجماعات الدينية الحاصلة على تعليم عال أو تعليم جامعي، أمَّا من حيث العدد بغض النظر عن النسب المئوية فإن المسيحيين يحلّون في المرتبة الأولى من حيث عدد حملة الشهادات الجامعيَّة، بين المجتمعات المسيحيَّة المختلفة يتصدر مسيحيي سنغافورة على أعلى نسب من حيث التوجه للتعليم العالي والحصول على الشهادات الجامعيَّة (67%)، يليهم مسيحيين إسرائيل (63%)، ومسيحيين جورجيا (57%).
يتفوق المسيحيون تعليميًا (مع متوسط سنوات دراسة 6.0 سنة) في مناطق أفريقيا جنوب الصحراء على المسلمين (مع متوسط سنوات دراسة 2.6 سنة)، وعزا بعض علماء الاجتماع ذلك إلى جوانب تاريخية مثل الأنشطة التبشيرية المسيحية خلال فترات الاستعمار الغربي. ويشير ناثان نان أستاذ الاقتصاد في جامعة هارفارد أنَّ التعليم «هو المكافأة الرئيسية قبل المبشرين لجذب الأفارقة للمسيحية». كما وشجع المبشرين البروتستانت على تعليم المرأة ومحو الأمية بين النساء. الفجوى بين متوسط الدراسة بين الرجال المسيحيين (9.5 سنة) وبين النساء المسيحيات (9.1 سنة) قليلة (0.4) بالمقارنة مع الجماعات الدينية الأخرى. ويعود ارتفاع نسب المتعلمين بين النساء المسيحيات لعدة أسباب حيث تشير الدارسة أن واحدة من الأسباب هي تشجيع المصلحين البروتستانت أمثال مارتن لوثر وقادة حركة التقوية المسيحيَّة على تعليم وتثقيف المرأة مما أدى إلى محو الأمية بين النساء في المجتمعات البروتستانتية في وقت مبكر. وفي بحث قامت به جامعة ميونخ لبيانات بالنسبة للتعليم في البلدان الأوروبية يعود لعام 1970، وجد أنَّ البلدان ذات النسبة العالية من البروتستانت فيها تكافؤ ملحوظ بين الرجال والنساء في سنوات التعليم.

## المعتقدات والميول

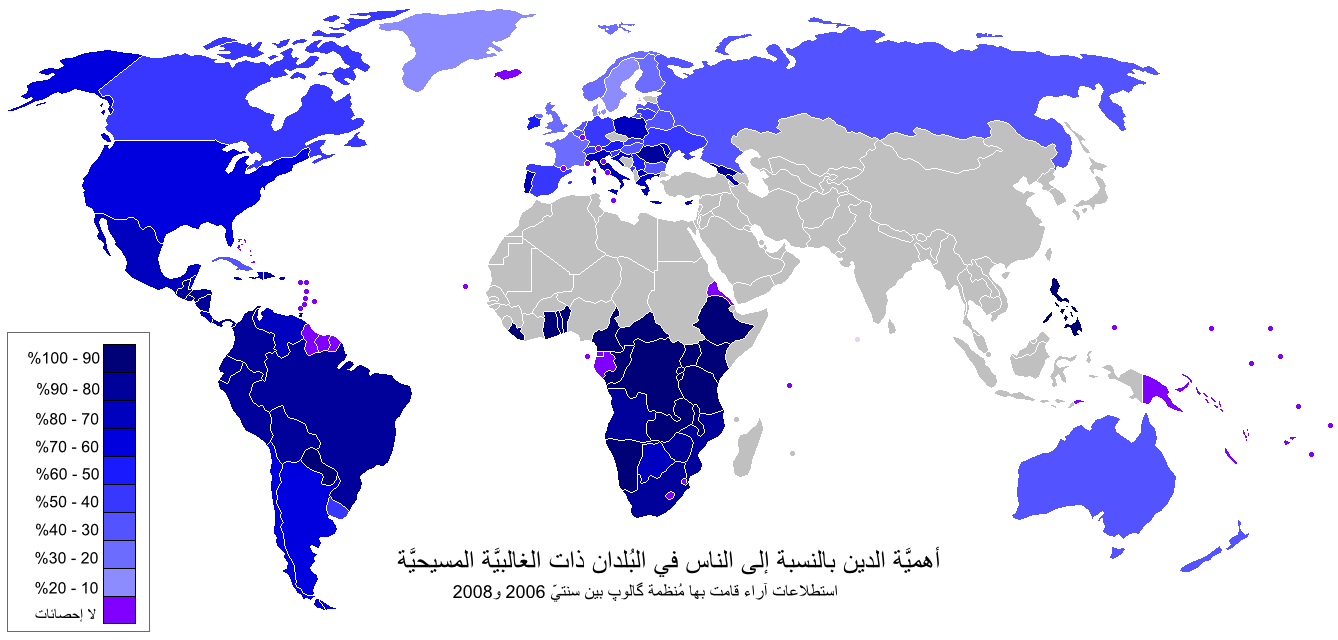
خارطة تظهر أهميَّة الدين بالنسبة للناس في البُلدان ذات الغالبيَّة المسيحيَّة، استنادًا إلى استطلاع أجرته مؤسسة غالوب بين سنتيّ 2006 و2008.

أجرت مجلة المسيحية اليوم دراسة واسعة لفهم نطاق الاختلافات بين المسيحيين الأمريكيين والتي تنطبق بشكل أو بآخر على مجمل المسيحيين في العالم. وقد وجدت الدراسة الاستقصائية مواقف وسلوكيات مختلفة تنقسم إلى خمسة قطاعات متميزة. إذ تتنوع الميول الدينية بالنسبة للمسيحيين فمثلًا بدلًا من حضور الكنيسة صباح يوم الأحد والطقوس الجماعيَّة، يختار العديد من المسيحيين خاصًة الشباب طرق أخرى قد تكون أكثر شخصية وفردية. يتنوع أيضًا المسيحيون لاهوتيًا علمًا أنًّ الغالبيَّة العظمى من المسيحيين يؤمنون بألوهية المسيح لكن هناك أقلية تنكر ألوهة المسيح وترى أنه كائن روحي أشبه بالله.
يُعتبر سر العماد، «الأساس والمقدمة لسائر الأسرار»، وهو علامة الدخول في الدين المسيحي، ومشاركة المسيح، وقبول عمله في سر الفداء، ويتم غالبًا بسكب الماء ثلاثًا على رأس المعمد. تمارس الكنيسة الكاثوليكية وسائر الكنائس الأرثوذكسية وقسم هام من الكنائس البروتستانتية عماد الأطفال وبالتالي حسب المعتقدات المسيحية يعتبر العماد ختم أبدي وبالتالي إن حصل الشخص على سر العماد يعتبر مسيحي بغض النظر عن مدى ايمانه أو التزامه بالطقوس المسيحية. في حين أنّ العديد من الكنائس البروتستانتية تعتبر المسيحي الحقيقي من يقبل يسوع كمخلص شخصي. وقد وجدت دراسات مختلفة أنًّ المسيحيين في أفريقيا وآسيا وأمريكا اللاتينية هم أكثر التزامًا من الناحية الدينية وأكثر تدينًا مقارنًة بمسيحيي العالم الغربي وينظبق ذلك أيضًا على الشباب المسيحي إذ يميل الشباب في نصف الكرة الأرضية الجنوبي أن يكون أكثر تدينًّا والتزاما من الناحية الدينيًَة.
وجدت الدراسة تقسيمات المسيحيين الاميريكيين والتي قد تنطبق على مجمل المسيحيين:
- «مسيحيين فعالين وملتزمين» حيث يؤمن هؤلاء أن الخلاص يأتي من خلال يسوع، ويلتزمون في حضور الكنيسة بشكل منتظم، ويداومون على قراءة الكتاب المقدس، وعلى الإستمرار في التنمية الروحيّة من خلال الإيمان الشخصي في كنيستهم، وقبول مناصب قيادية في الكنيسة، ويلتزم العديد منهم في التبشير بين الآخرين.
- «مسيحيين من دون طائفة» تلتزم هذه المجموعة في «قبول المسيح كمخلص ورب» وذلك كمفتاح لكونه مسيحيًا وفقًا لهم، يكون التركيز لدى هذه المجموعة أكثر على العلاقات الشخصية مع الله ويسوع أكثر مما هو على الكنيسة، أو على قراءة الكتاب المقدس أو التبشير.
- «مسيحيين طقسيًا أو ليتورجيًا» ينتمي إلى هذا التصنيف في الغالب المسيحيين أتباع الكنائس التقليديّة أو الطقسيّة مثل الكنيسة الرومانية الكاثوليكية، الأسقفيه، اللوثرية والكنيسة الأرثوذكسية. تلتزم هذه المجموعة في التردد والذهاب إلى الكنيسة، ولديهم مستوى عال من النشاط الروحي والاعتراف بسلطة الكنيسة وتلتزم بمداومة الصلوات التقليدية مثل صلوات الساعات والمسبحة الورديَّة ودرب الصليب ودراسة الكتاب المقدس.
- «مسيحيين خاصيين» يملك هؤلاء الكتاب المقدس ولكن لا يميلون إلى قراءته. وهم أقل التزاما في حضور الصلوات في الكنيسة. يؤمن أتباع هذا التصنيف بالله والقيام بأشياء جيدة، ولكن ليس بالضرورة في سياق الكنيسة. هذه الفئة بشكل عام فيها تواجد ملحوظ للشباب.
- «مسيحيين ثقافيًا» هم أشخاص ذوي خلفية تراثية وحضارية مسيحية من ناحية عرقية أو ثقافية أو دينية أو تعليمية والروابط العائليَّة وقد لا يؤمنون بالمعتقدات الدينية المسيحية، ولكن يعرفون أنفسهم كمسيحيين لارتباطهم بالمسيحية وراثيًا وحضاريًا، وبسبب البيئة الاجتماعية والثقافية التي نشأوا فيها. شريحة واسعة من المسيحيين الثقافة قد يصنفوّن كعلمانيين أو غير ملتزمين دينيًا.
- «مسيحيين وراثيًا وحضاريًا» تتشابه هذه المجموعة مع مجموعة مسيحيين الثقافة غالبًا ما ترى هذه المجموعة المسيحيًّة كجزء من هويتها الثقافية والتاريخيَّة فالعديد من الشعوب الأرثوذكسية في الشرق الأوسط وشرق أوروبا أو الشعوب البروتستانتية لديها كنيسة وطنية خاصة بها وبالتالي أضحت المسيحية جزء من تاريخ هذه الشعوب وإرثها الثقافي منهم على سبيل المثال المسيحيون العرب والموارنة والأقباط والسريان والأرمن في الشرق الأوسط والعرقيات الأرثوذكسيّة في أوروبا الشرقية مثل الجورجيون، البيلاروس، البلغار، اليونانيون، المقدونيون، الرومانيون، الروس، الصرب والأوكرانيون والإثنيات البروتستانتية مثل الشعب الإنجليزي والاسكتلنديّ، الأنجلو إيرلندي، الويلزيّ، السويدي، الفنلندي، النرويجي، الدنماركي، الألماني والهولندي؛ كما وأضحت الثقافة الكاثوليكية الهوية السائدة والموحدة للشعوب الإسبانية، البرتغالية، الإيطالية، الفرنسية، والكرواتيّة، الآيرلندية، المجرية، البولندية وشعوب أمريكا اللاتينية مثل الأرجنتينيون والشعب المكسيكي وغيرهم.
- «مسيحيين ملحدين» لا يؤمن هؤلاء بإله المسيحية ولكن على الرغم من عدم اتباعهم للعقائد اللاهوتية المسيحية الاّ أنهم يتبعون تعاليم المسيح الأخلاقيّة والإنسانيّة وبالتالي يعرفون أنفسهم كمسيحيين. على الرغم من عدم ايمان الملحدين المسيحيين بالوهية يسوع الاّ أنه يحتل نقطه مركزية في مفهومهم حيث أنّ معظم الملحدين المسيحيين يعتبرون يسوع معلم أخلاقي ومثال أعلى ويتقبلوا تعاليمه لكن مع رفض لفكرة ألوهيته إذ أنهم لا يؤمنون بالله. وقد يوصف ملحدون ولادينيون أنفسهم مسيحيون مثل إخصائي السلوك البريطاني ومؤلف عدة كتب؛ ريتشارد دوكينز فعلى الرغم من كونه معروف بآرائه في الإلحاد فقد وصف نفسه كمسيحي.

بالمقابل يُطلق على المسيحيين المتبِّعين لاهوت والدوغماتية المسيحية عدد من المصطلحات مثل المسيحي الكتابي الذي يؤمن بعصمة الكتاب المقدس، المسيحي المتلزم، معتنق المسيحية والمسيحي المؤمن. وتُلقى هذه المصطلحات رواج بين المسيحيين الأصوليين والإنجيليين حيث يعتبرون المسيحي الحق هو الشخص المؤمن بيسوع المسيح ويقبله مخلصًا شخصيًا لنفسه وممارس لدينه بشكل يومي ولا يكفي أن يكون الشخص مولود كمسيحي ولا يزاول الطقوس الدينية لذلك فالمسيحيين الإنجيليين يشجّعون مسيحيين الثقافة أو المسيحيين الإسميًا الغير الملتزمين على على إعادة الولادة كمسيحيين مرة أخرى أو ما يعرف بالولادة الجديدة.

### معتنقو المسيحية

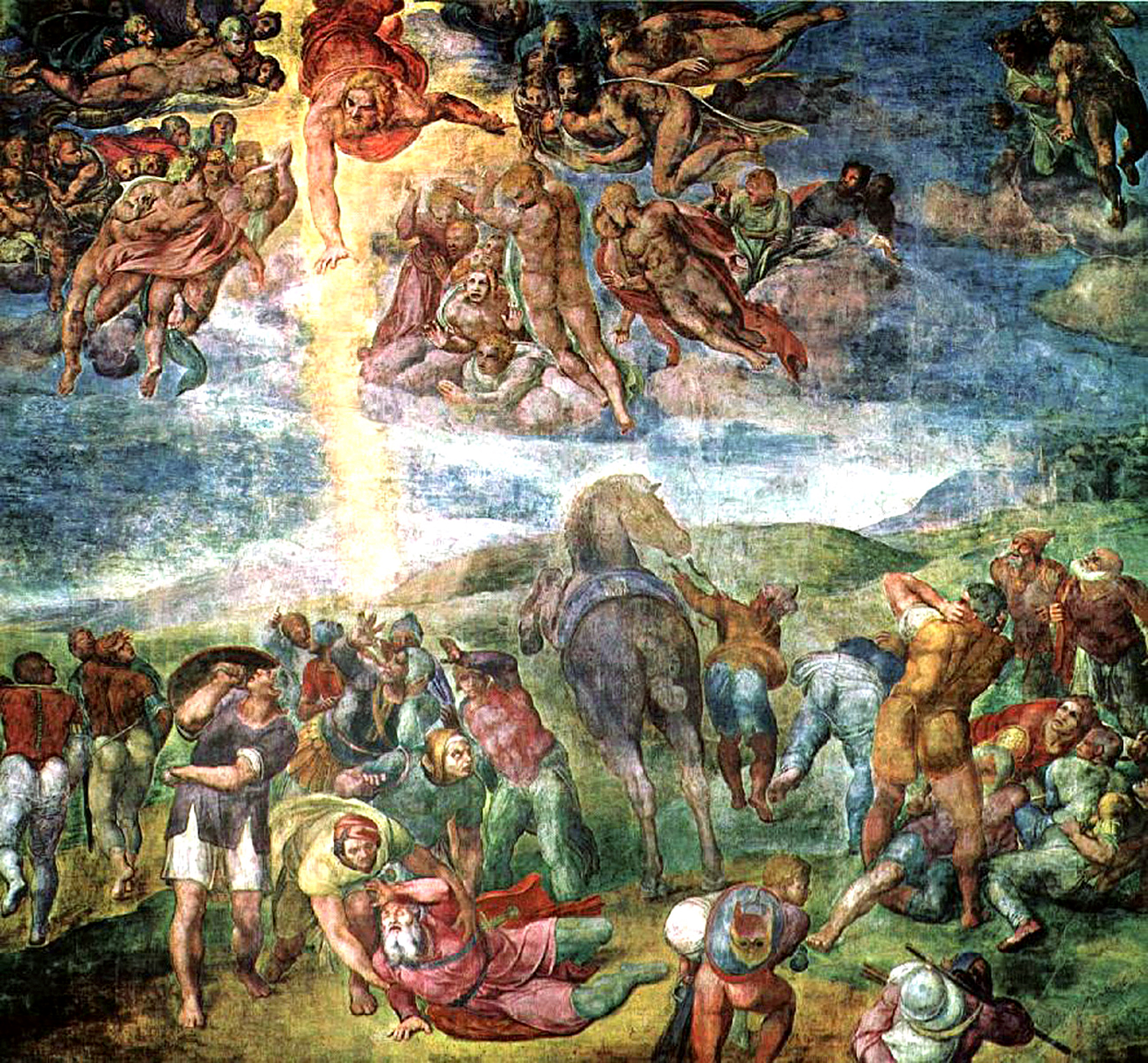
تحول بولس الرسول في الطريق إلى دمشق، رسم مايكل أنجلو.

التحول إلى المسيحية هو تحول ديني ِلشَخص ما من خلفية وديانة غير مسيحية إلى شكل من أشكال المسيحية. لا توجد احصائيات دقيقة حول عدد المتحولين للمسيحية خاصًة وأن عدد من المتحولين يخشون على أنفسهم لو صرحوا بالدين الجديد الذي اعتنقوه، إما لخوفهم من ردود أفعال مجتمعهم، أو لكون سياسة بلدهم تجرّم التحول الديني، وبالتالي تكون إحصائيات معدلات التحويل شديدة الصعوبة. لكن هناك بعض التقديرات حول عدد المتحولين للمسيحية من دول مختلفة. تشير تقديرات مختلفة إلى سنويًّا يعتنق المسيحية 30 مليون شخص قادمين من خلفيات دينية مغايرة أي 23,000 شخص يوميًا ومن حيث النمو العددي بغض النظر عن النسب المئوية فإن المسيحية تحلّ في المرتبة الأولى، ووفقاً للموسوعة المسيحية العالميَّة يعتنق المسيحية سنويًا 2.7 مليون شخص قادمين من خلفيات دينية مغايرة. يذكر أن مناطق جنوب الكرة الأرضية تشهد ازديادًا في معدل نمو المسيحية. وبحسب تقرير معهد بيو تزايد عدد المسيحيين حول العالم بنسبة 4 أضعاف خلال المئة عام المنصرمة،
يواجه عدد من المتحولين للمسيحية انتقادات خاصة أولئك الذين تحولوا للمسيحية لاعتبارات ماديَّة أو من أجل الحصول على فرص تعليم أو عمل أو حياة أفضل أو من أجل تسهيل الهجرة إلى الدول الغربية المتطوّرة ذات التراث المسيحي. يطلق على هذه المجموعة لقب مسيحيي الأرز. في حين يدافع عنهم آخرون على اعتبار أنّ الغالبيّة من المتحولين للمسيحية تحولوا للمسيحية بعد دراستها وعن اقتناع ديني فضلًا عن التحول لدين آخر هو حريّة دينيَّة.
تعتبر الحركات التبشيرية في آسيا وأفريقيا. تشير بعض الدراسات أن المسيحية هي أسرع أديان العالم انتشارًا، خصوصًا المذهبين الكاثوليكي والبروتستانتي. في حين تتمسك أخرى بكون الإسلام الأكثر انتشارًا في العالم. تشهد الدول ذات الثقافة البوذية في الشرق الأقصى ظاهرة في ازدياد معتنقي المسيحية منها:
- في  الصين، كان عدد المسيحيين قبل 1949 حوالي 4 ملايين نسمة (3 ملايين الكاثوليك ومليون بروتستانتي)، في سنة 2010 وصل عدد المسيحيين في الصين إلى 67 مليون،[238][239] تقول تقارير أن المسيحية أسرع الأديان انتشارًا في الصين بمتوسط سنوي يبلغ 7%.[240] يتوقع أحد التقارير أن تصل أعداد السكان المسيحيين في الصين إلى أكثر من 400 مليون شخص بحلول عام 2040، الأمر الذي سيجعل الصين أكبر دولة فيها مسيحيين على الأرض.[241] وذكر تقرير في صحيفة ديلي تلغراف إلى ازدياد أعداد المسيحيين في الصين الشيوعية بشكل مطرد وأنه بحلول عام 2030 قد تصل أعداد المسيحيين الصينيين إلى 247 مليون.[242] وفقاً لتقرير مجلس العلاقات الخارجية نما عدد البروتستانت الصينيين بمعدل 10% سنوياً منذ عام 1979.
- في  كوريا الجنوبية ارتفعت نسبة المسيحيين من 2.0% عام 1945 حتى وصلت إلى 29.2% عام 2005.[243][244] ووفقًا لقاعدة بيانات المسيحيّة العالميّة نمت المسيحية في كوريا الجنوبية من 20.7% في عام 1985 إلى 29.5% في عام 2005.[245]
- في  سنغافورة ارتفعت نسبة المسيحيين من 12.7% سنة 1990 إلى 17.5% سنة 2010، وهي إلى جانب اللادينية تحظى باعلى معدل نمو في سنغافورة.[246] واستمرت معدلات النمو حيث وفقاً لتعداد السكان عام 2015 بلغت نسبة المسيحيين حوالي 18.8% من السكان.[247]
- في  اليابان وصلت نسبة المسيحيين حسب احصائية مؤسسة غالوب سنة 2006 إلى 6% مقارنة 1% سنة 2000،[248] واستنادًا إلى استطلاع عام 2006 الذي أجرته مؤسسة غالوب وجدت أن المسيحية هي الدين الأسرع انتشارًا بين الشباب الياباني.[249]
- في تايوان شهدت المسيحية نموًا قويًا في عقد عام 1950، وظلت العضويَّة ثابتة نسيبيًا في عقد 1970.[250] وتشير التقديرات الأخيرة إلى أن نسبة المسيحيين تصل إلى حوالي 4.5% من السكان.[251] ومنذ عام 1978 شاركت الكنيسة المشيخية في جهود تبشيرية واسعة النطاق المعروفة باسم حركة عشرة واحد والتي تهدف إلى زيادة 10% من عضويتها سنويًا.[252]
- في  إندونيسيا يزداد معدل نمو المسيحية وانتشارها بشكل خاص بين الأقلية الصينية.[253][254]
- في  فييتنام ازداد عدد السكان المسيحيين بنسبة 600% خلال العقود الأخيرة.

تقدر دراسات تحول أعداد أكبر بكثير من الأشخاص من الإسلام إلى المسيحية في القرن الواحد والعشرين أكثر من أي وقت آخر في التاريخ الإسلامي. وجدت دراسة لجامعة سانت ماري عام 2015 أن حوالي 10.2 ملايين مسلم إعتنق المسيحية. وقدرّت دراسة تابعة لجامعة إدنبرة عام 2014 أنه يوجد أكثر من 8.4 مليون مسلم اعتنق المسيحية. ويمكن العثور على عدد ملحوظ من المسلمين الذين تحولوا إلى المسيحية في أفغانستان، وألبانيا، وأستراليا، وأذربيجان، الجزائر، وبنغلاديش، وبلجيكا، وبوركينا فاسو، وبلغاريا، وكندا، وإثيوبيا، وفرنسا، وغانا، وألمانيا، وإندونيسيا، وإيران، والهند، وكينيا، والمغرب، ونيجيريا، وهولندا، وروسيا، وماليزيا، والمملكة العربية السعودية، وتانزانيا، وتونس، وتركيا، وكوسوفو، والولايات المتحدة، وطاجيكستان، وكازاخستان، وقيرغيزستان وأوزبكستان.
في  الهند وعلى الرغم من الإضطهادات الموجهة ضد المسيحيين في البلاد، التحول للمسيحية في ازدياد استنادًا إلى منظمة أبواب مفتوحة، في سنة 2005 اعتنق المسيحية بين 60,000 إلى 70,000 هندي. في  ماليزيا واستنادًا إلى منظمات هندوسية أعتنق 160,000 هندوسي المسيحية في الأعوام الاخيرة. وقد أعتنق حوالي 97,000 هندوسي المذهب المثيودي. فضلًا عن 25,000 انضم للمذهب الكاثوليكي. وفي  الولايات المتحدة كشف استطلاع من مركز بيو للدراسات وللرأي أجري بين يهود أمريكا في أكتوبر 2013 ونشرته صحيفة «هارتس»، نقلاً عن «نيو يورك تايمز»، كشف عن ارتفاع عدد المسيحيون من خلفية يهودية وبين الإستطلاع انه يقطن في الولايات المتحدة 1,600,000 يهودي تحول للمسيحية أو مسيحي من خلفية يهودية.

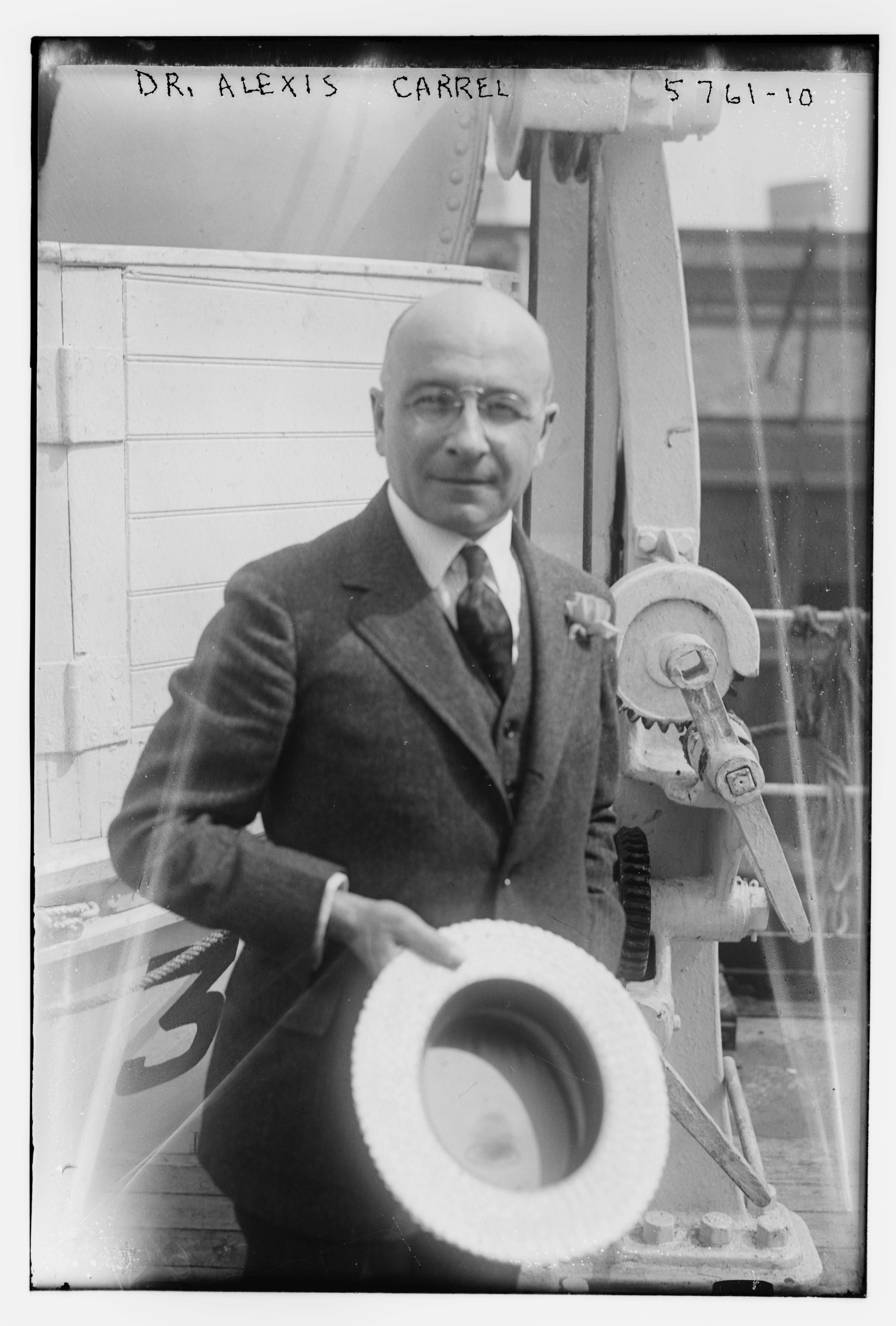
ألكسي كاريل الحاصل على جائزة نوبل في الطب (ملحد سابقًا).
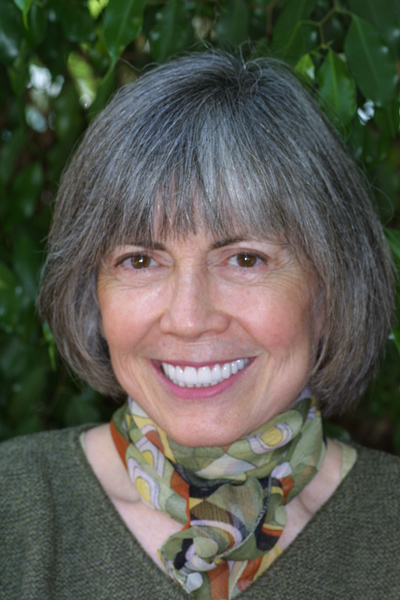
آن رايس مؤلفة اميركية وتعتبر واحدة من أكثر الكُتاب قراءة في التاريخ الحديث (ملحدة سابقًا).
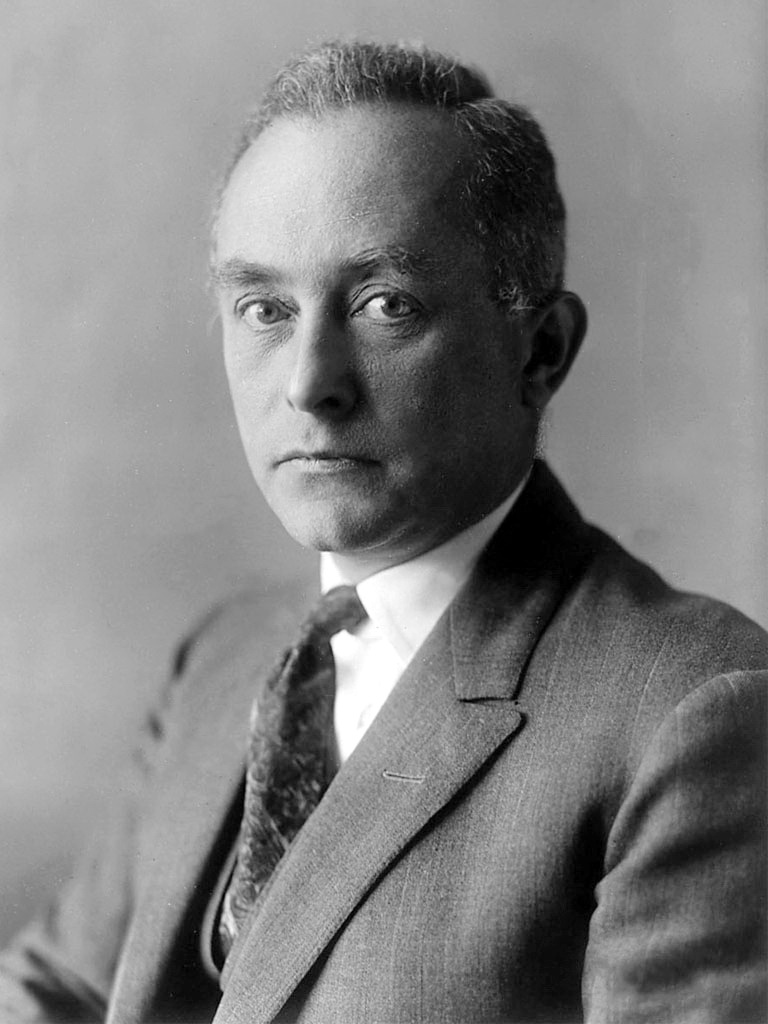
ماكس بورن حصل على جائزة نوبل في الفيزياء (يهودي سابقًا).
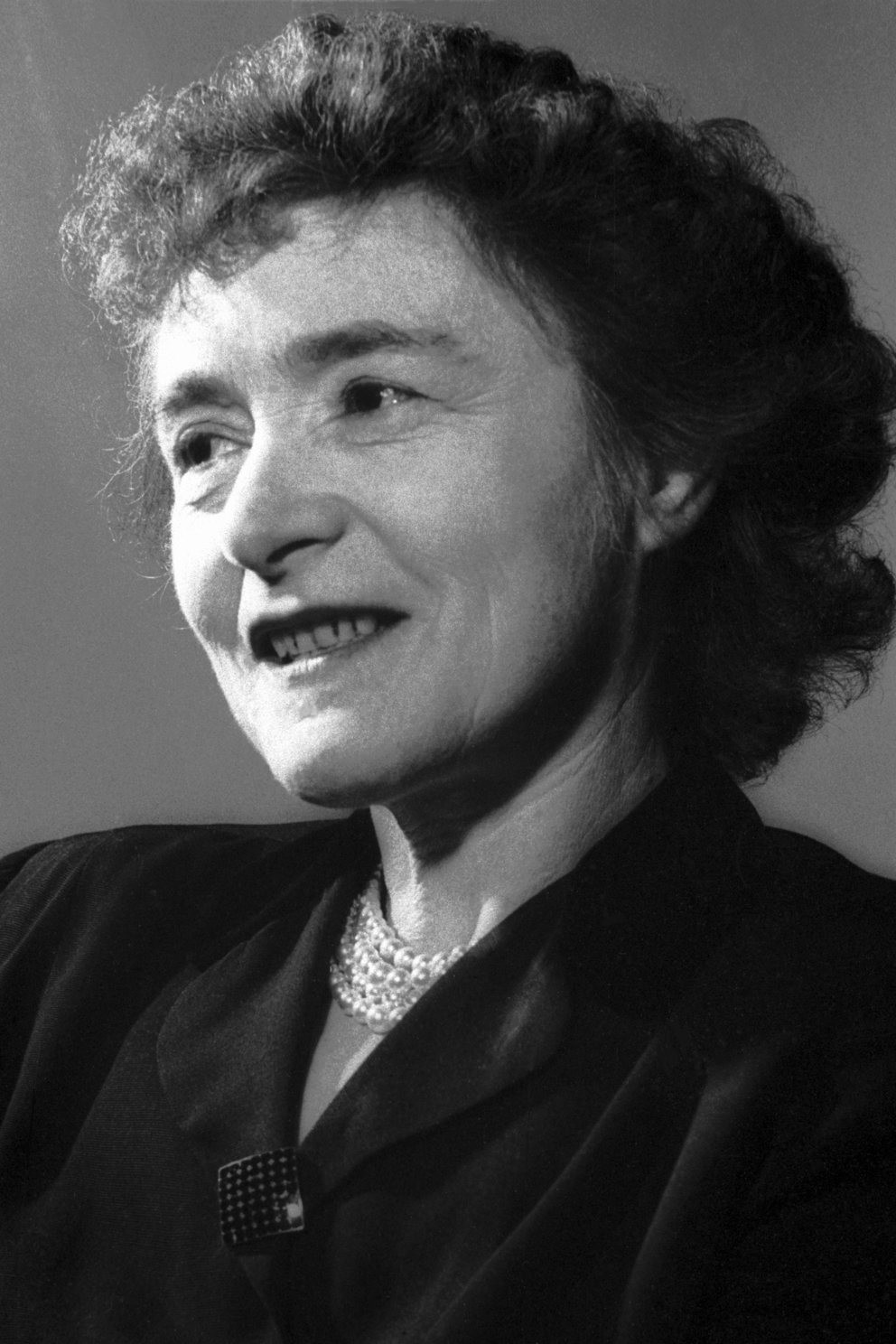
جرتي كوري أول امرأة تنال جائزة نوبل في الطب (يهودية سابقًا).
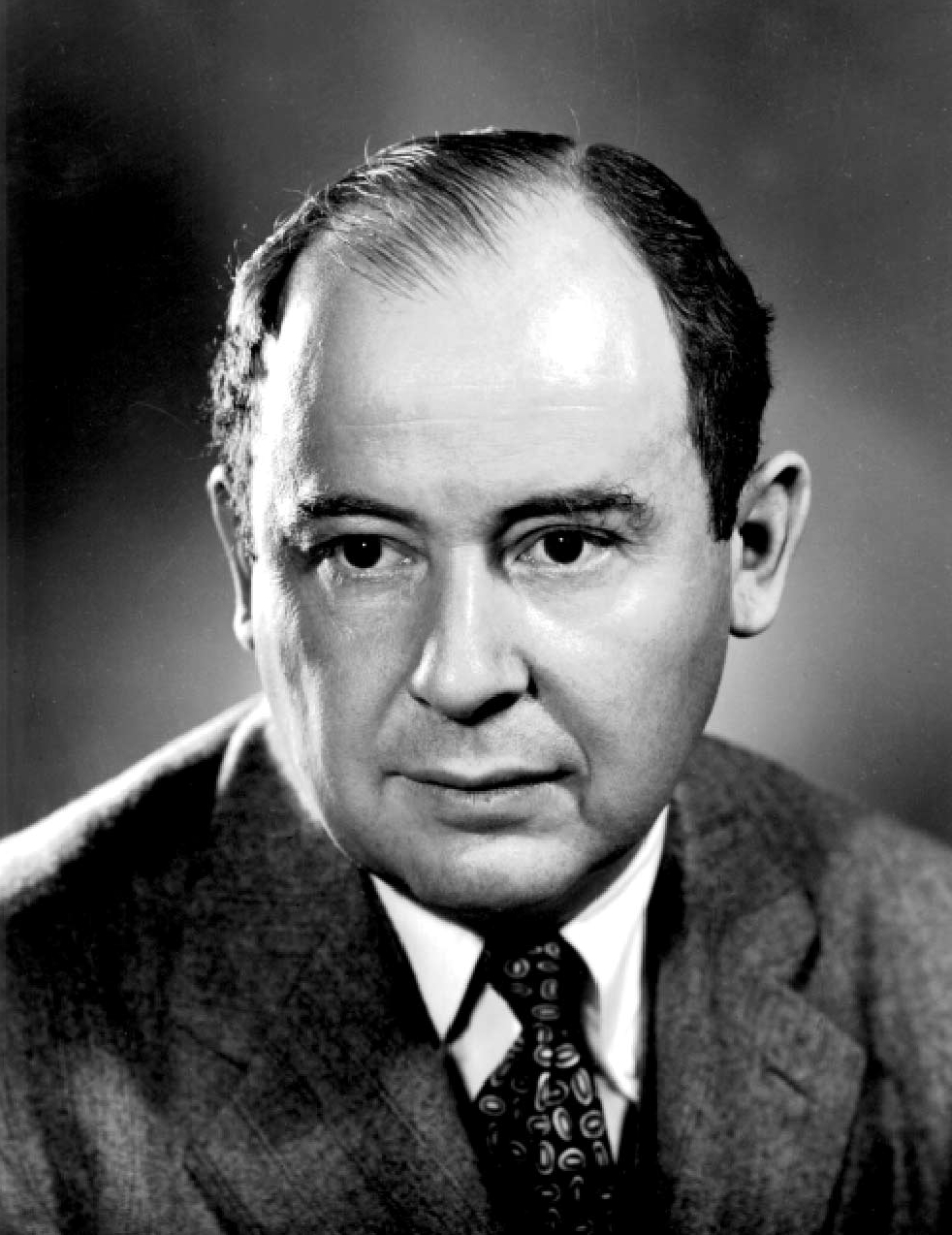
جون فون نيومان عالم رياضيات (يهودي سابقُا).
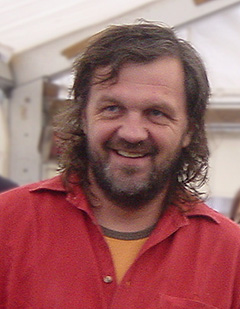
أمير كوستوريتسا فنان الباني ومخرج متحصل مرتين على جائزة السعفة الذهبية بمهرجان كان (مسلم سابقًا).
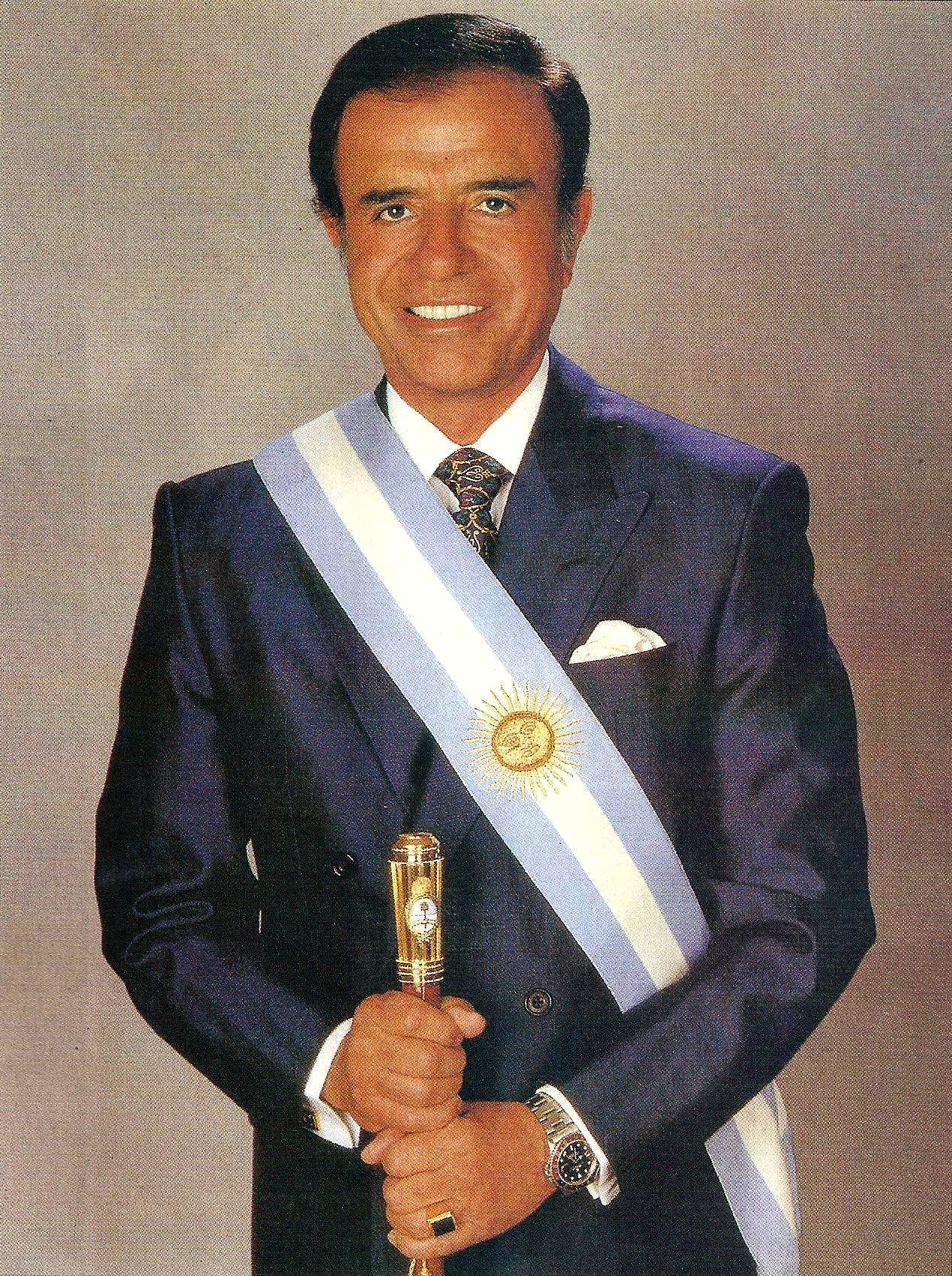
كارلوس منعم رئيس الأرجنتين السابق (مسلم سابقًا).
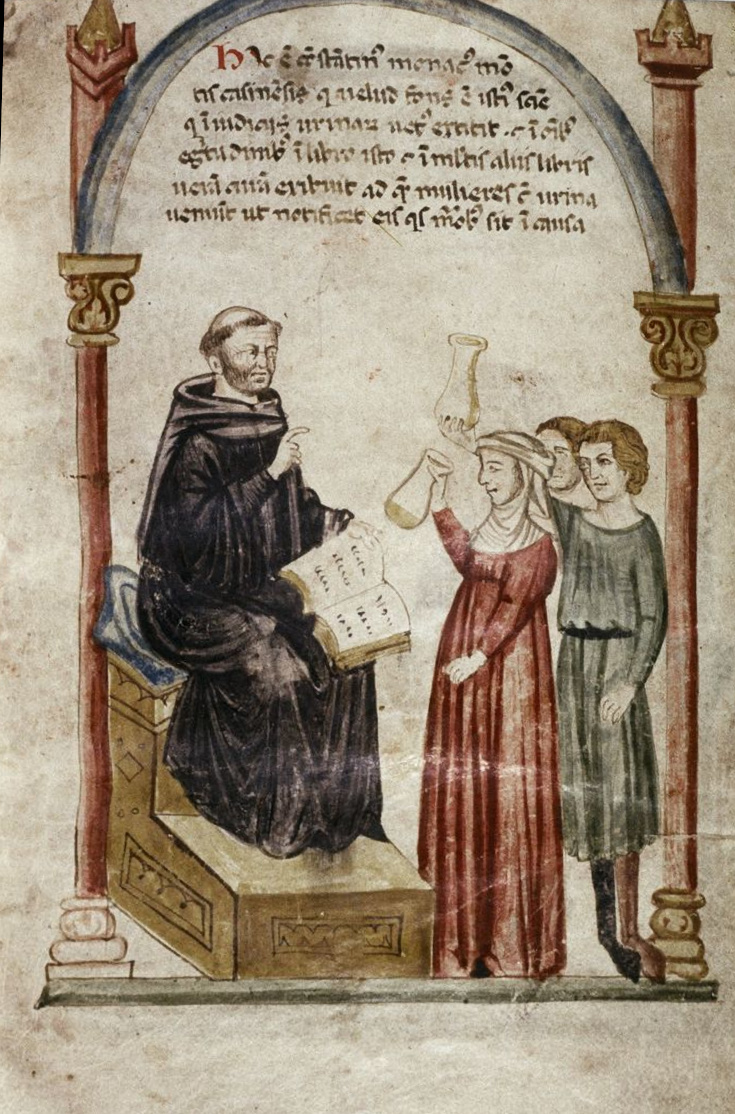
قسطنطين الإفريقي طبيب مستعرب (مسلم سابقًا).
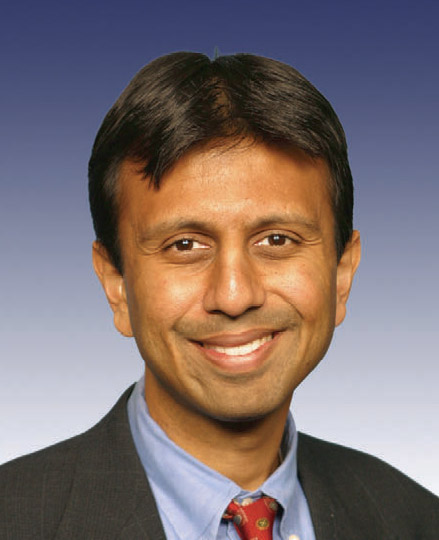
بوبي جندال حاكم ولاية لويزيانا (هندوسي سابقًا).
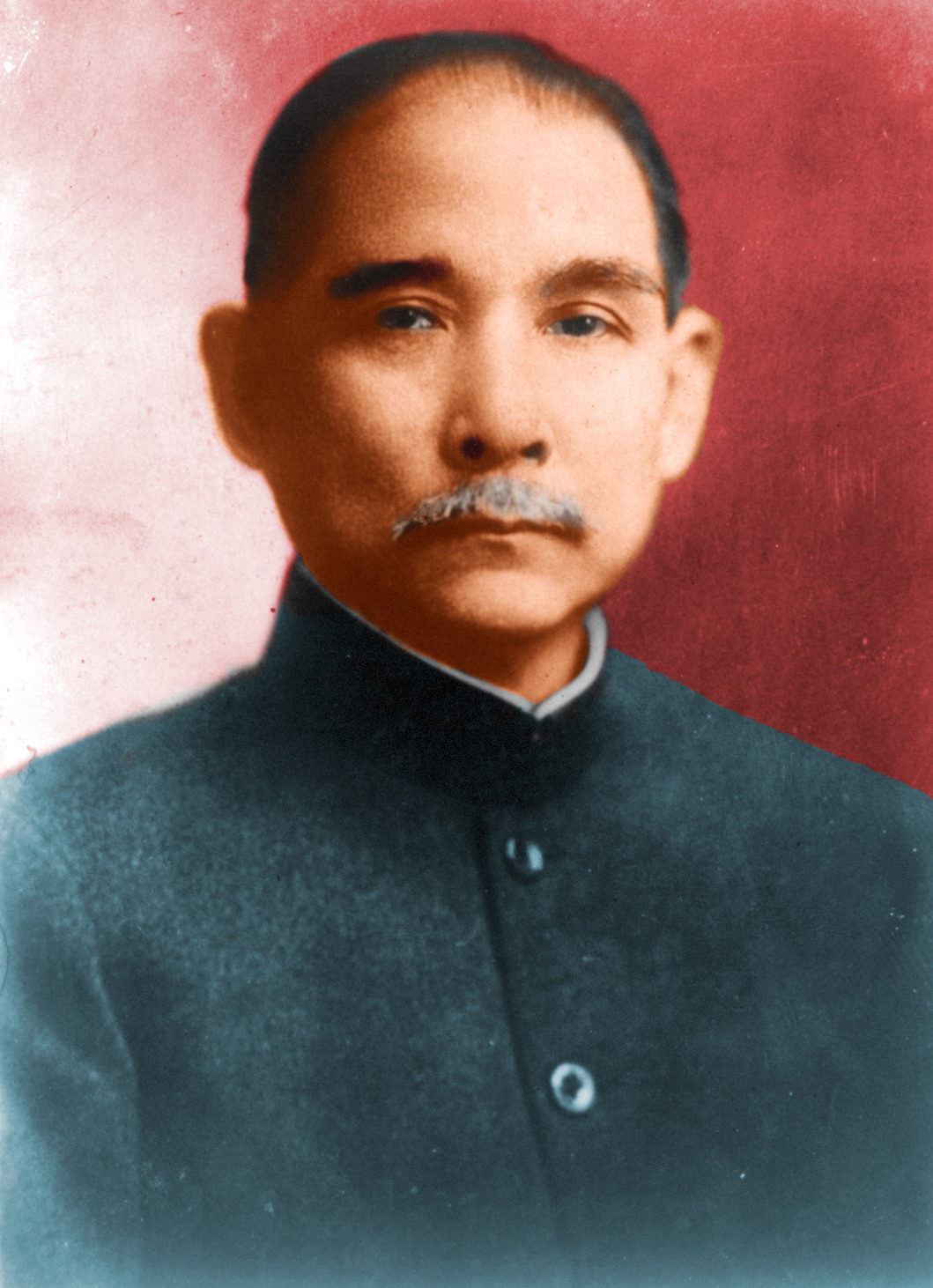
صن يات سين أول رئيس لجمهورية الصين ويعتبر والد الصين الحديثة (بوذي سابقًا).

### التدين والتردد على الكنائس

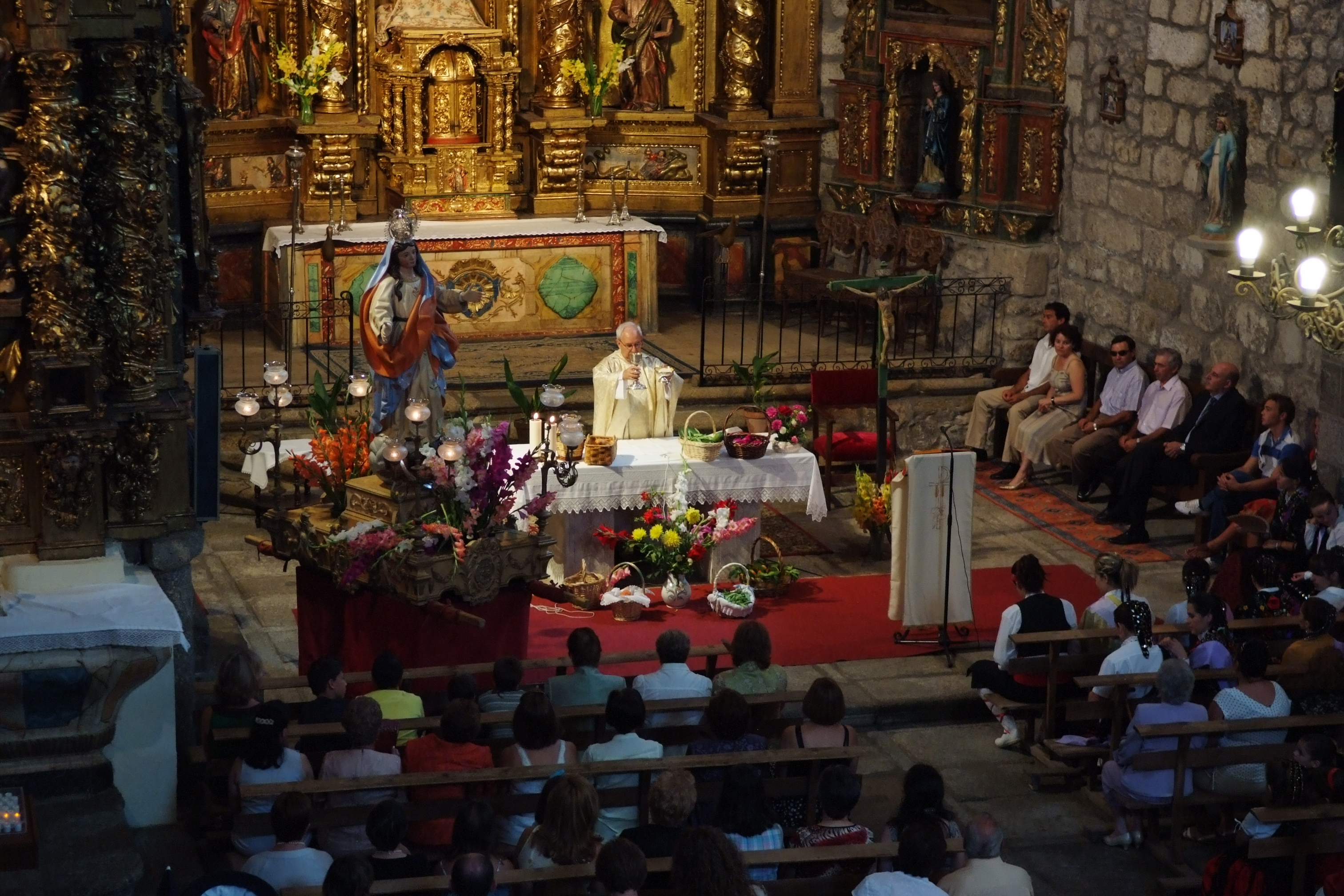
قداس في كنيسة كاثوليكية، إسبانيا، شهدت بعض الدول الأوروبية انخفاض في الممارسة الدينية قابله ارتفاع في عدد من الدول الشيوعية السابقة.

شهدت عدد من المجتمعات المسيحية التقليدية في العالم المسيحي خاصًة ذات الخلفية البروتستانتية مثل ألمانيا، المملكة المتحدة، هولندا، الدول الإسكندنافية وأستراليا انخفاضًا في حضور الكنيسة والمداومة على الصلاة والطقوس الكنسية منذ 1970. وعلى الرغم من ذلك تحتفظ الكنائس البروتستانية بنسب عالية من الأعضاء المنتمين لها في البلدان الآنفة الذكر. لا يقتصر الأمر على الدول ذات الثقافة البروتستانتية بل يشمل أيضًا بعض الدول الكاثوليكية، وان كان أقل وضوحًا في الدول الكاثوليكية مقارنًة بالبروتستانتية، منها فرنسا والدولة الشيوعية السابقة الجمهورية التشيكية حيث تصل نسبة المداومين والمؤمنين فيها إلى ادنى مستوايتها. أفضى ذلك إلى ظهور شريحة المسيحية الثقافية وهو مصطلح واسع يستخدم لوصف أشخاص مسيحيين اسميًا ذوي خلفية تراثية وحضارية مسيحية وينتمون إلى المسيحية من ناحية عرقية أو ثقافية أو دينية أو تعليمية أو بسبب الروابط العائلية.
من جانب آخر لا تزال نسب المداومين على حضور القداس والمنخرطين في سلك الكهنوت مرتفعة في العديد من الدول الكاثوليكية الغربيّة مثل مالطة، بولندا، أيرلندا، النمسا، البرتغال وإسبانيا فضلًا عن إيطاليا. كذلك الأمر بالنسبة لدول أرثوذكسية مثل اليونان وقبرص ومقدونيا ومولدوفا وأرمينيا وجورجيا حيث تحظى هذه الدول بمعدل مرتفع من حيث حضور القداس والتدين؛ ودول بروتستانتية منها الولايات المتحدة والتي تعد أكثر الدول المتطورة تدينًّا. يذكر أّن عدد من دول أوروبا الشرقية شهدت مع سقوط الإتحاد السوفياتي والأنظمة الشيوعية صحوة دينية كبرى منها روسيا، بولندا، صربيا، رومانيا وبلغاريا.
بحسب دراسة قامت بها معهد غالوب الدولي عام 2013 وجدت أن المسيحيين هم الأكثر تدينًا بين أتباع الأديان الإبراهيمية من حيث نسب المتدينين بمختلف طوائفهم والتي بلغت 81% بينما كانت نسبة غير المتدينين أو المسيحيين الإسميين منهم 16%، ووجدت دراسات مختلفة أن المسيحيين في أفريقا وآسيا وأمريكا اللاتينية هم أكثر التزامًا من الناحية الدينية وأكثر تدينًا مقارنًة بمسيحيي العالم الغربي. حسب دراسة معهد غالوب وجدت أنّ نسبة المتدينيين بين المسيحيين في أمريكا اللاتينية تصل بمعدل 84%، وتملك غالبيّة شعوب أمريكا اللاتينية معدلات مرتفعة من حيث المداومة على الطقوس الدينية والتديّن منها على وجه الخصوص البرازيل والبيرو وذلك بإستثناء كل من الأرجنتين والأوروغواي حيث أنّ فقط 20% من المسيحيين في الأرجنتين والأوراغواي يعتبرون أنفسهم متدينين.

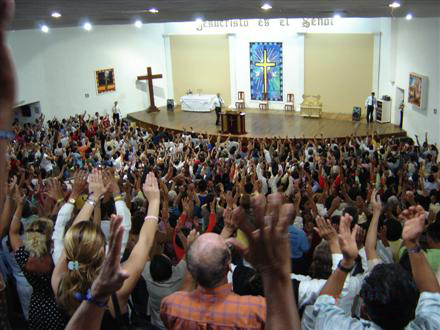
كنيسة إنجيلية في البرازيل: تشهد المسيحية نموًا هامًا في جنوب الكرة الأرضية.

حققت المسيحية في أفريقيا نموًا هامًا، حيث تزايد عدد السكان المسيحيين 70 ضعفا ليصل إلى 470 مليونًا، وجدت دراسة قام بها معهد غالوب أنّ مسيحيي أفريقيا متحمسون لدينهم، حيث إن 9 من كل 10 قالوا إن الدين مهم جدًا في حياتهم. وفقًا لدراسة قام بها معهد غالوب عام 2010 وجدت أن كل من مسيحيي جمهورية الكونغو الديموقراطية وغانا هم المسيحيين الأكثر تدينًا على مستوى العالم. العديد من المجتمعات المسيحية في الدول الآسيوية مثل الفلبين والهند والصين وكوريا الجنوبية متحمسين لدينهم، ولديهم معدلات عاليّة في المواظبة على الصلاة وفي التردّد على الكنائس وممارسة الشعائر الدينيّة. أمّا المسيحيين العرب وإن كانوا أقل مواظبة على الصلاة فإنهم بحسب المقاييس الغربية أكثر تدينًا مما في الغرب.
كما وأظهرت دراسة لمؤسسة بيرتلسمان الألمانية أن معظم الشباب في دول العالم المختلفة أصبحوا أكثر تدينًا، ووجدت أنّ الشباب المسيحي في الدول النامية متدينين بصورة أكبر مقارنة بنظرائهم في أوروبا. فعلى سبيل المثال أظهرت الدراسة أن 80% من الشباب البروتستانت خارج أوروبا متدينين بقوة مقارنة ب7% فقط من الشباب البروتستانت في أوروبا ممن يتصفون بالتدين الشديد. والأمر نفسه ينطبق على الشباب الكاثوليك، إذ أن عدد المتدينين منهم في أوروبا يصل إلى 25% بينما يبلغ عددهم خارج أوروبا 68%. وبحسب الدراسة نفسها هناك 90% من الشباب في دول مثل نيجيريا وغواتيمالا والبرازيل يؤدون الصلاة مرة على الأقل يوميًا. وأكبر نسبة للشباب المتدينين في العالم الغربي كما توضح الدراسة تظهر في الولايات المتحدة الأمريكية، فهناك 57% من الشباب الأمريكي يصلون يوميا، كما أن 90% من الشباب البروتستانت هناك متدينون بصورة قوية.

#### التردد على الكنائس حسب البلد
القائمة التالية تستعرض نسب المسيحيين المواظبين على حضور الطقوس الدينيَّة مرة واحدة على الأقل في الأسبوع، وتختلف نسبة المواظبة على حضور القداس اختلافًا كبيرًا حسب دول العالم.
| دولة                        | عام  | حضور (%) | دولة            | عام       | حضور (%) | دولة                | عام       | حضور (%) | دولة             | عام       | حضور (%) |
| --------------------------- | ---- | -------- | --------------- | --------- | -------- | ------------------- | --------- | -------- | ---------------- | --------- | -------- |
| نيجيريا                     | 2009 | 87%      | زامبيا          | 2009      | 85%      | تشاد                | 2008-2009 | 83%      | غانا             | 2009      | 82%      |
| ليبيريا                     | 2009 | 82%      | تنزانيا         | 2008-2009 | 82%      | موزمبيق             | 2009      | 81%      | أوغندا           | 2009      | 81%      |
| كينيا                       | 2008 | 80%      | غواتيمالا       | 2013      | 78%      | إثيوبيا             | 2009      | 75%      | رواندا           | 2009      | 75%      |
| جمهورية الكونغو الديمقراطية | 2009 | 72%      | الكاميرون       | 2009      | 70%      | هندوراس             | 2013      | 70%      | كرواتيا          | 2010      | 70%      |
| السلفادور                   | 2013 | 68%      | بولندا          | 2004      | 63%      | جنوب إفريقيا        | 2008      | 62%      | نيكاراغوا        | 2013      | 58%      |
| الفلبين                     | 2013 | 58%      | مالطا           | 2005      | 57%      | جمهورية الدومينيكان | 2013-2014 | 56%      | بوليفيا          | 2013      | 55%      |
| كوستاريكا                   | 2013 | 55%      | كولومبيا        | 2013-2014 | 52%      | جمهورية أيرلندا     | 2008      | 51%      | بنما             | 2013      | 51%      |
| المغرب                      | 2006 | 50%      | البرازيل        | 2013-2014 | 49%      | المكسيك             | 2013      | 47%      | الولايات المتحدة | 2014      | 47%      |
| الإكوادور                   | 2009 | 39%      | إسرائيل         | 2014-2015 | 38%      | إيطاليا             | 2013      | 37%      | لبنان            | 2013      | 37%      |
| بيرو                        | 2013 | 35%      | باراغواي        | 2013-2014 | 33%      | سلوفاكيا            | 2004      | 33%      | كندا             | 2013      | 29%      |
| البرتغال                    | 2004 | 29%      | اليونان         | 2013      | 27%      | جمهورية التشيك      | 2013      | 26%      | فنزويلا          | 2013-2014 | 26%      |
| قبرص                        | 2004 | 25%      | رومانيا         | 2015      | 25%      | أستراليا            | 2013      | 25%      | الأرجنتين        | 2013-2014 | 22%      |
| تشيلي                       | 2013 | 22%      | المملكة المتحدة | 2011      | 20%      | إسبانيا             | 2011      | 19%      | النمسا           | 2004      | 18%      |
| سلوفينيا                    | 2004 | 18%      | الأوروغواي      | 2013-2014 | 16%      | ألمانيا             | 2011      | 13%      | أوكرانيا         | 2011      | 13%      |
| المجر                       | 2004 | 12%      | ليتوانيا        | 2011      | 12%      | بلجيكا              | 2005      | 11%      | فرنسا            | 2011      | 11%      |
| آيسلندا                     | 2004 | 10%      | روسيا           | 2013      | 8%       | لاتفيا              | 2004      | 7%       | السويد           | 2004      | 5%       |
| فنلندا                      | 2004 | 5%       | إستونيا         | 2004      | 4%       | الدنمارك            | 2004      | 3%       | النرويج          | 2004      | 3%       |

## روابط أخرى
- المزيد عن الديانة المسيحية.
- العالم المسيحي.
- الكنيسة المسيحية.
- مشاهير المسيحيين.
- الثقافة المسيحية.